# Biserica romano-catolică din Vlaha

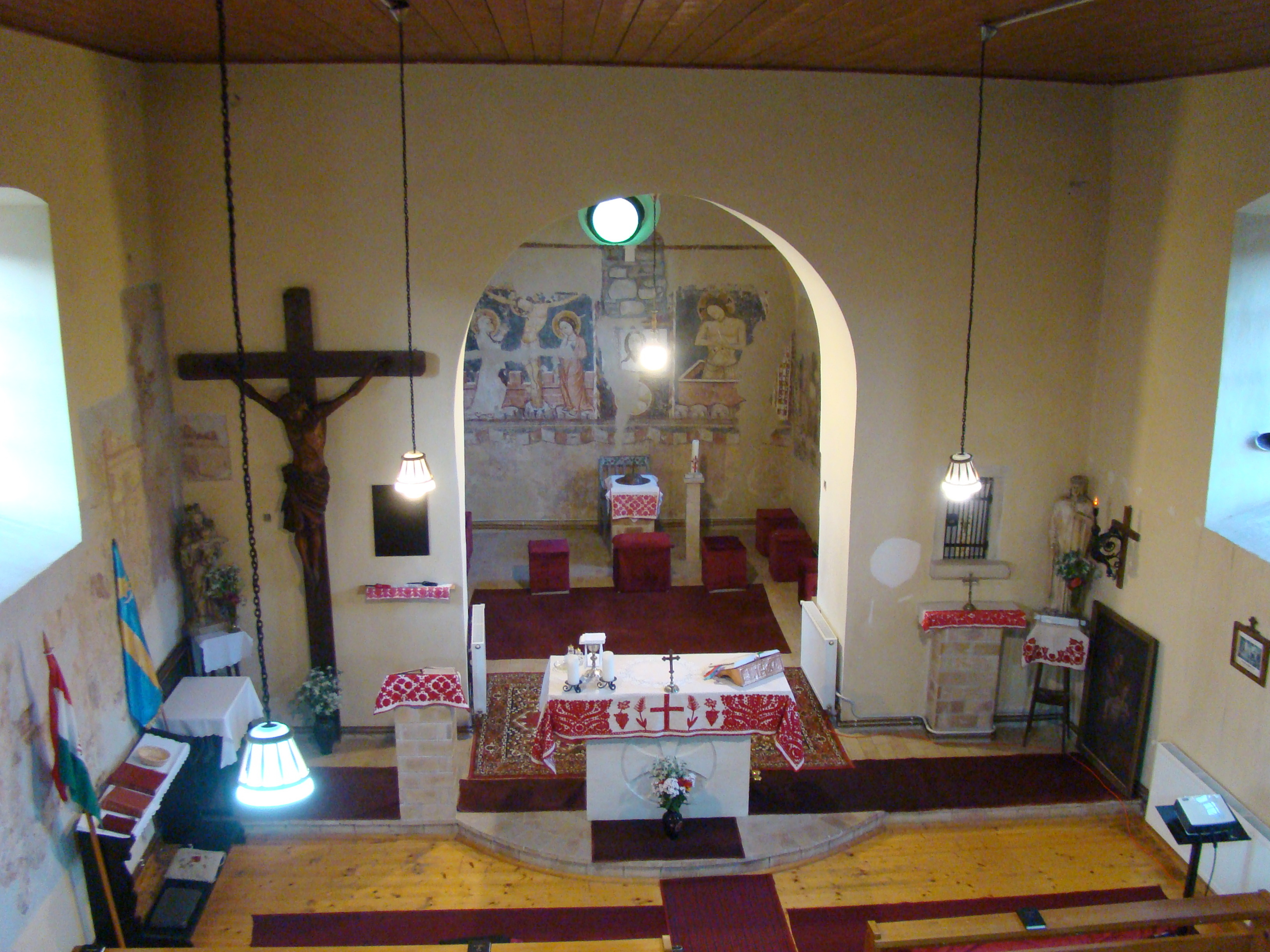
Interiorul văzut din corul bisericii

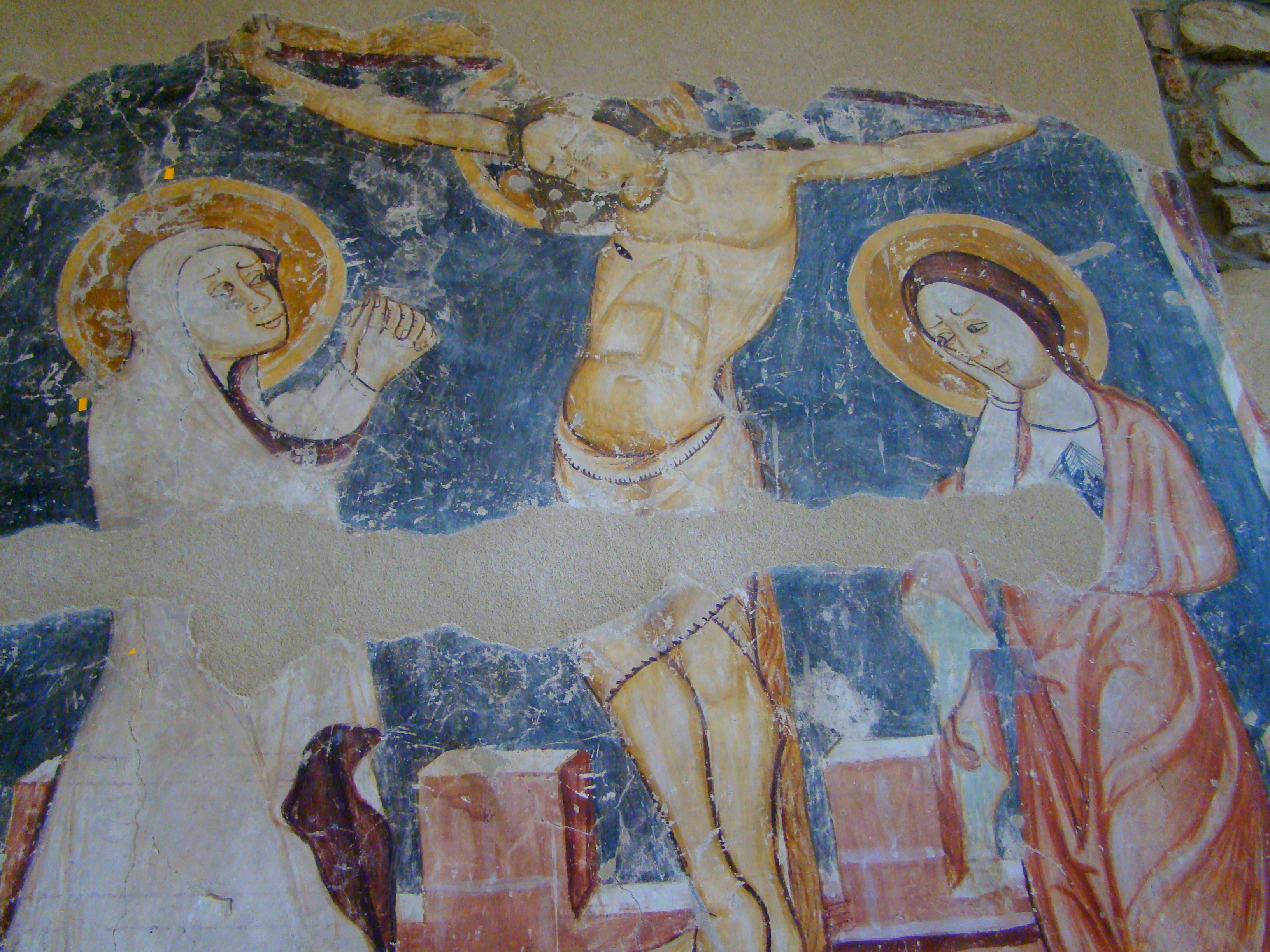
Răstignirea

Biserica romano-catolică „Înălțarea Domnului” este un monument istoric aflat pe teritoriul satului Vlaha, comuna Săvădisla, județul Cluj.

## Localitatea
Vlaha, mai demult Feneșu Unguresc, (în maghiară : Magyarfenes), este un sat în comuna Săvădisla din județul Cluj, Transilvania, România. În 1285 apare în documente sub numele de Fenes.

## Biserica
În 1332 satul avea biserică, preotul său, Pál, fiind menționat în lista dijmelor papale. Construcția bisericii datează din secolul al XIII-lea. Odată cu convertirea credincioșilor la noile religii, biserica a devenit mai întâi reformată, apoi unitariană. În 1615, Gábor Bethlen a retrocedat biserica catolicilor, dar după scurt timp a devenit din nou unitariană. În 1630 biserica a devenit din nou reformată, dar în 1749 groful György Haller și soția lui, Zsigmond Csáki, au retrocedat-o definitiv catolicilor.
Foarte valoroase sunt frescele bisericii, din secolul al XIV-lea, păstrate în sanctuarul romanic și pe zidul de est al navei: Răstignirea, năframa Veronicăi, Trupul lui Hristos în mormânt, Imago pietatis. Având un caracter eclectic , pornind de la modele curente în pictura gotică a secolului al XIV-lea, cu ecouri din pictura italiană, picturile din această biserică se definesc prin siluetele îndesate ale personajelor, prin expresiile schematizate, prin limbajul plastic simplificat, dovada că autorii erau localnici. Pentru acest motiv, au fost atribuite pictorului Miklós (și colaboratorilor săi) din Cluj. Primele fragmente ale vechilor fresce au ieșit la lumina zilei în 1935, dar lucrări de restaurare au fost efectuate abia în 1983.
În curtea bisericii se găsesc pietre de mormânt cu inscripții maghiare.

## Vezi și
- Vlaha, Cluj

## Imagini din exterior

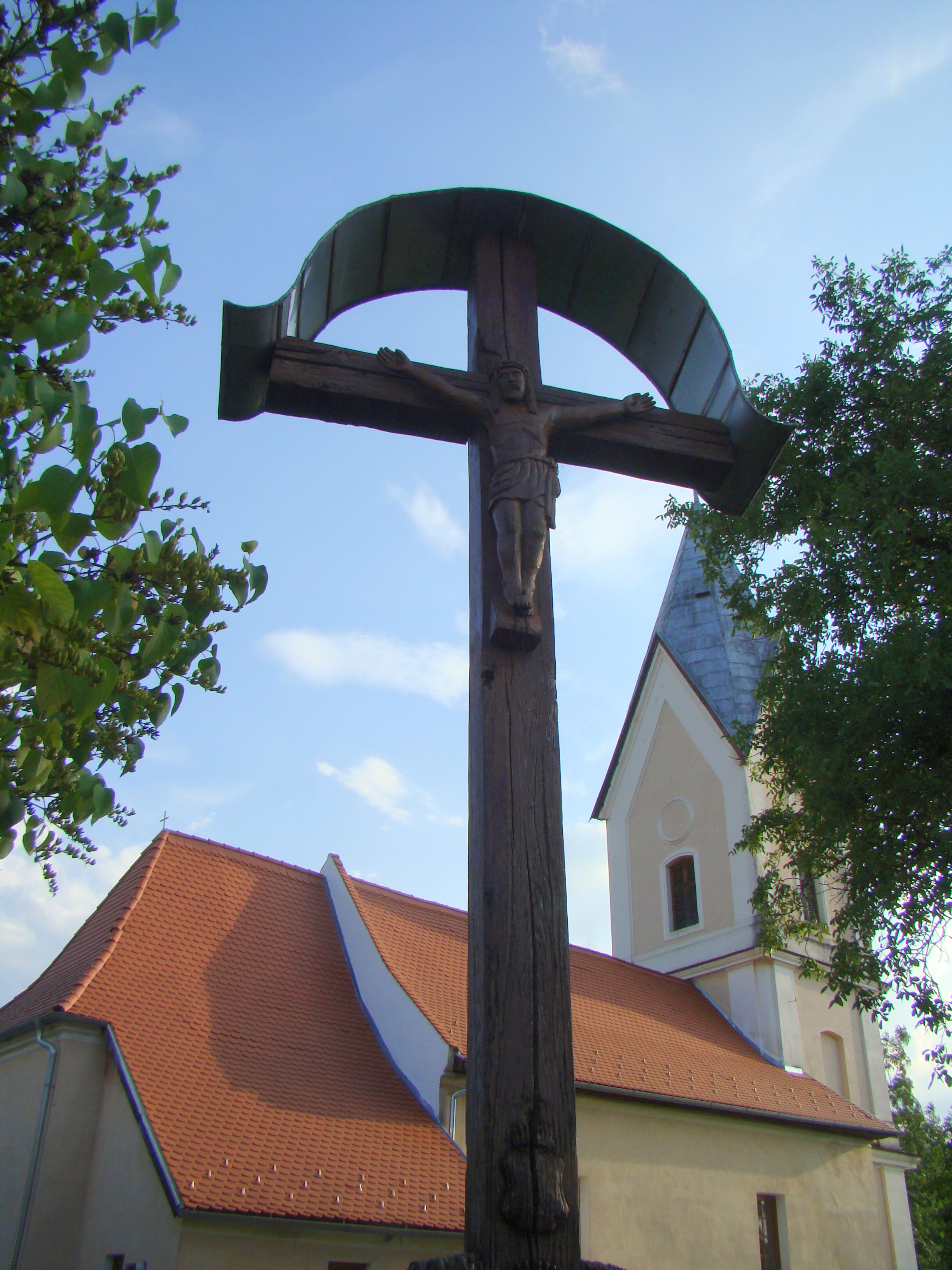
Troița, vara
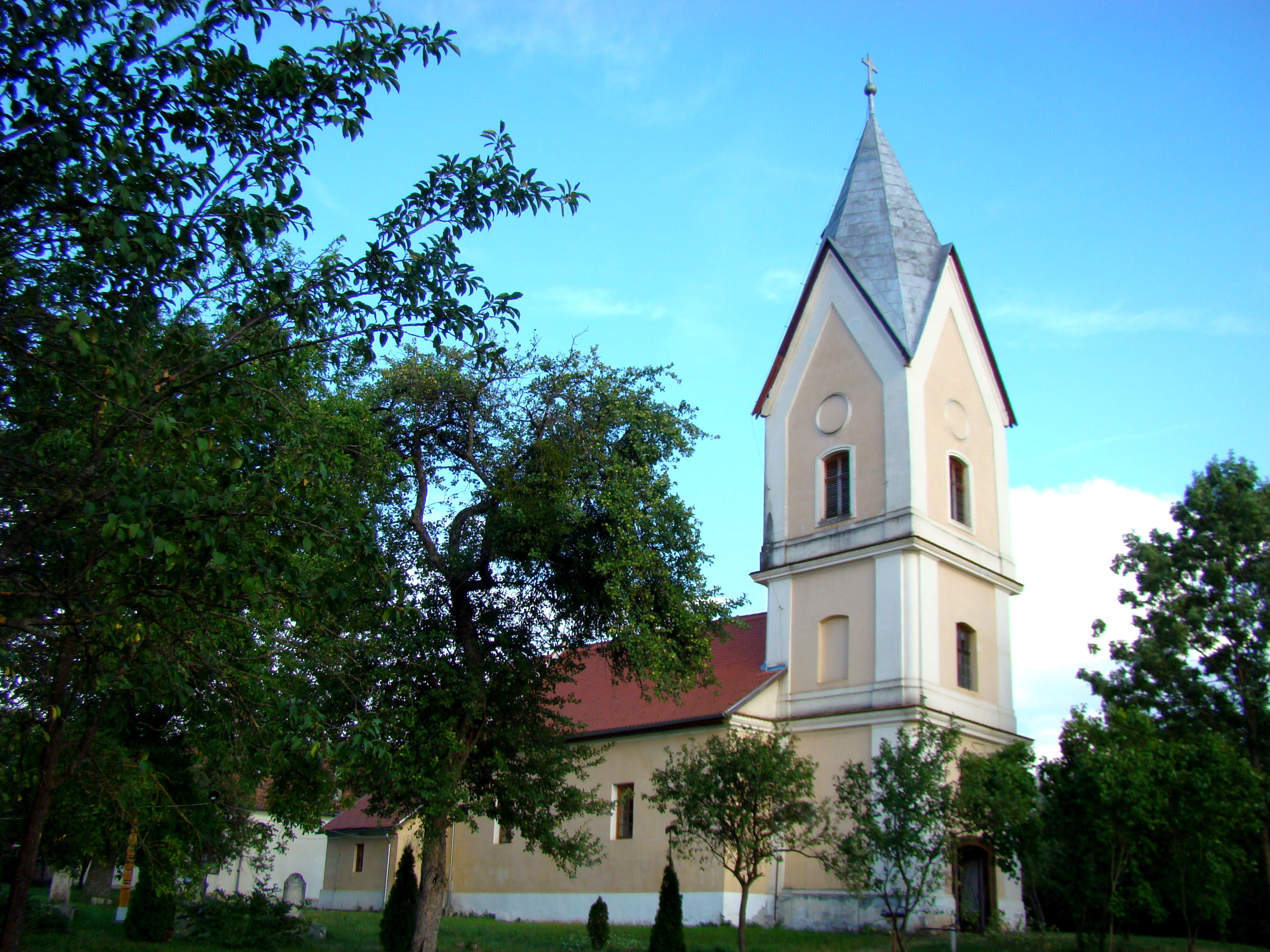
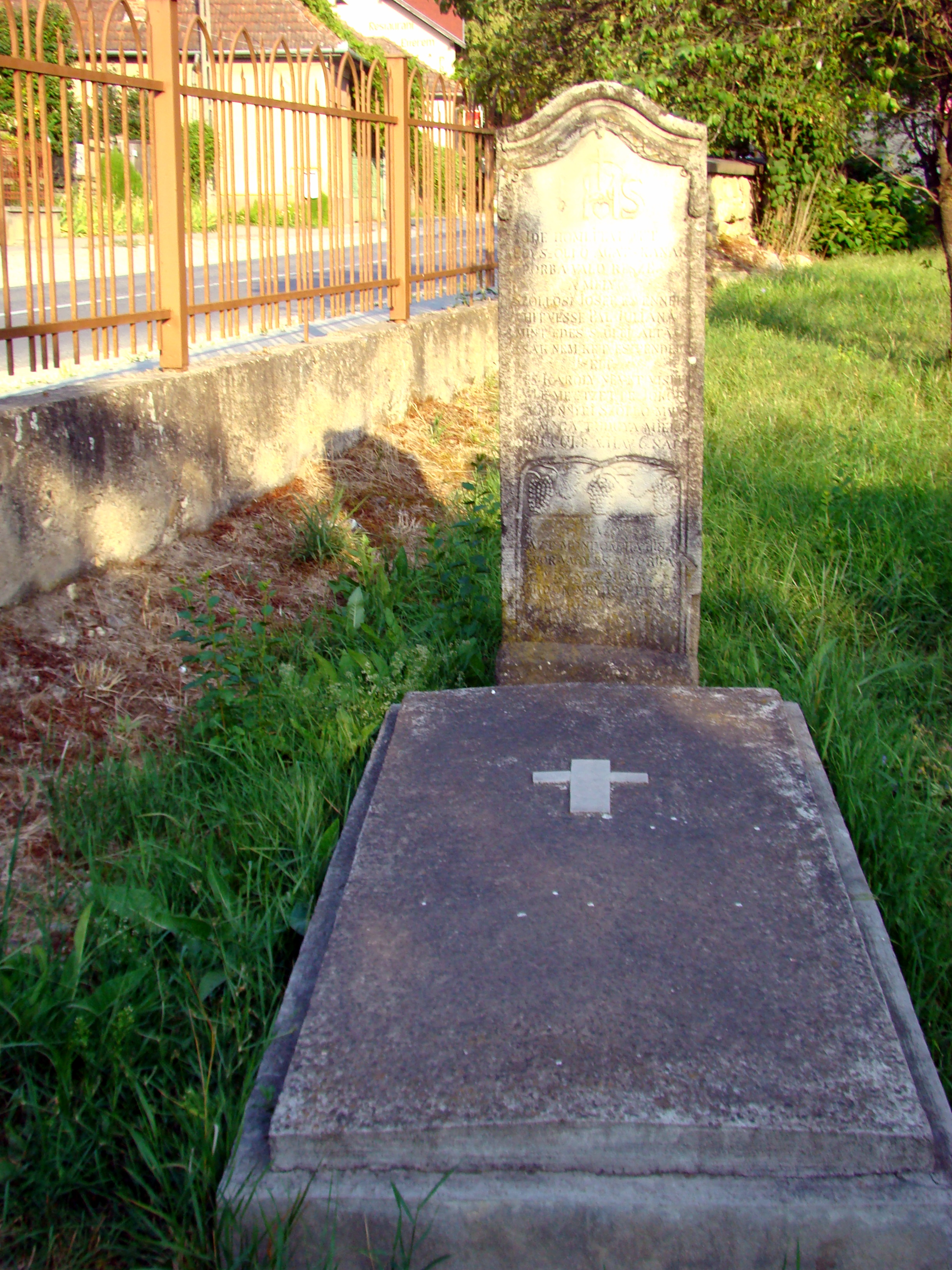
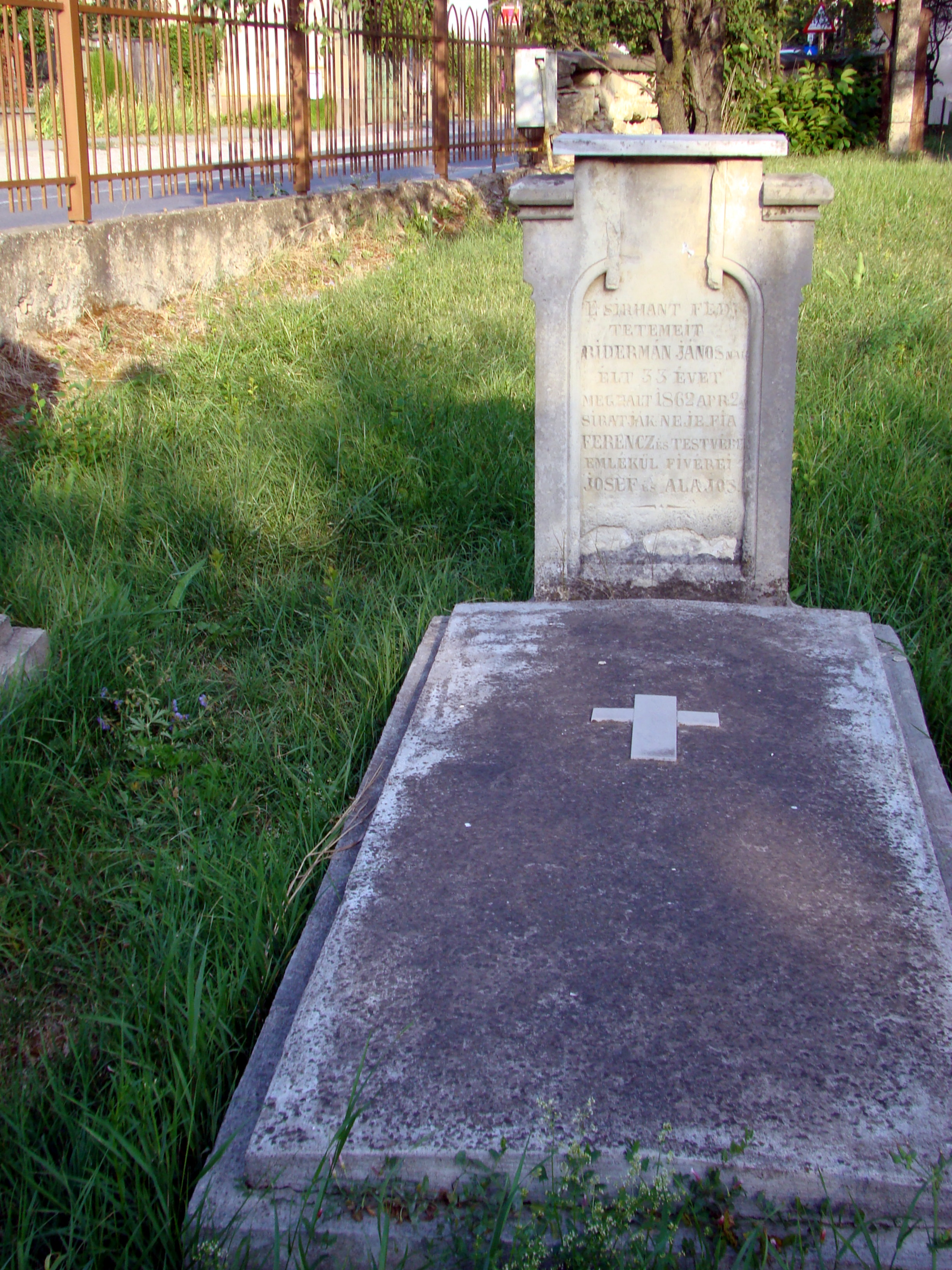
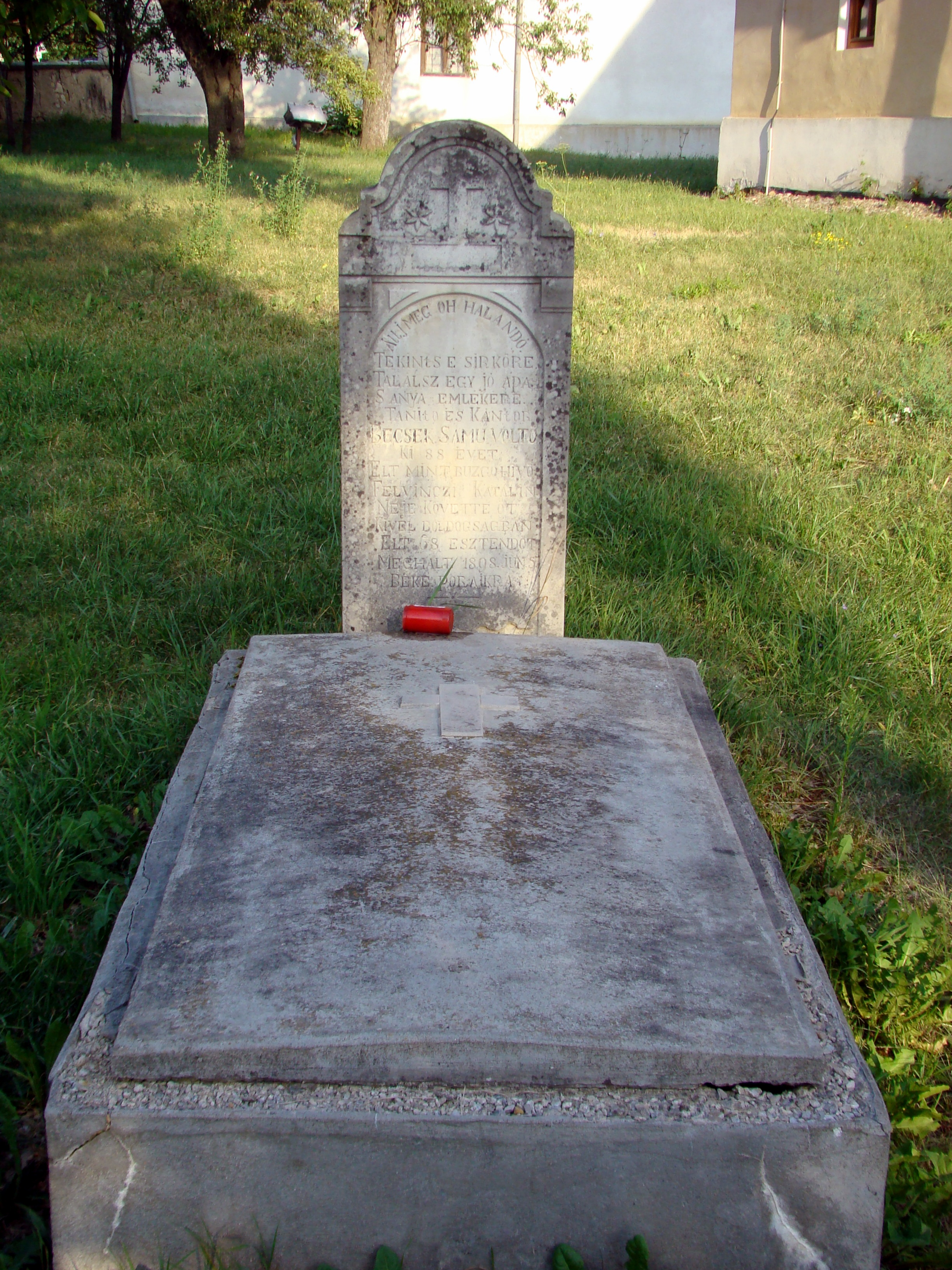
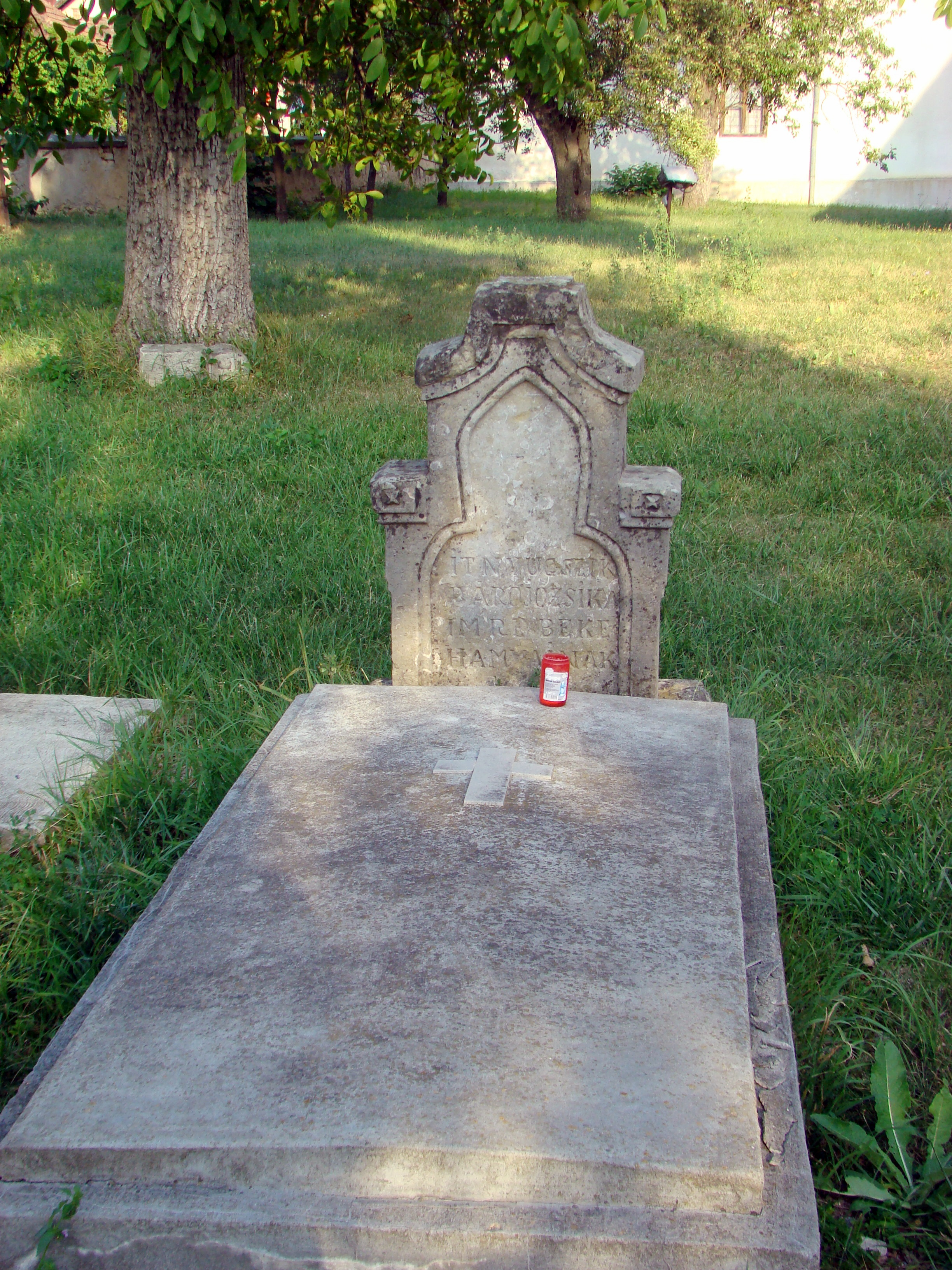
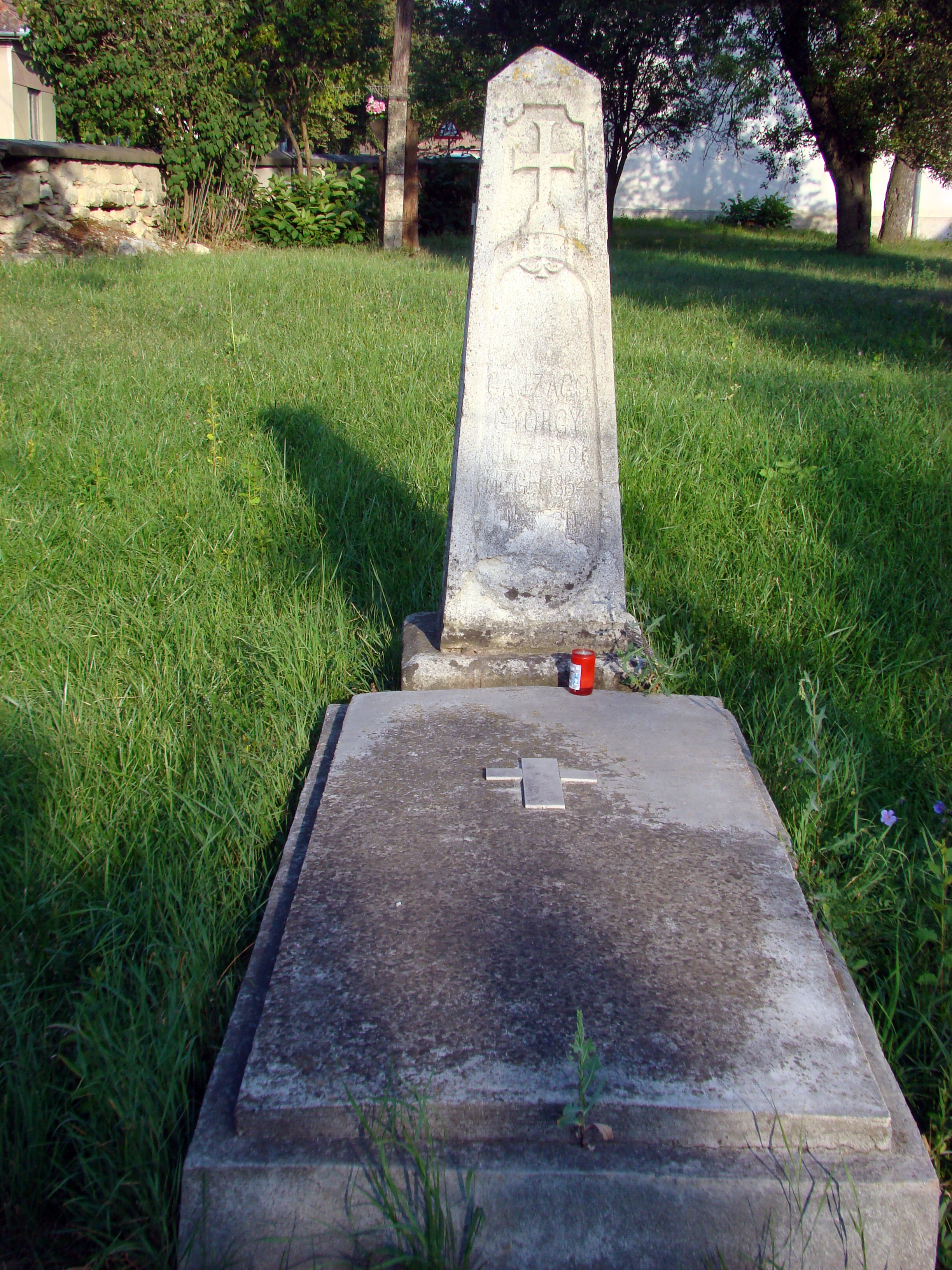
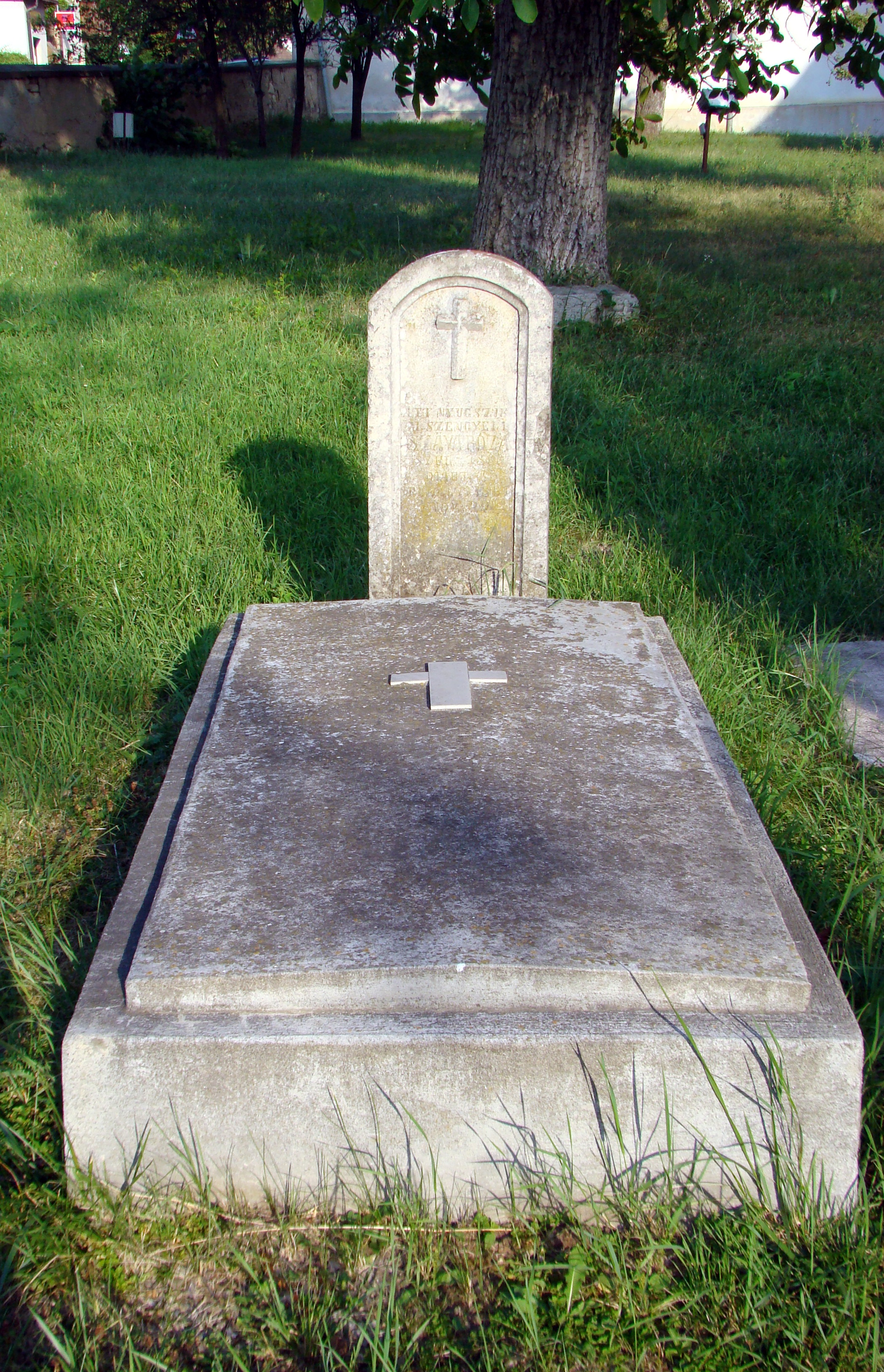
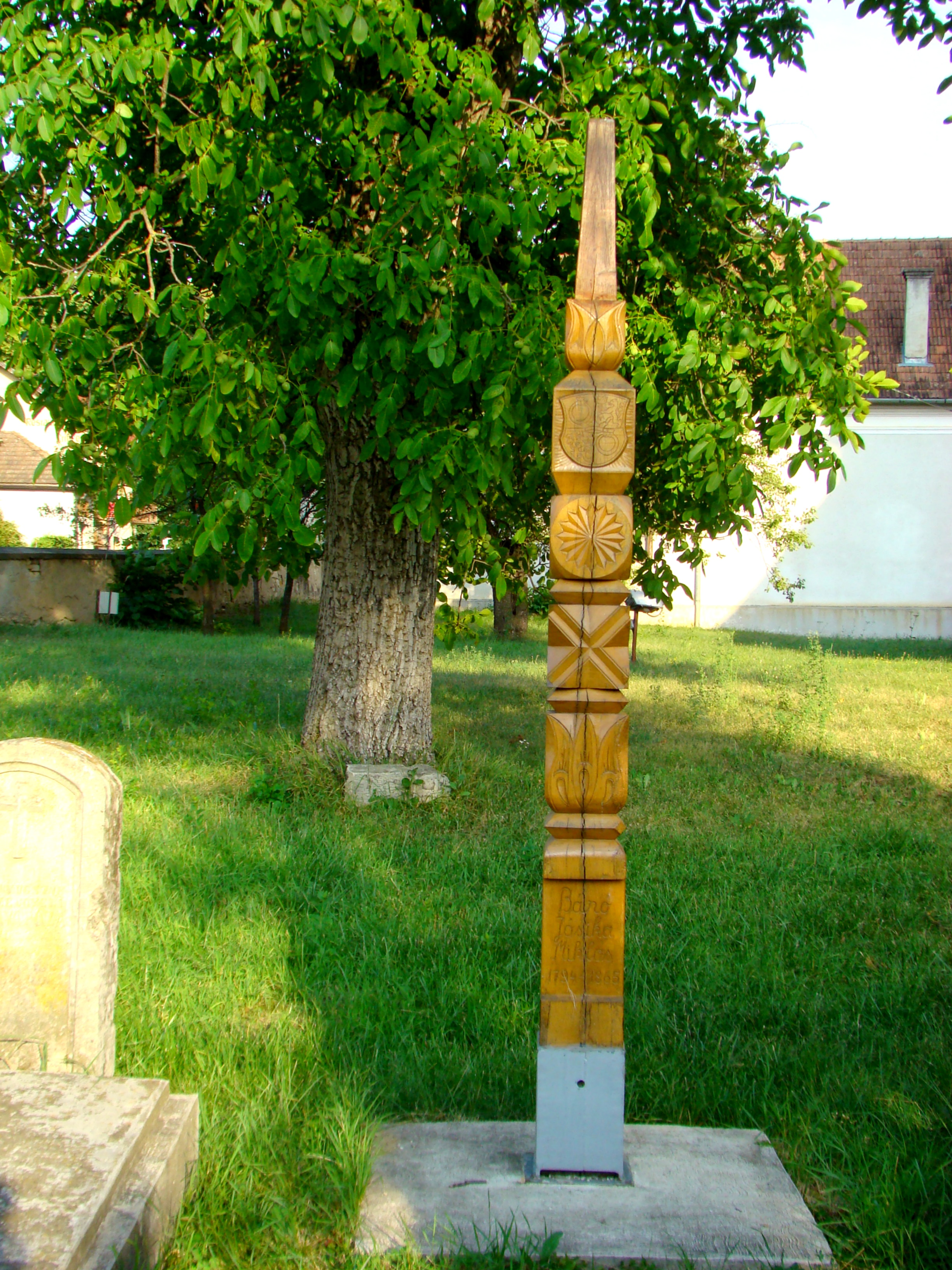
Coloana secuiască (1)
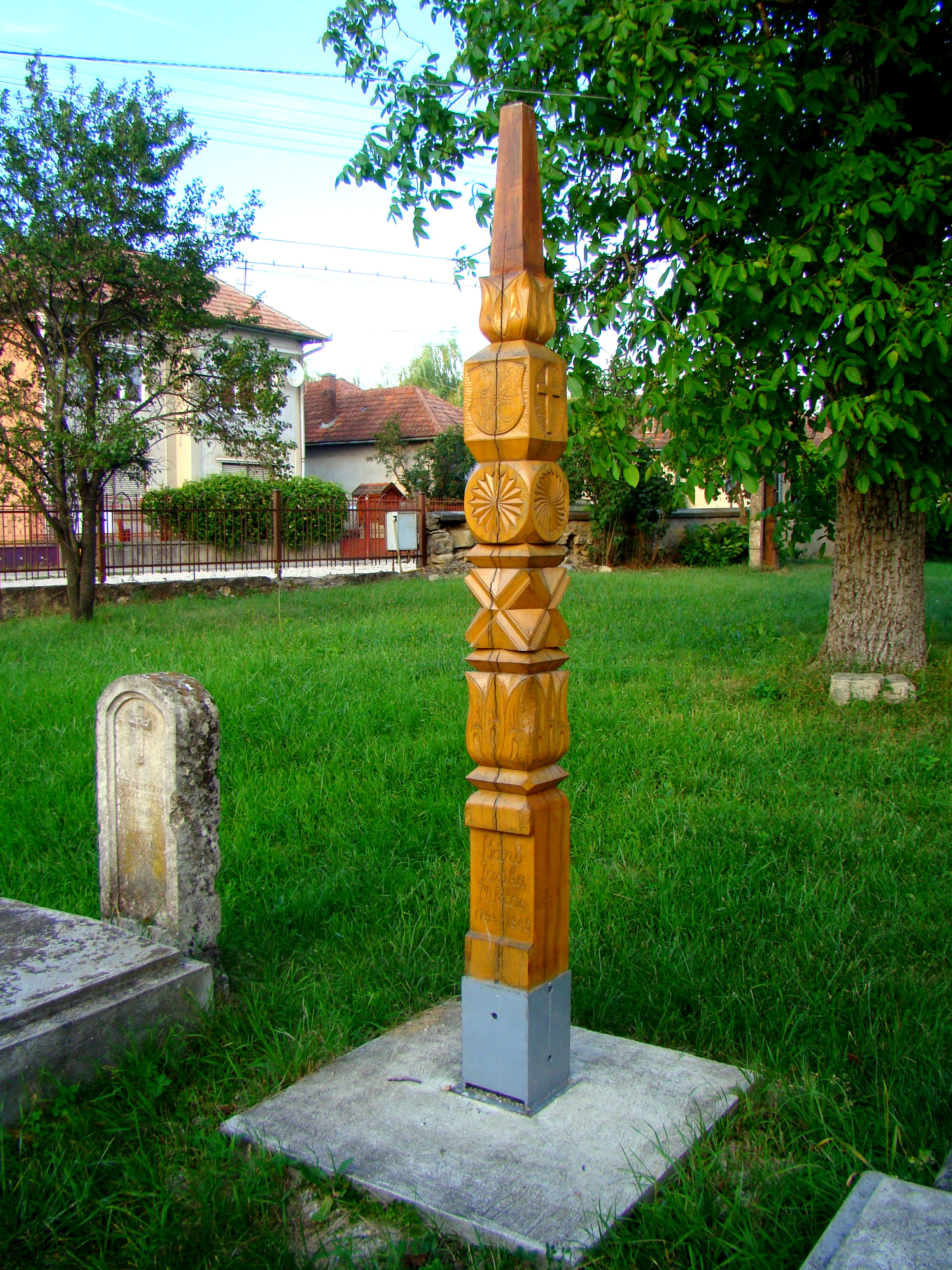
Coloana secuiască (2)
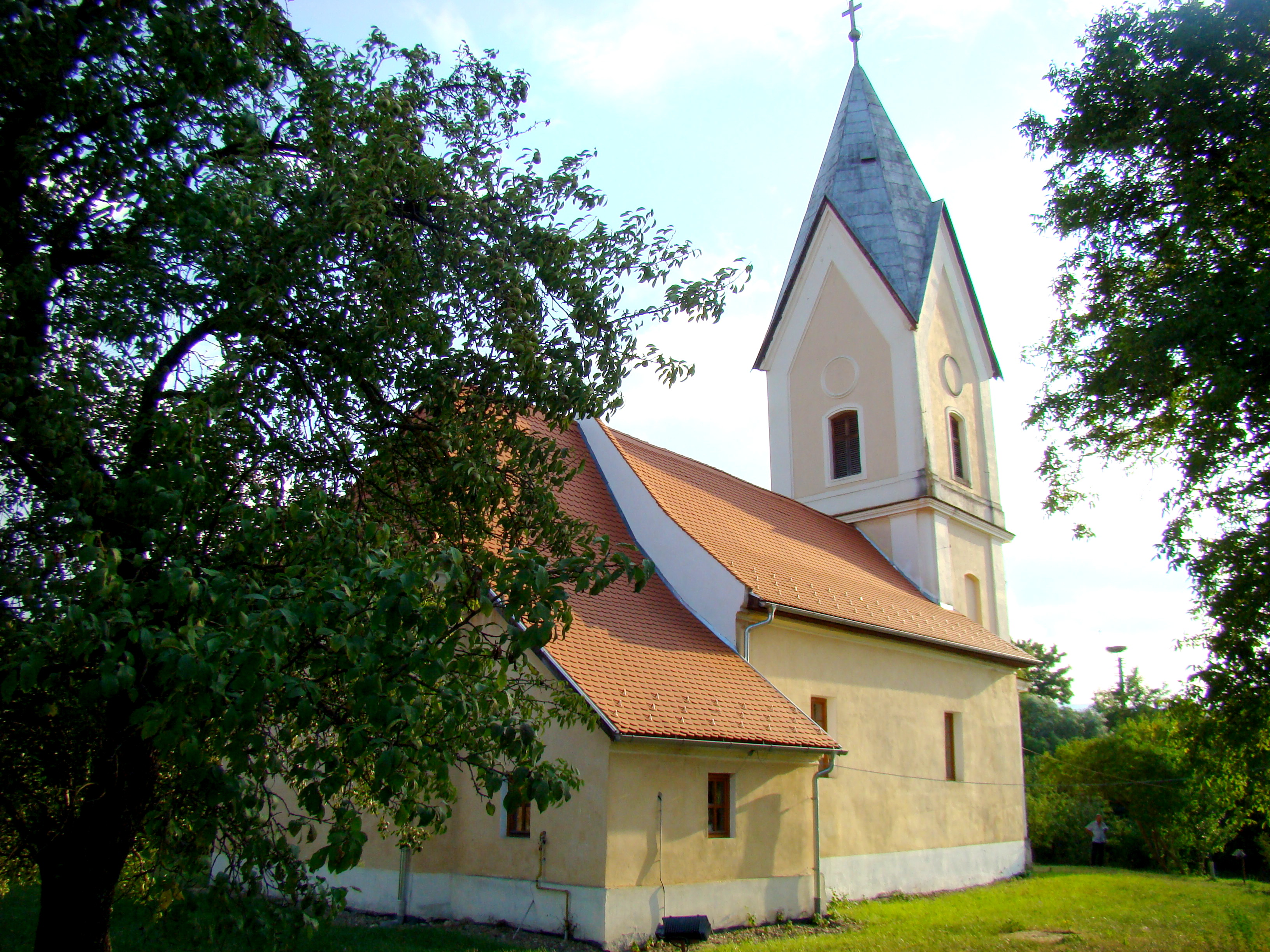
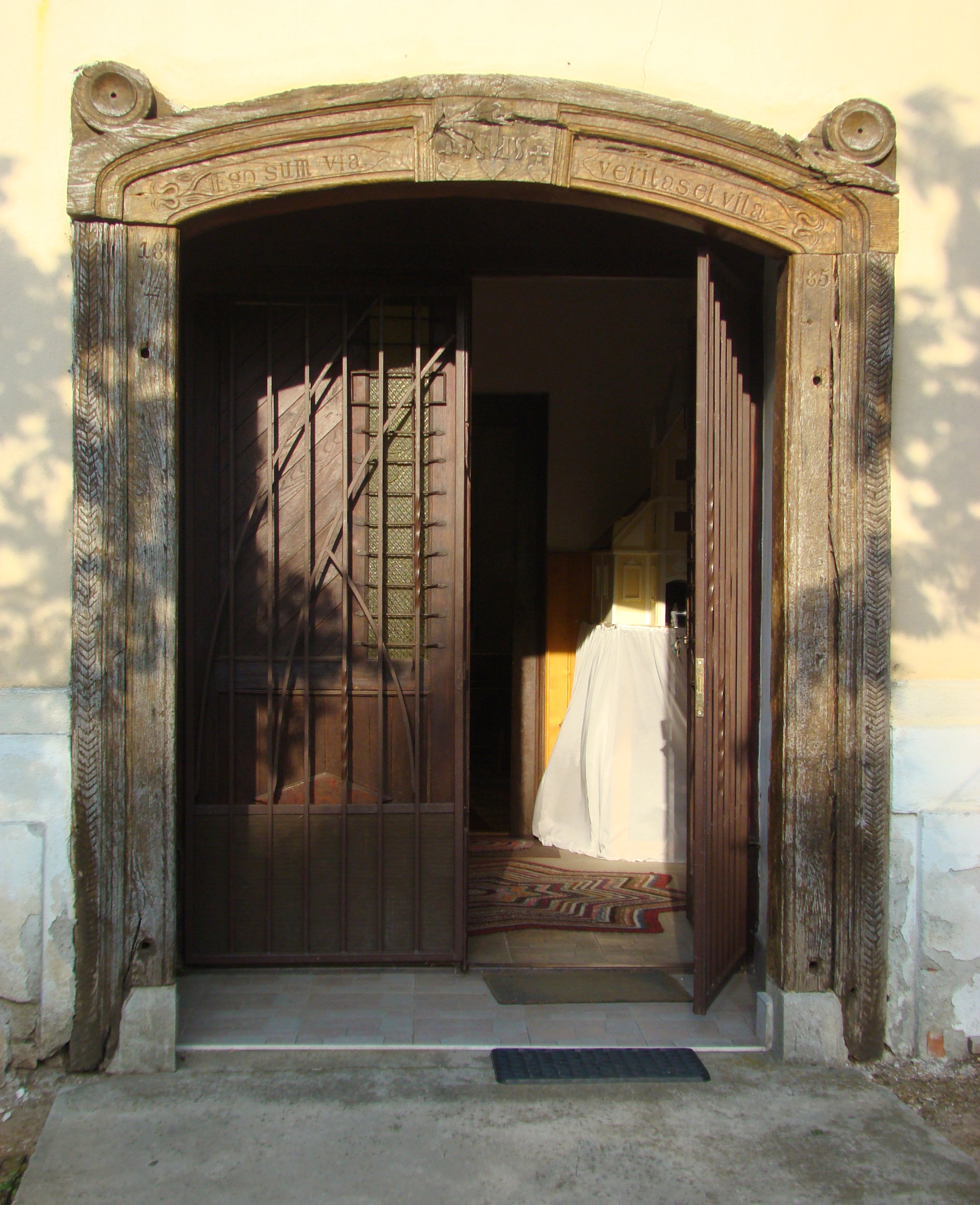
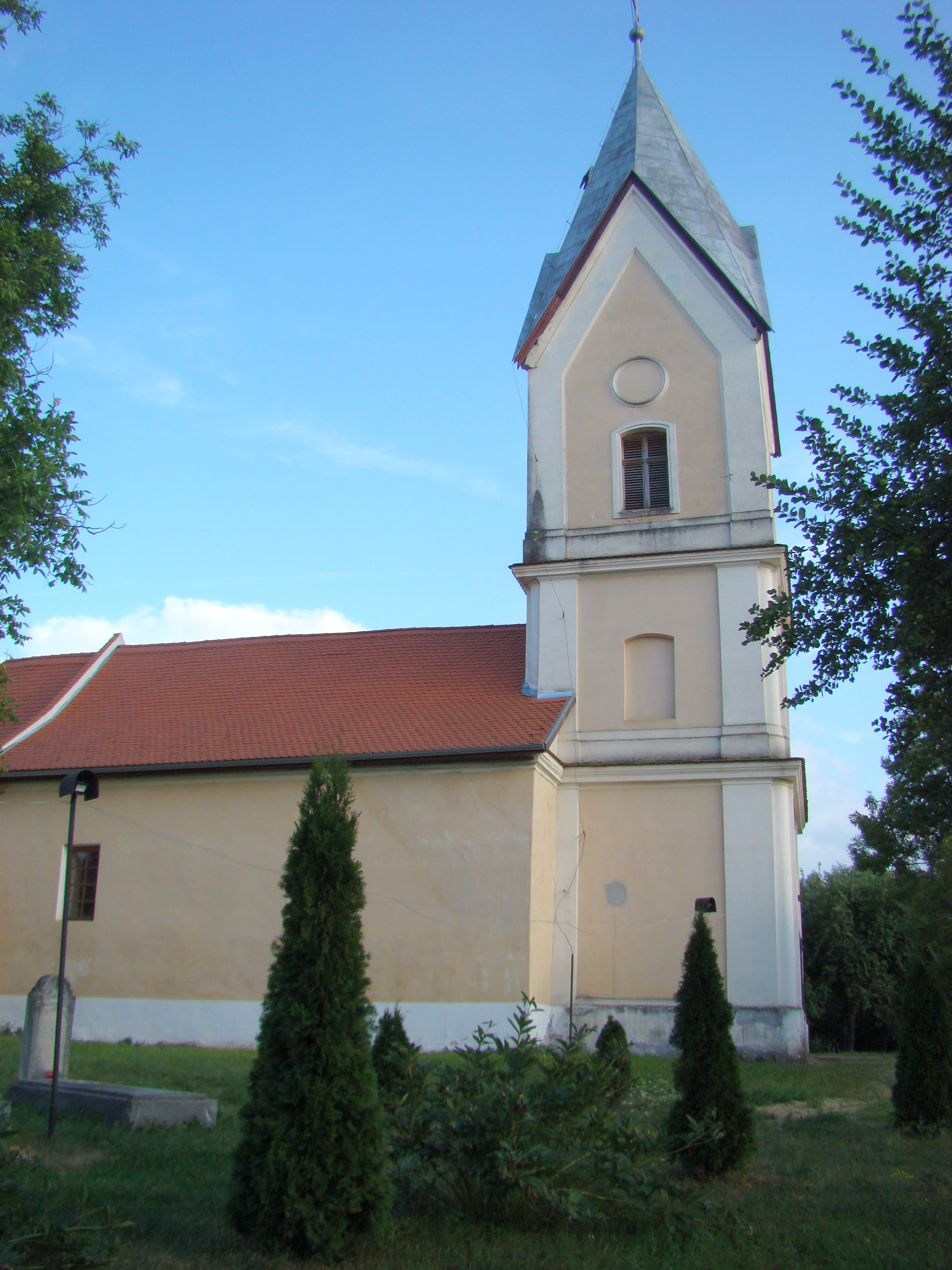
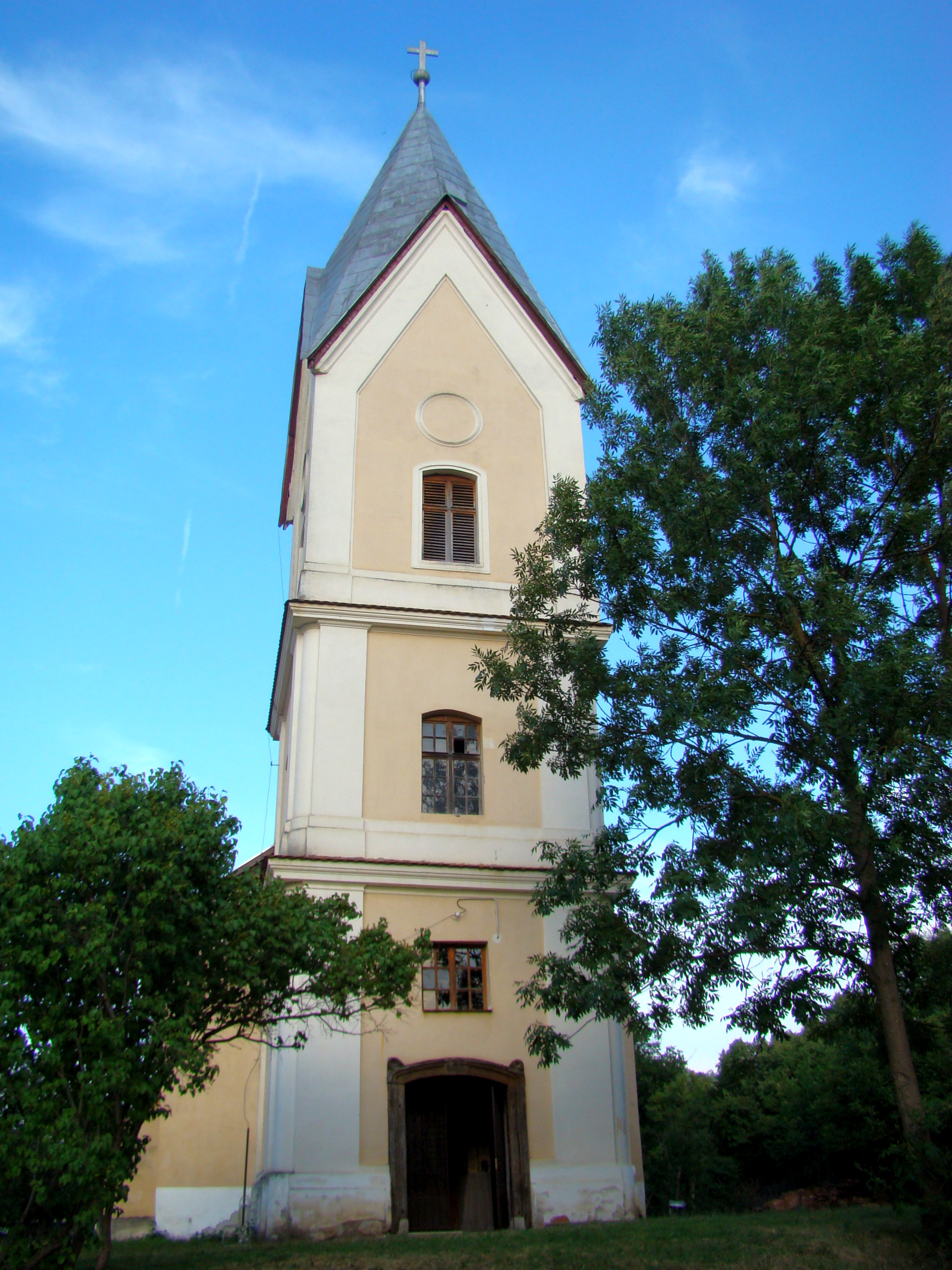
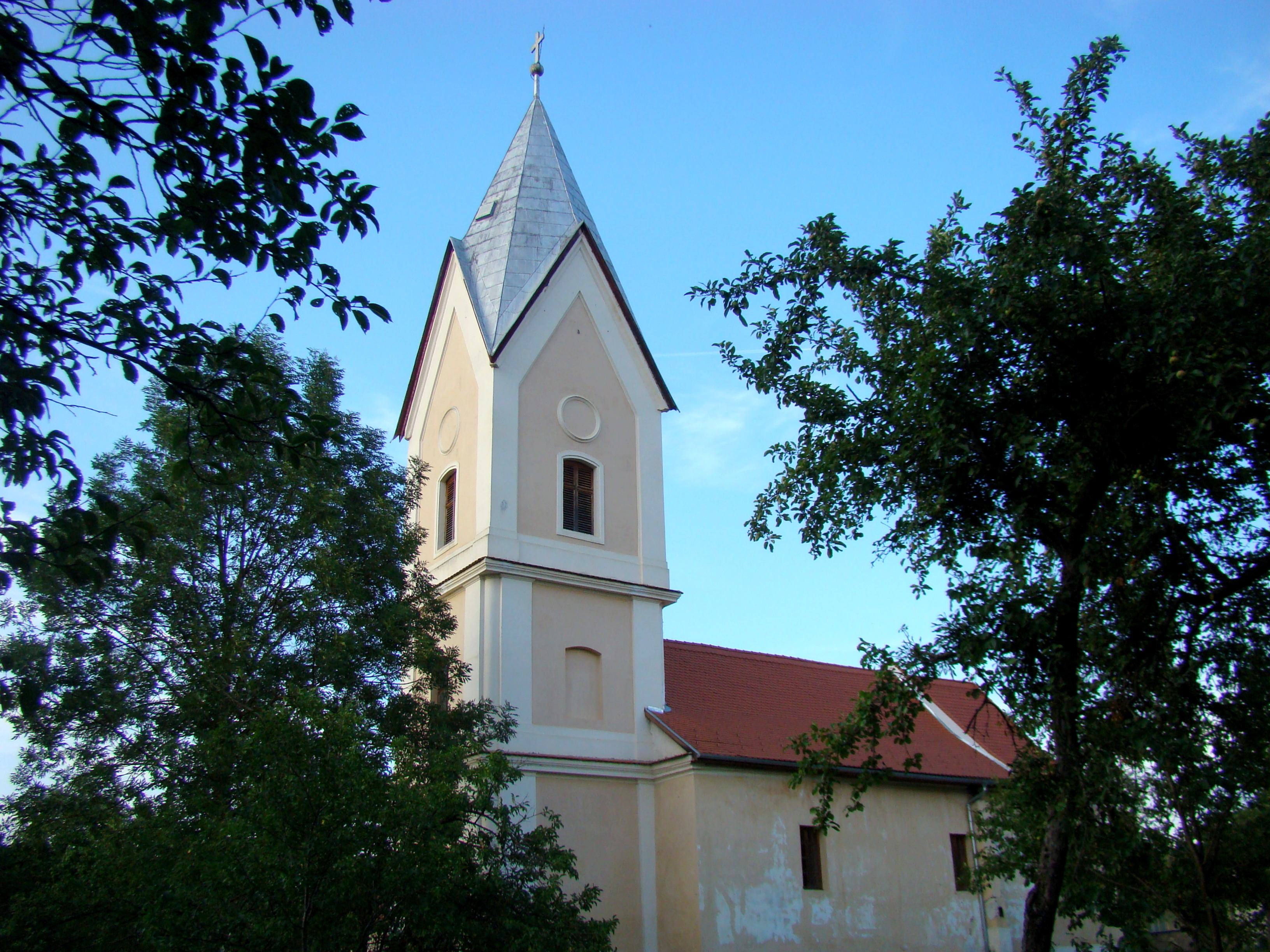
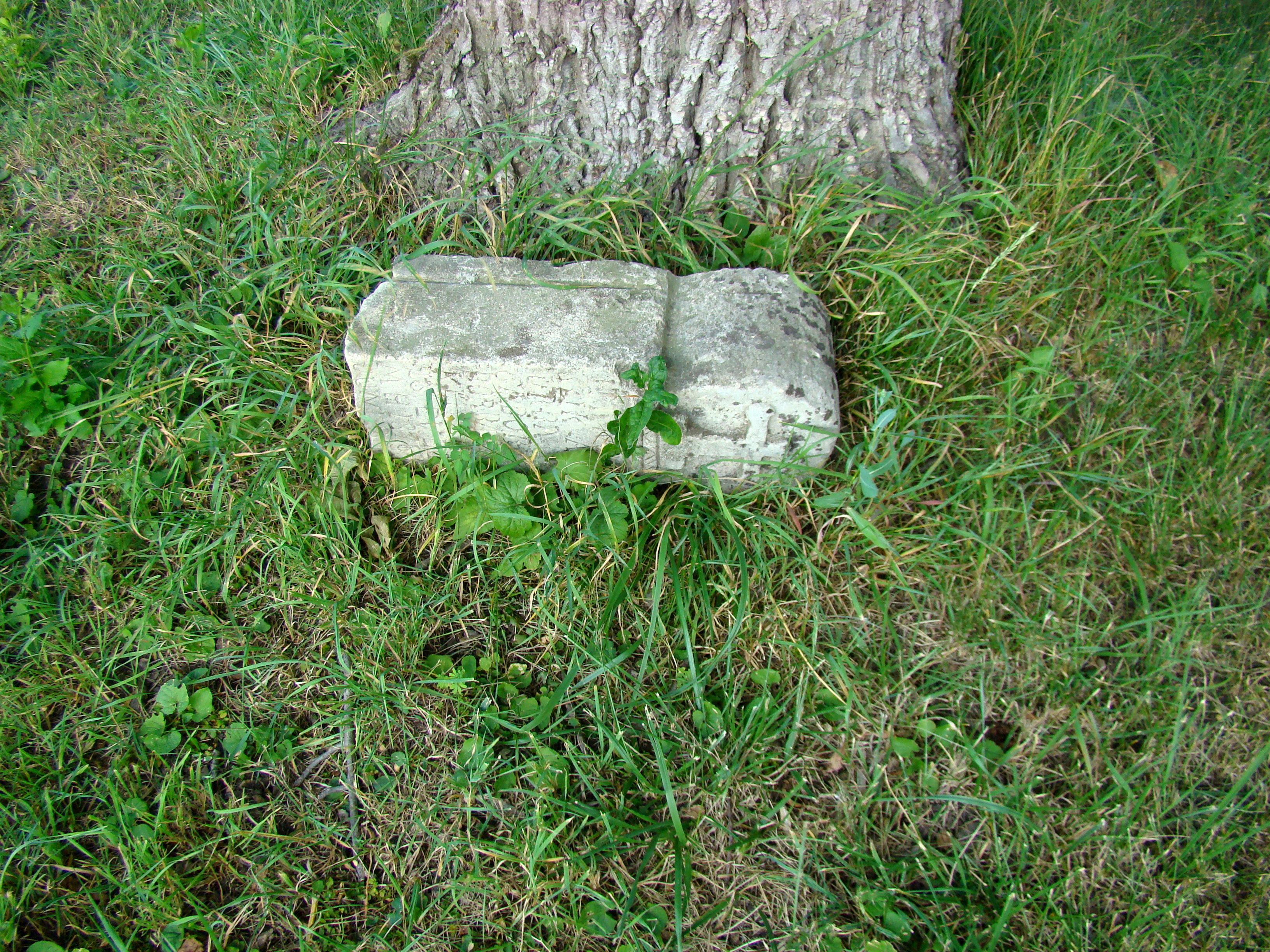
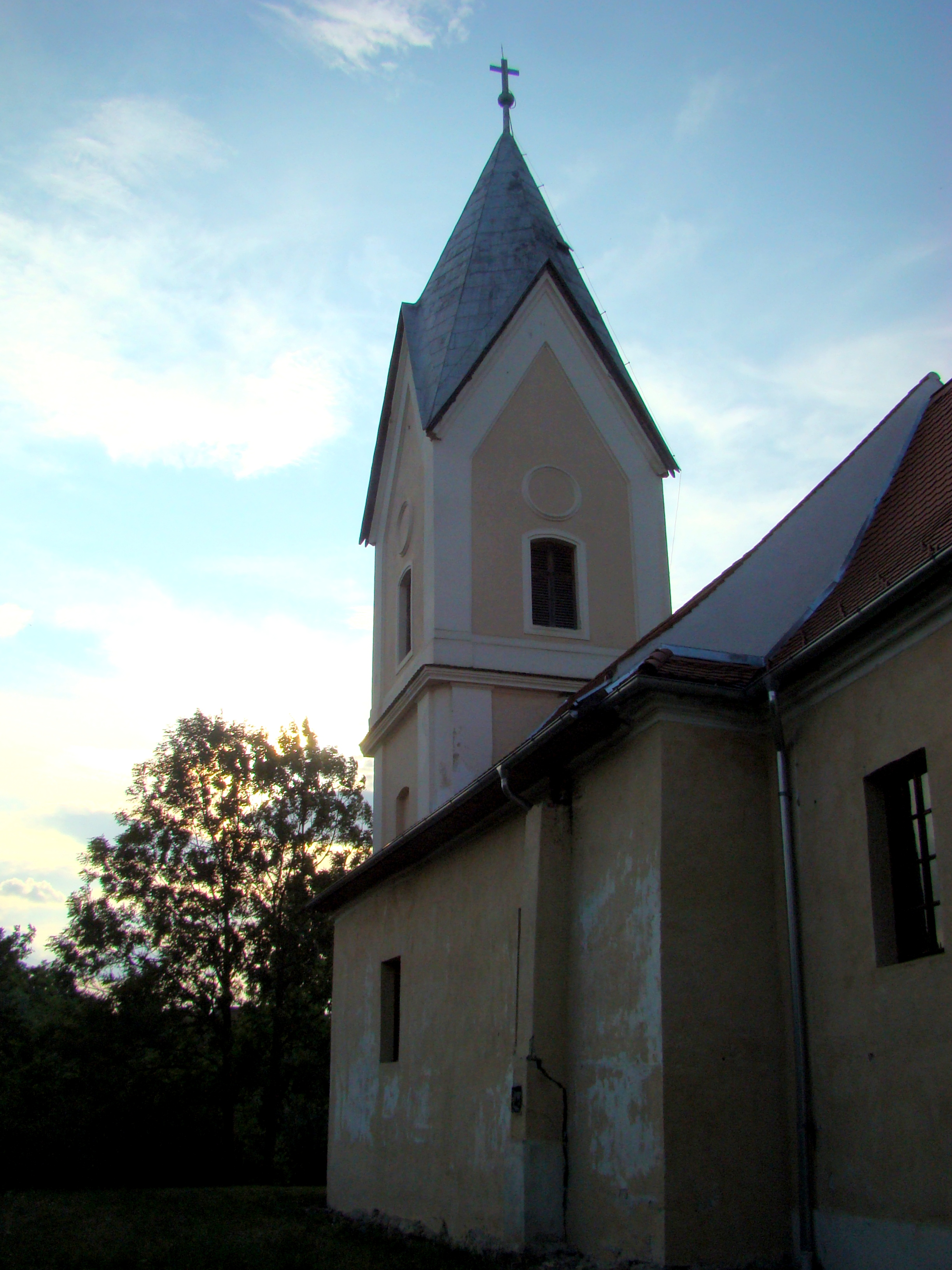
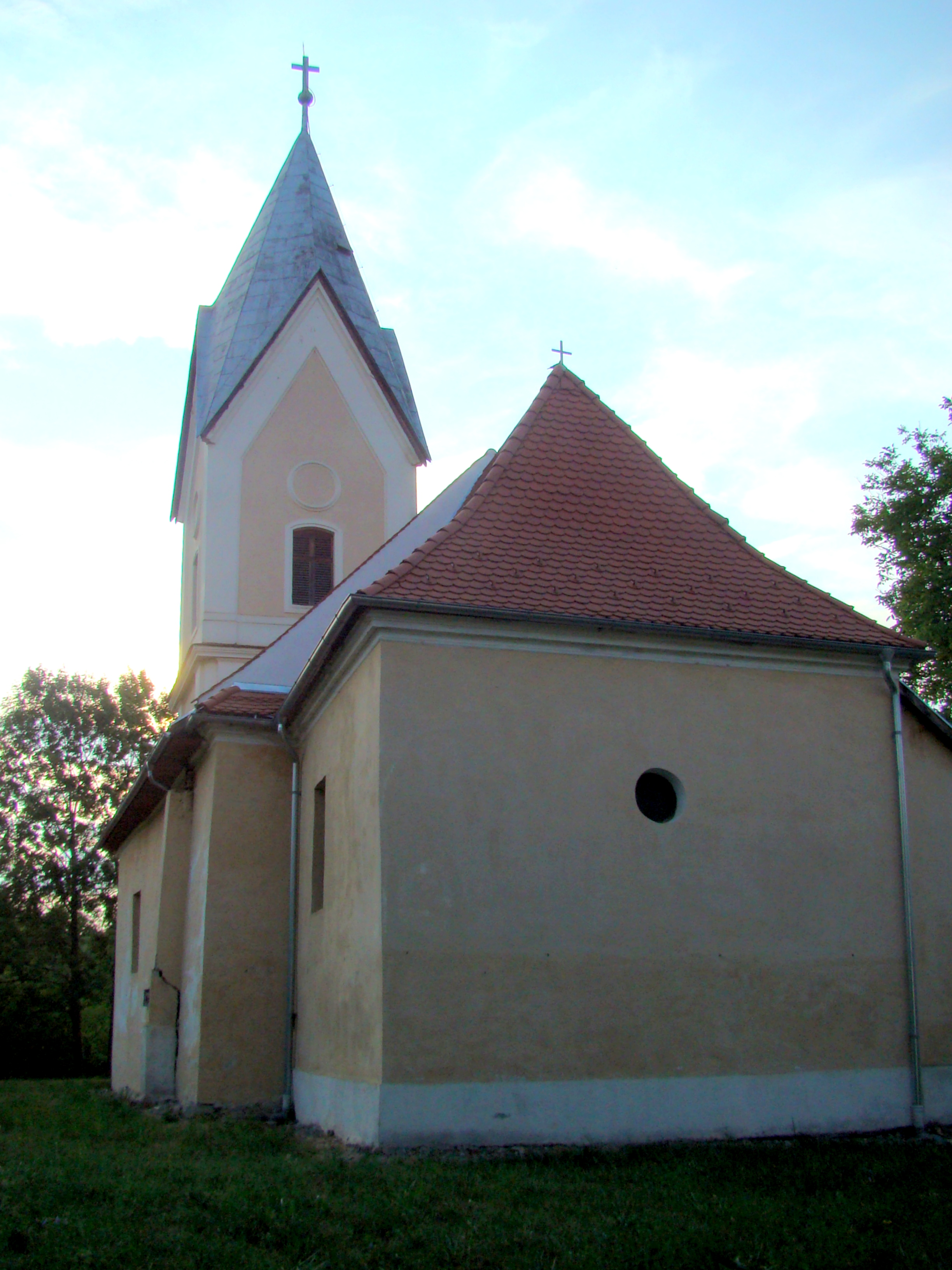
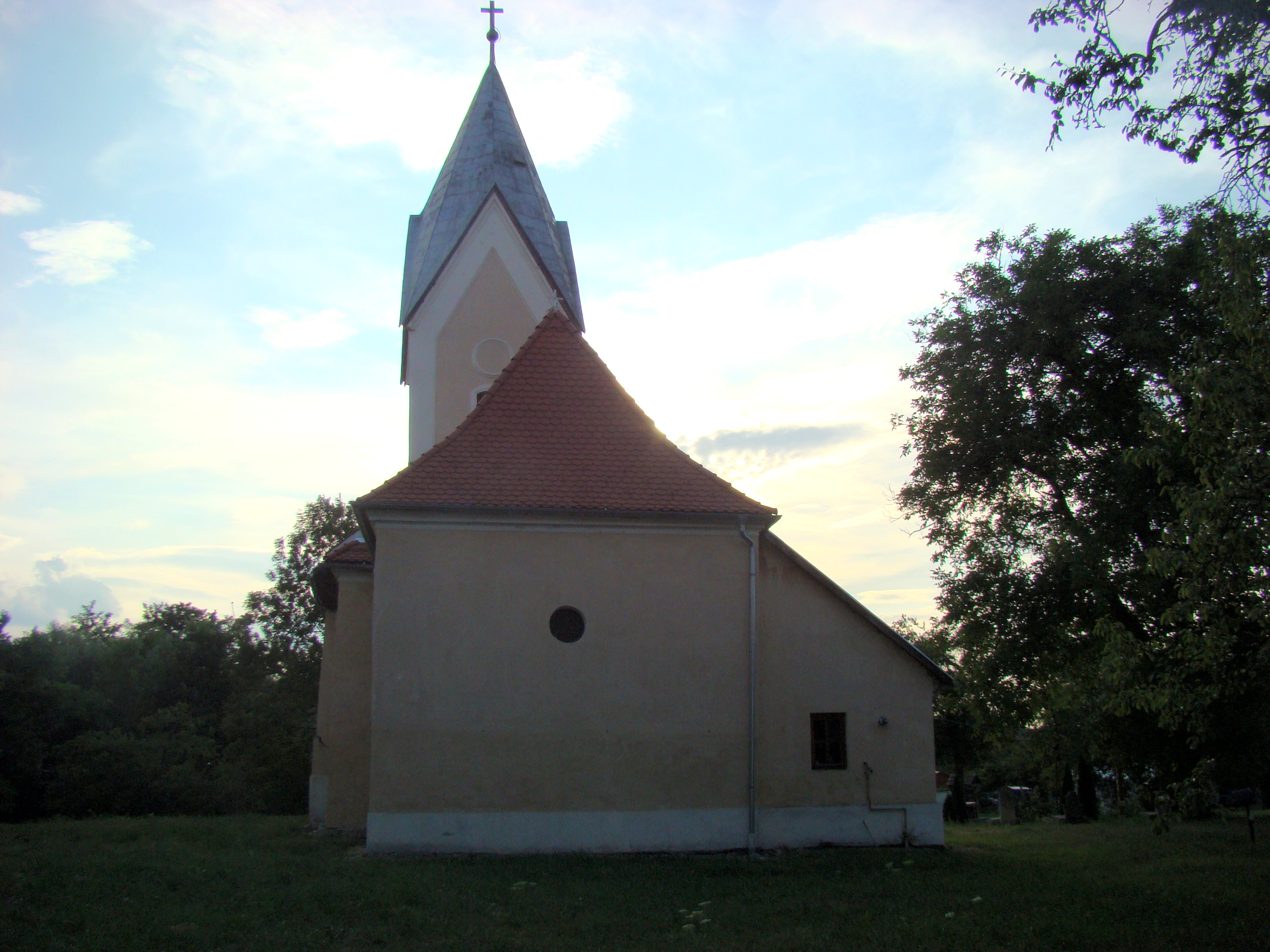
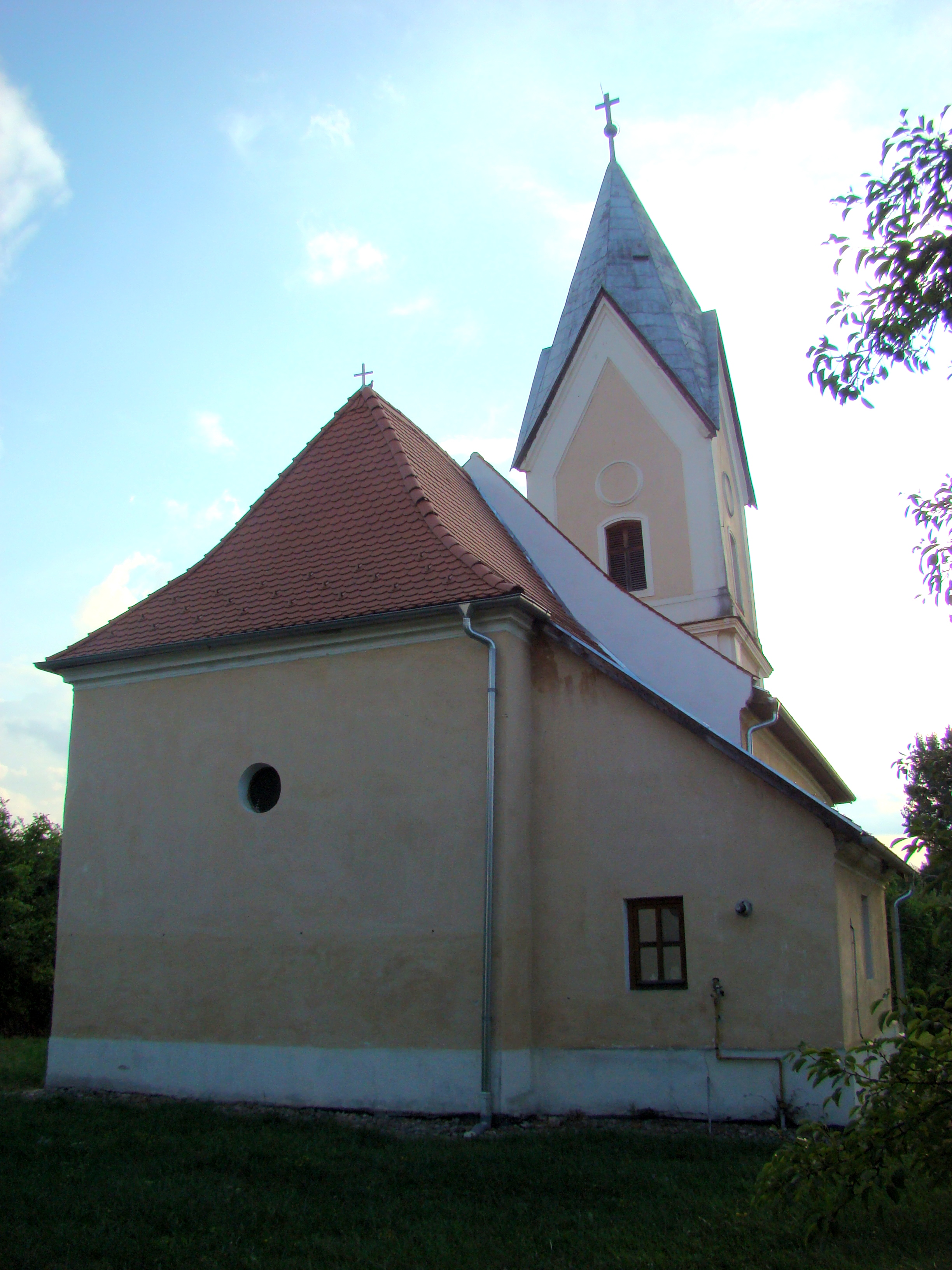
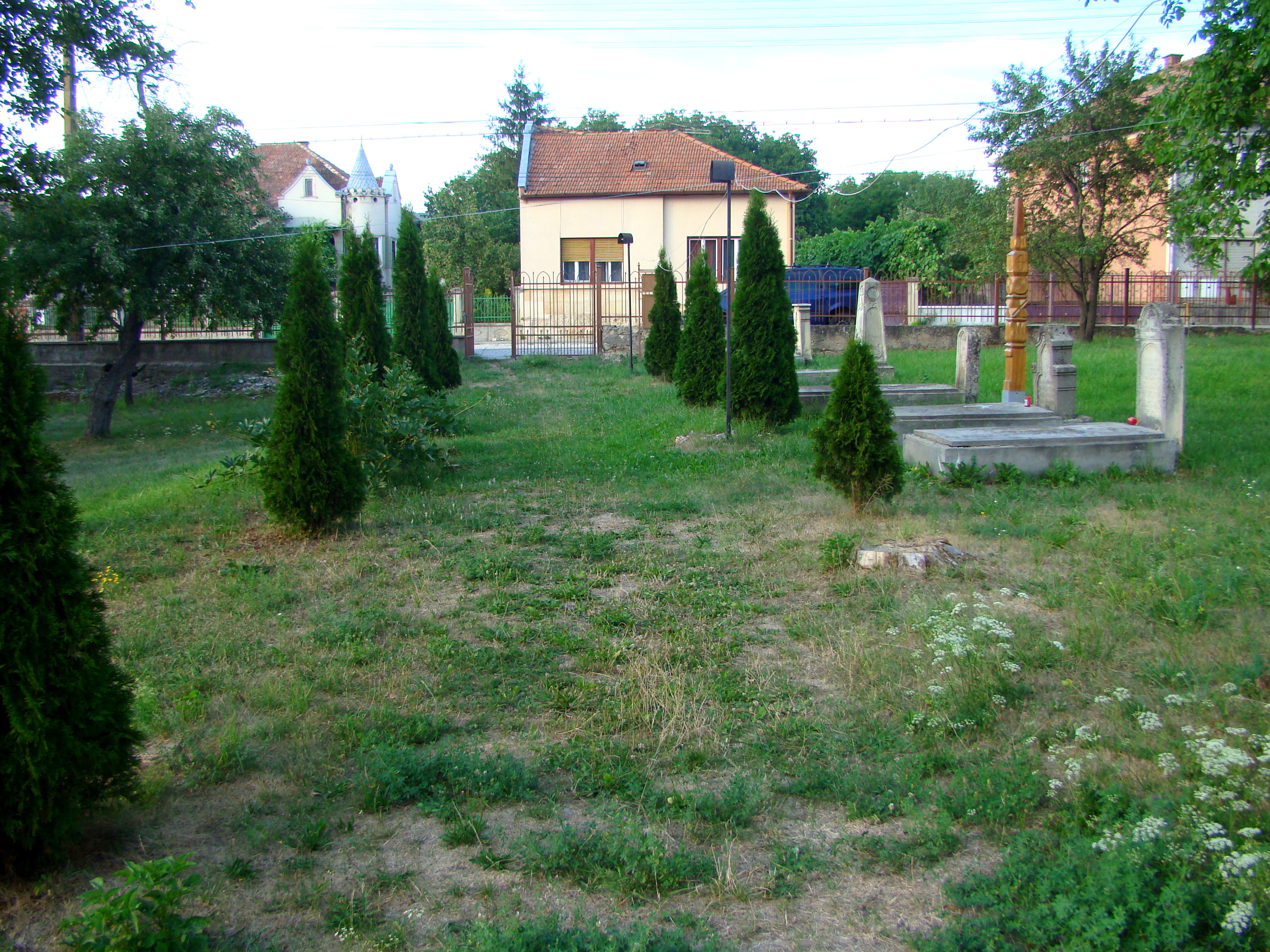
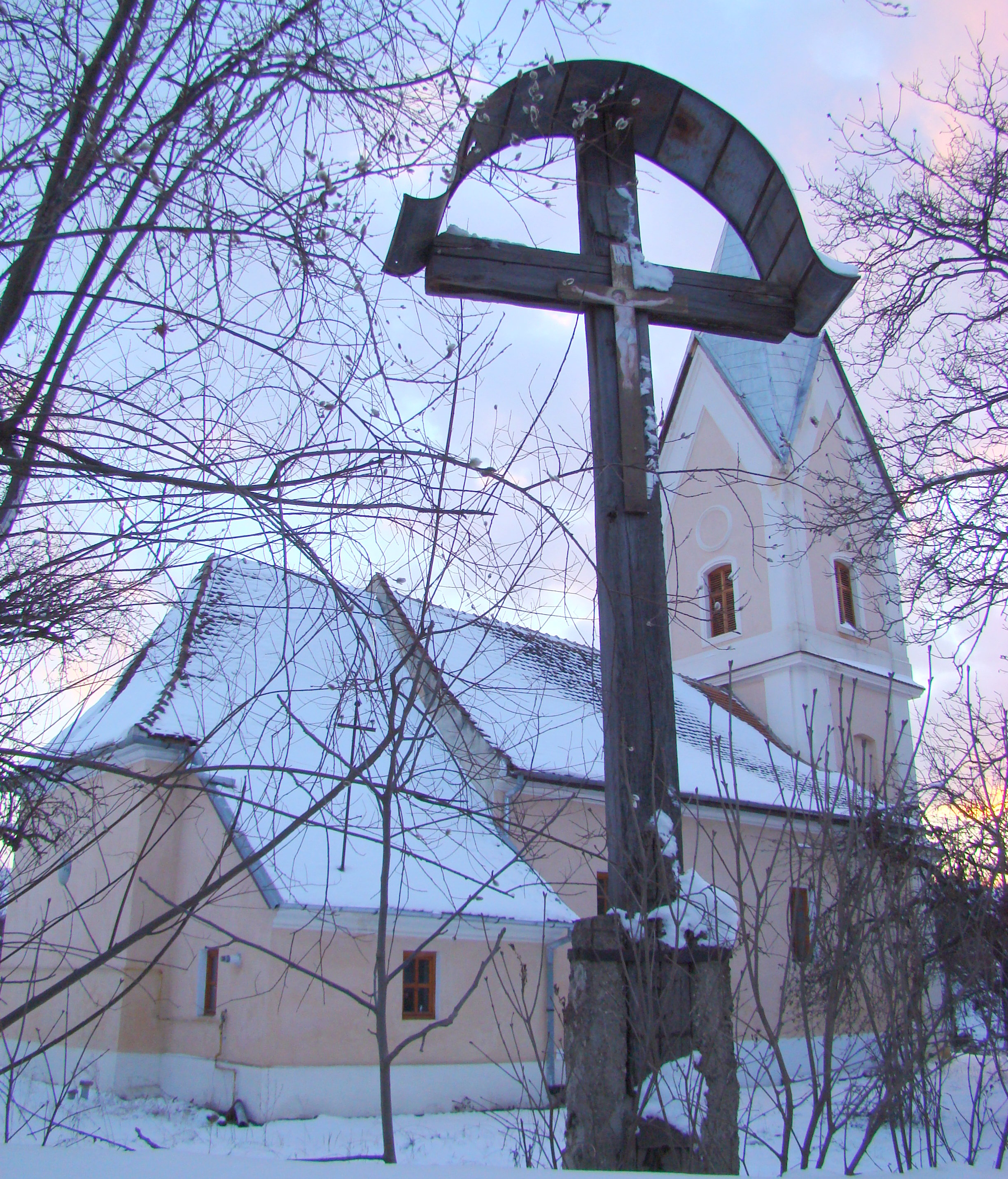
Troița, iarna
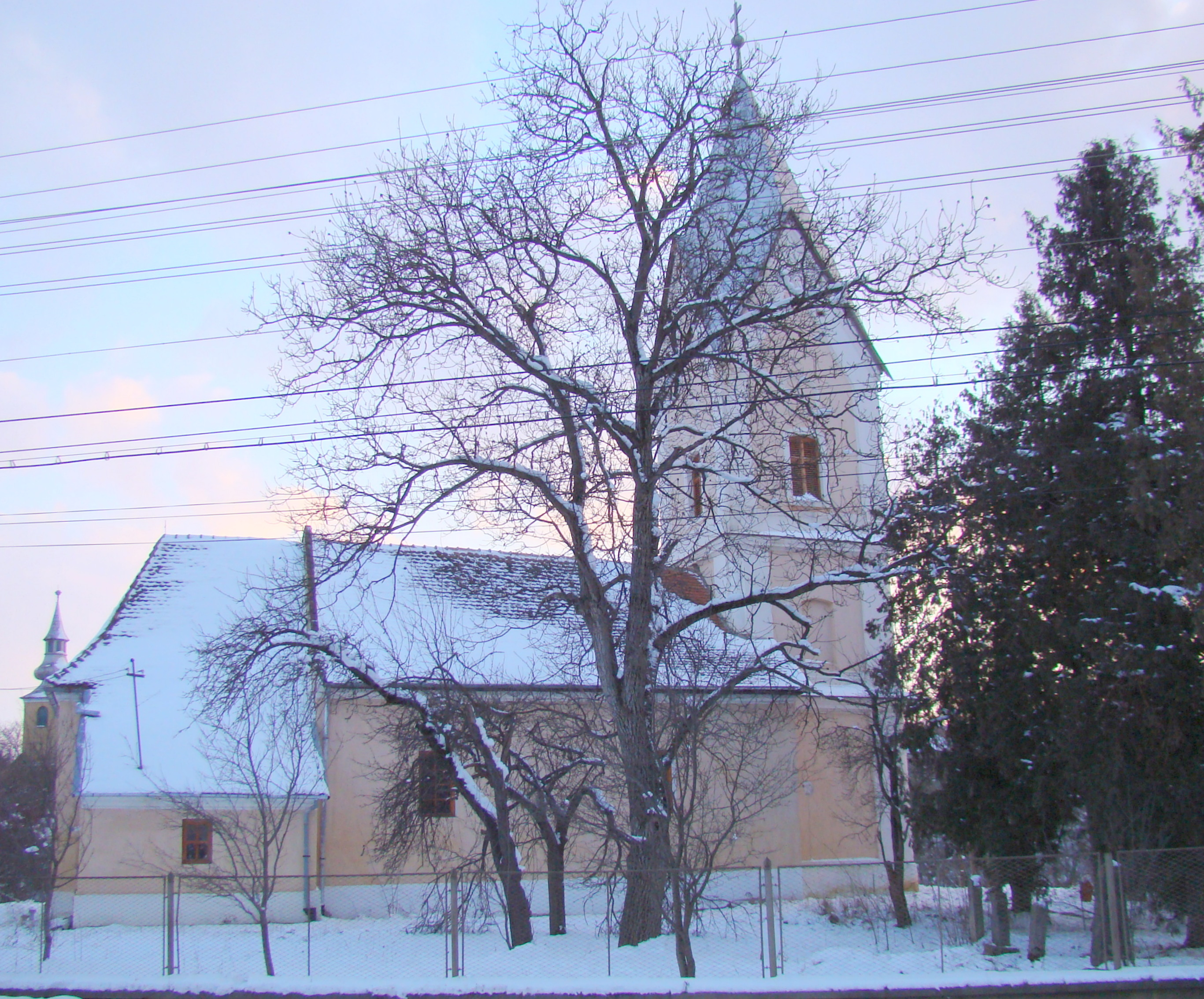

## Imagini din interior

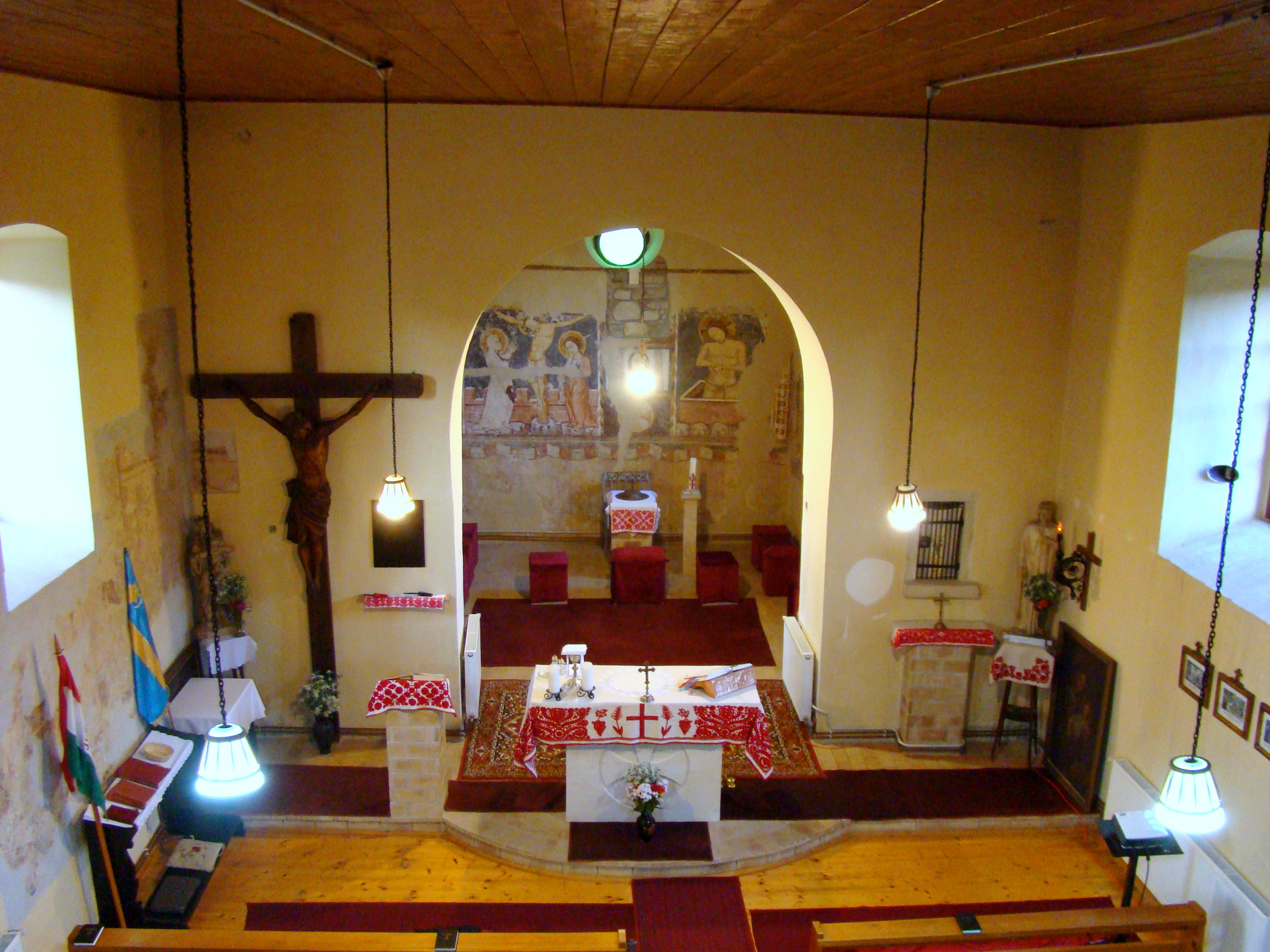
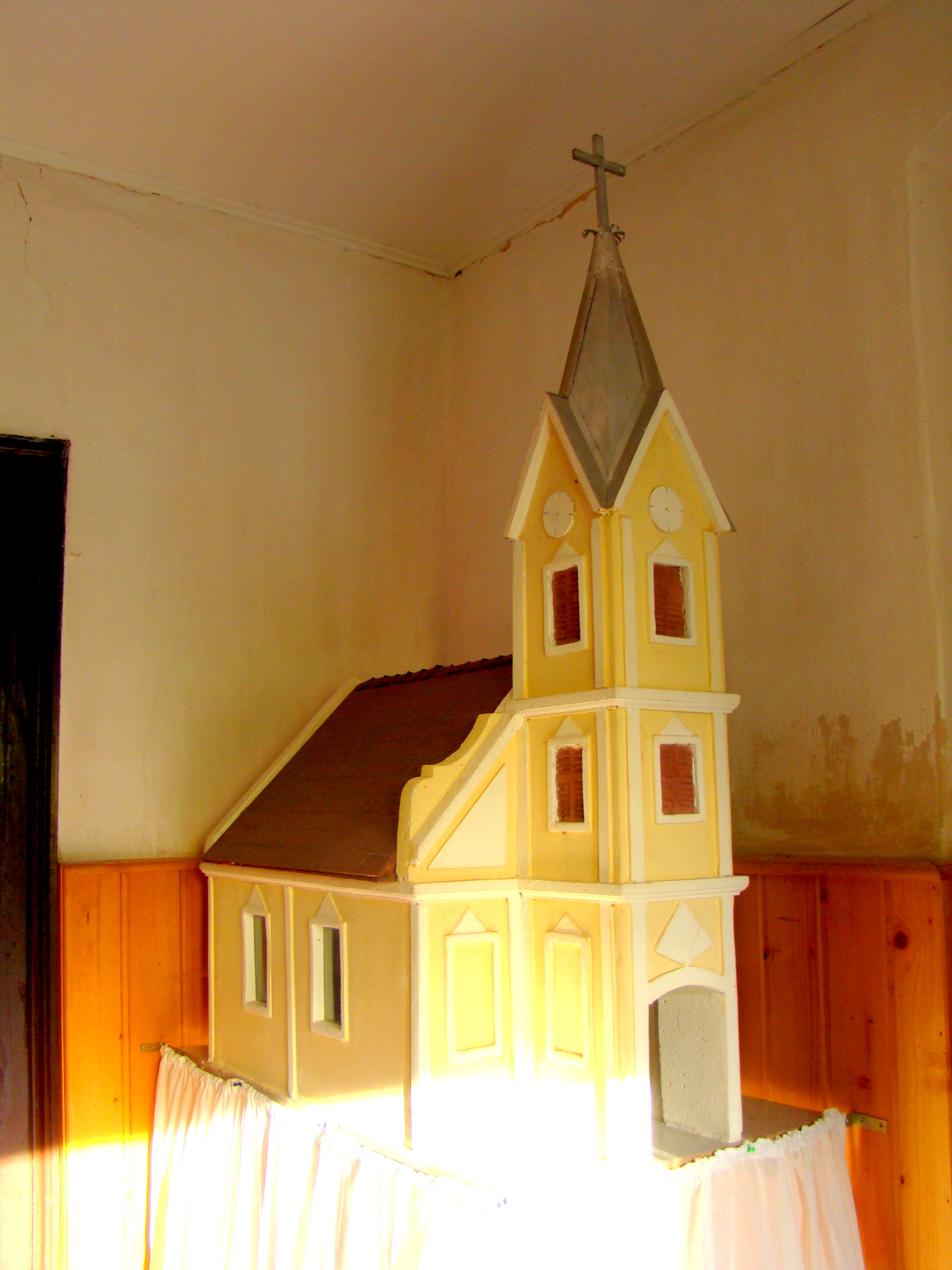
Machetă a bisericii
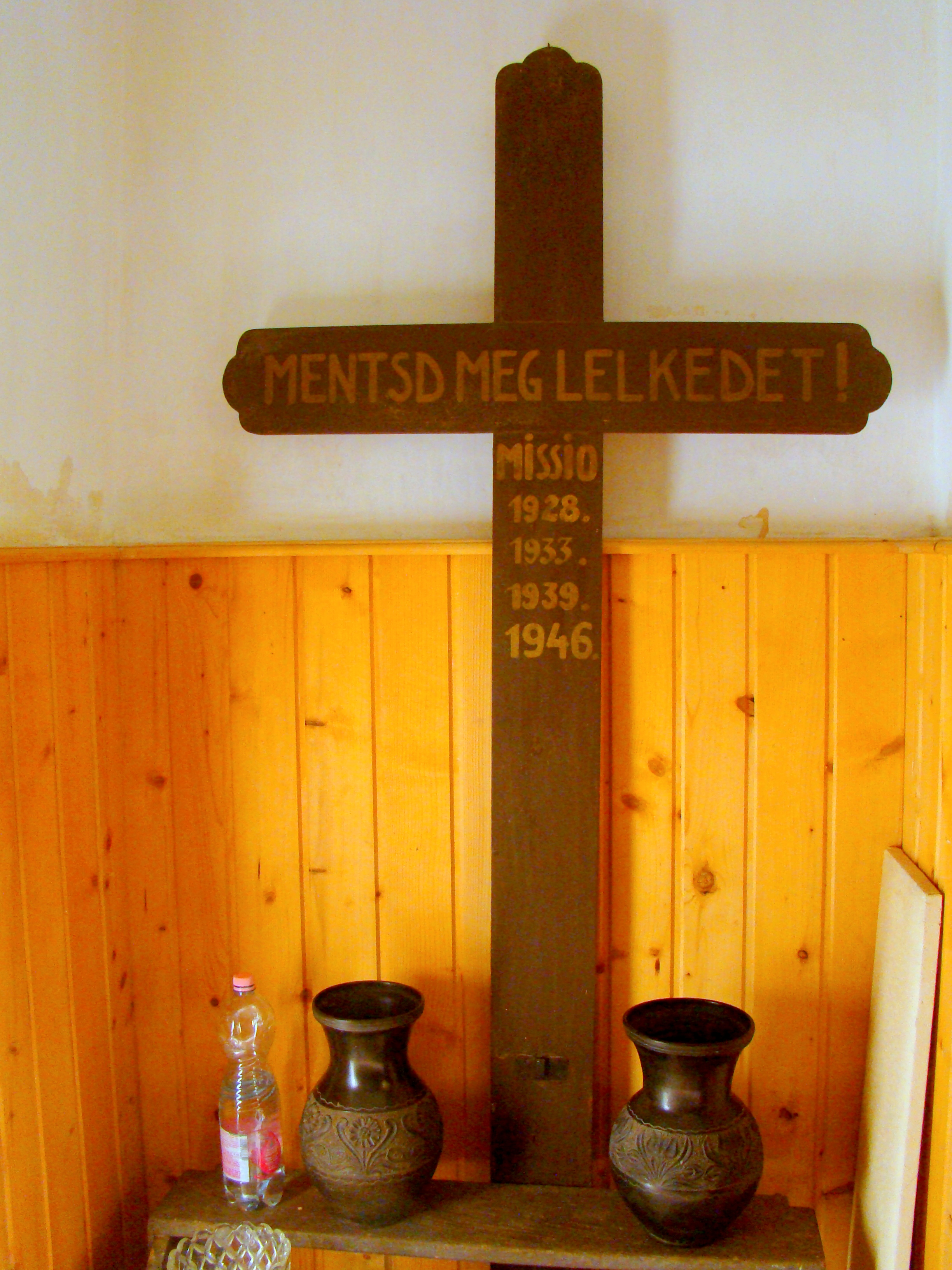
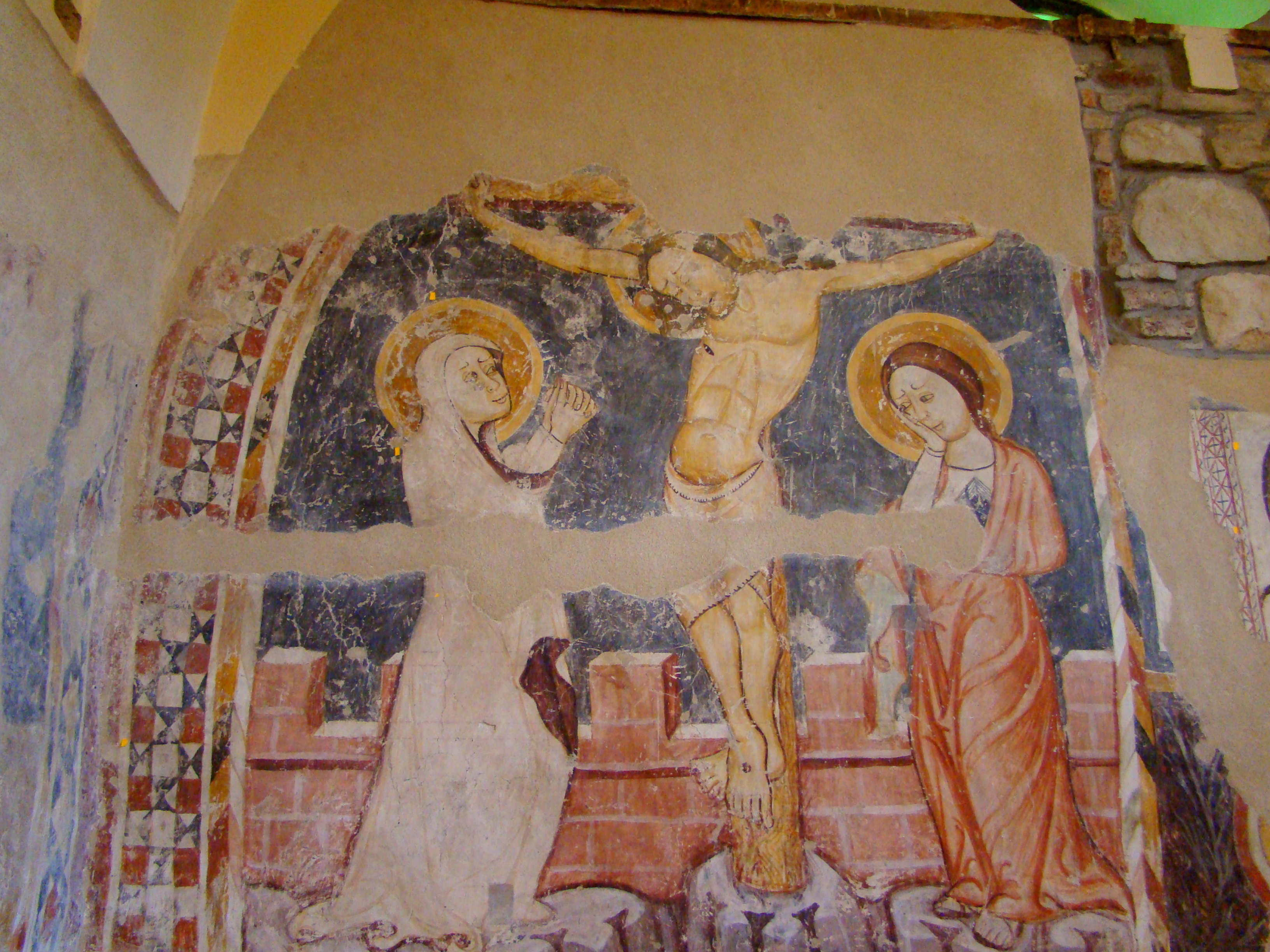
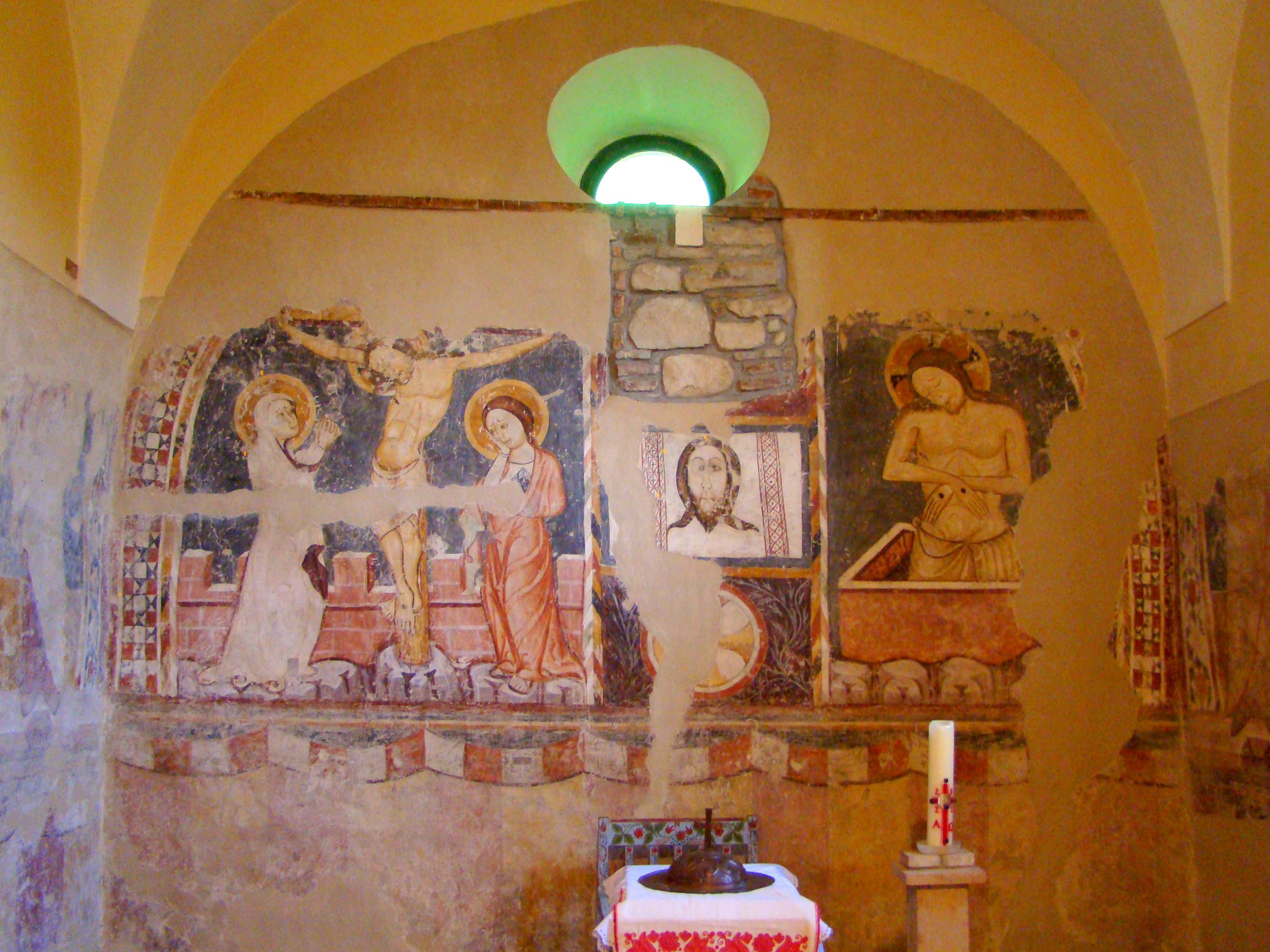
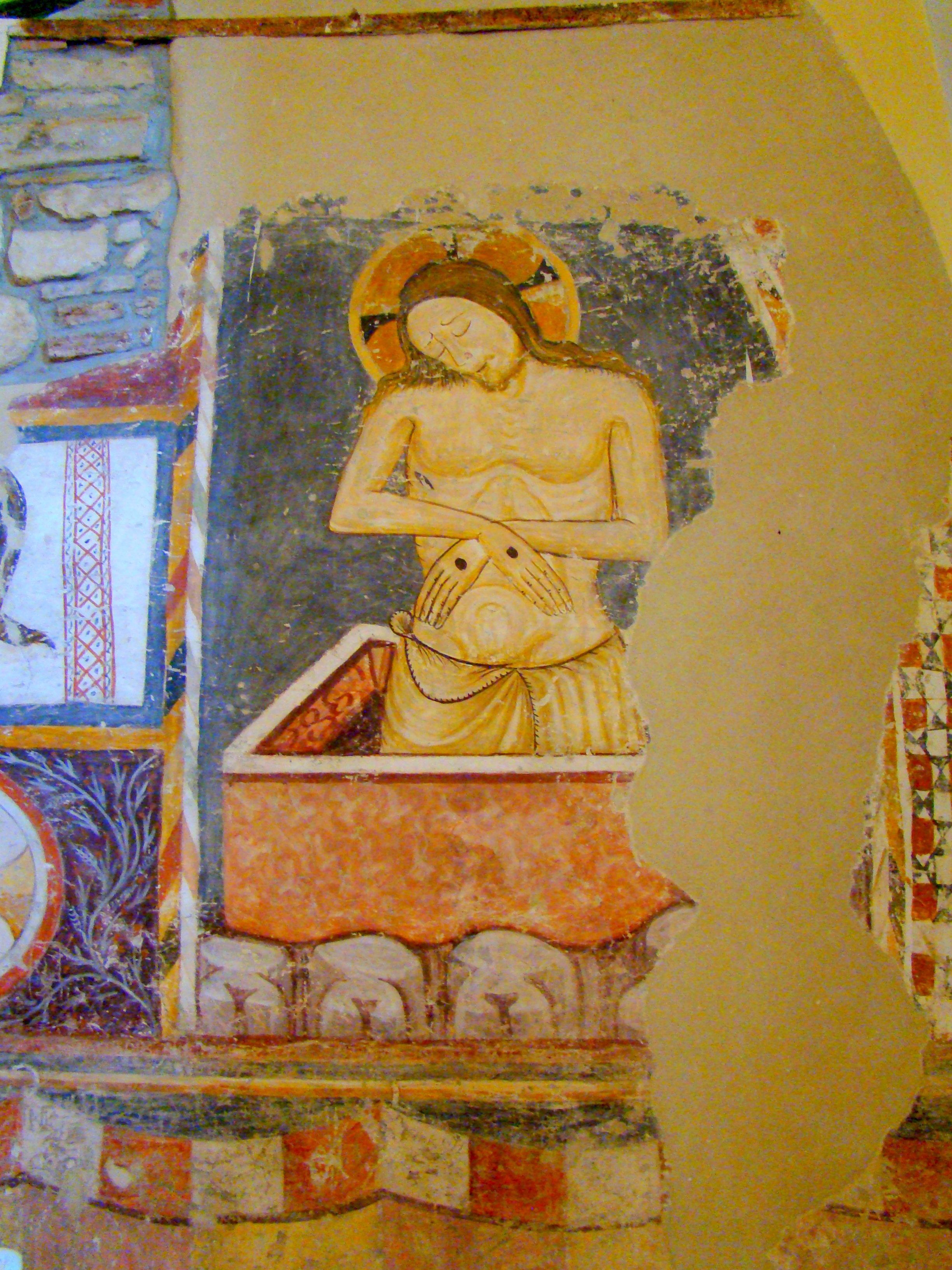
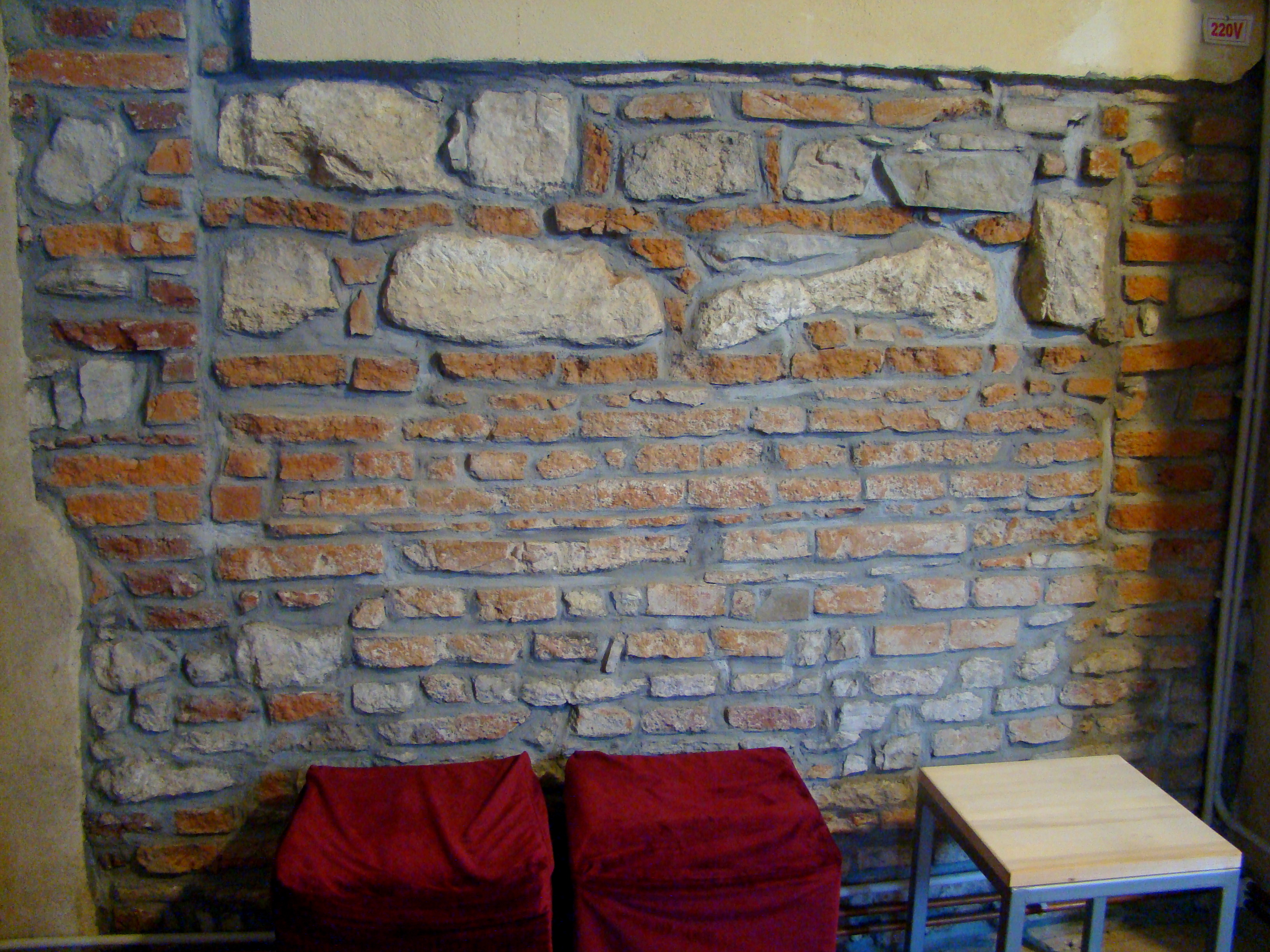
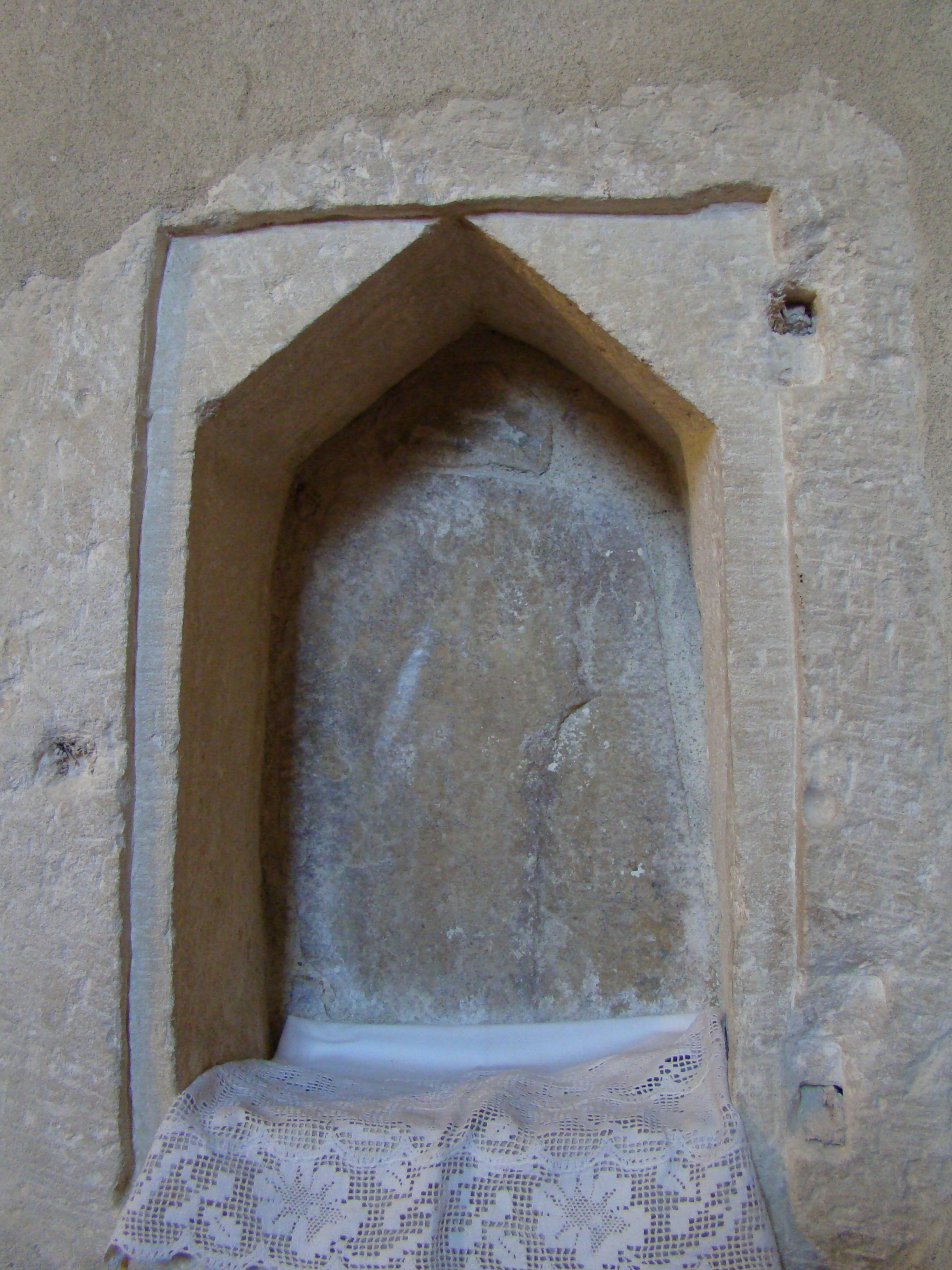
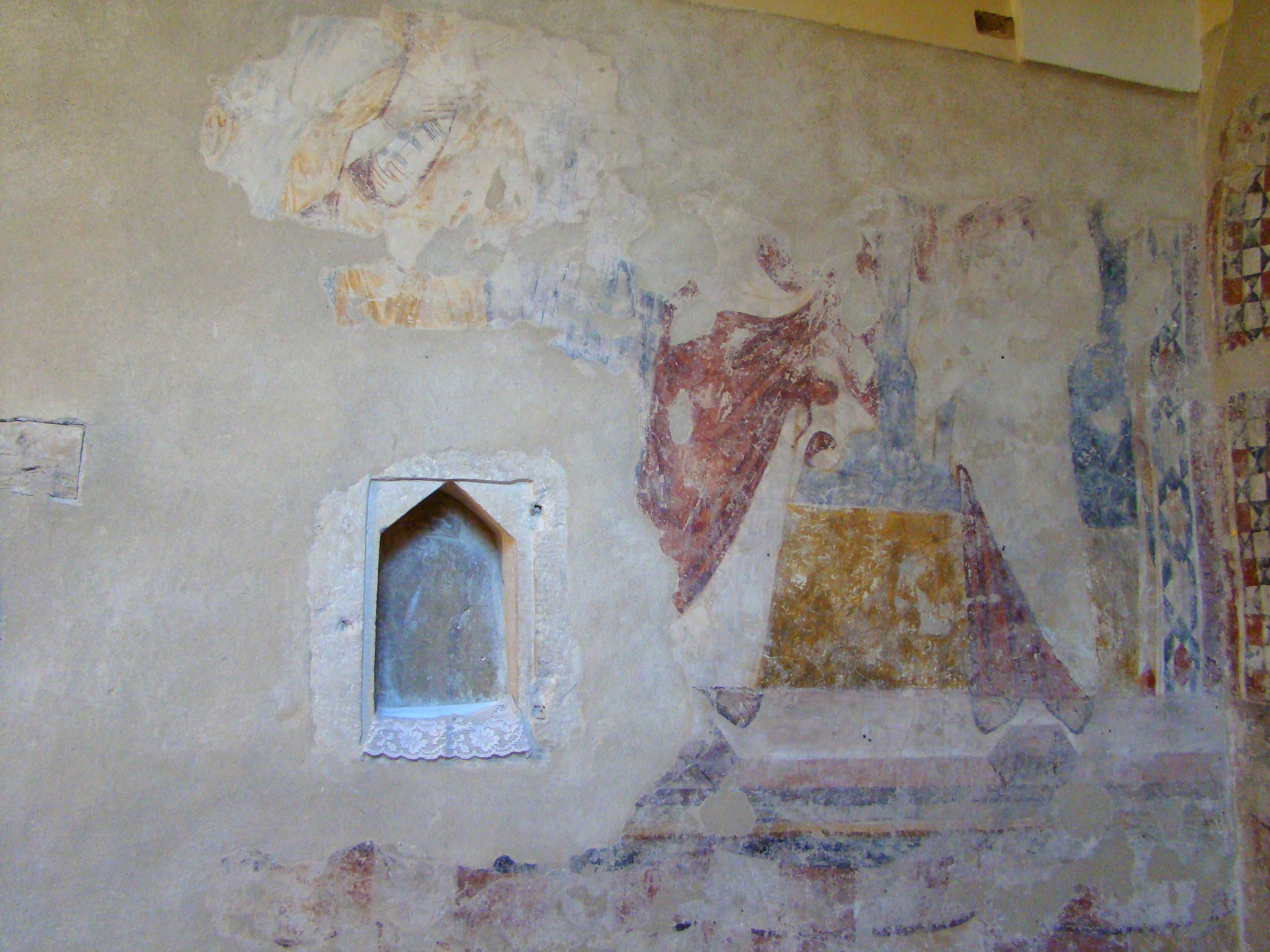
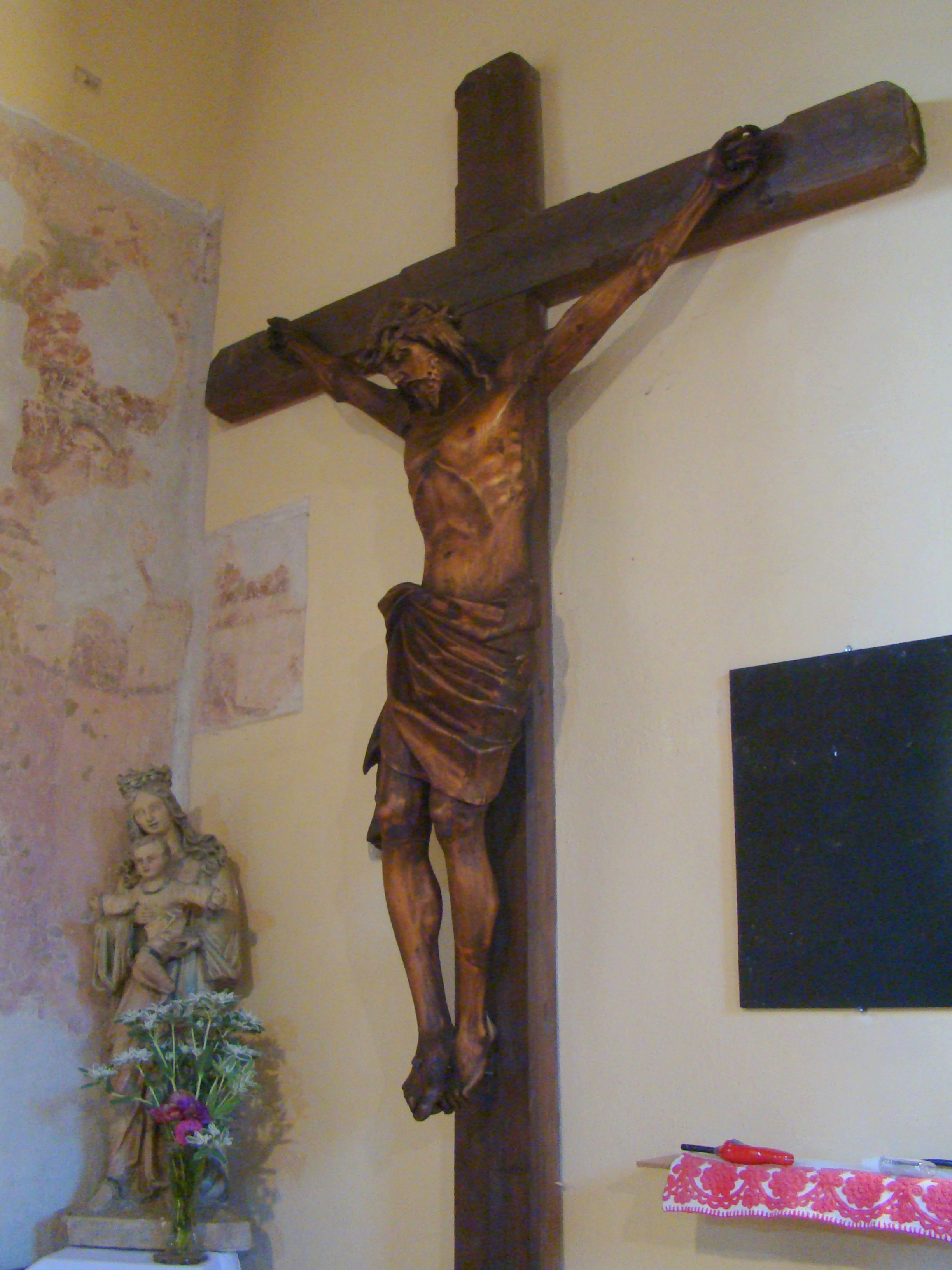
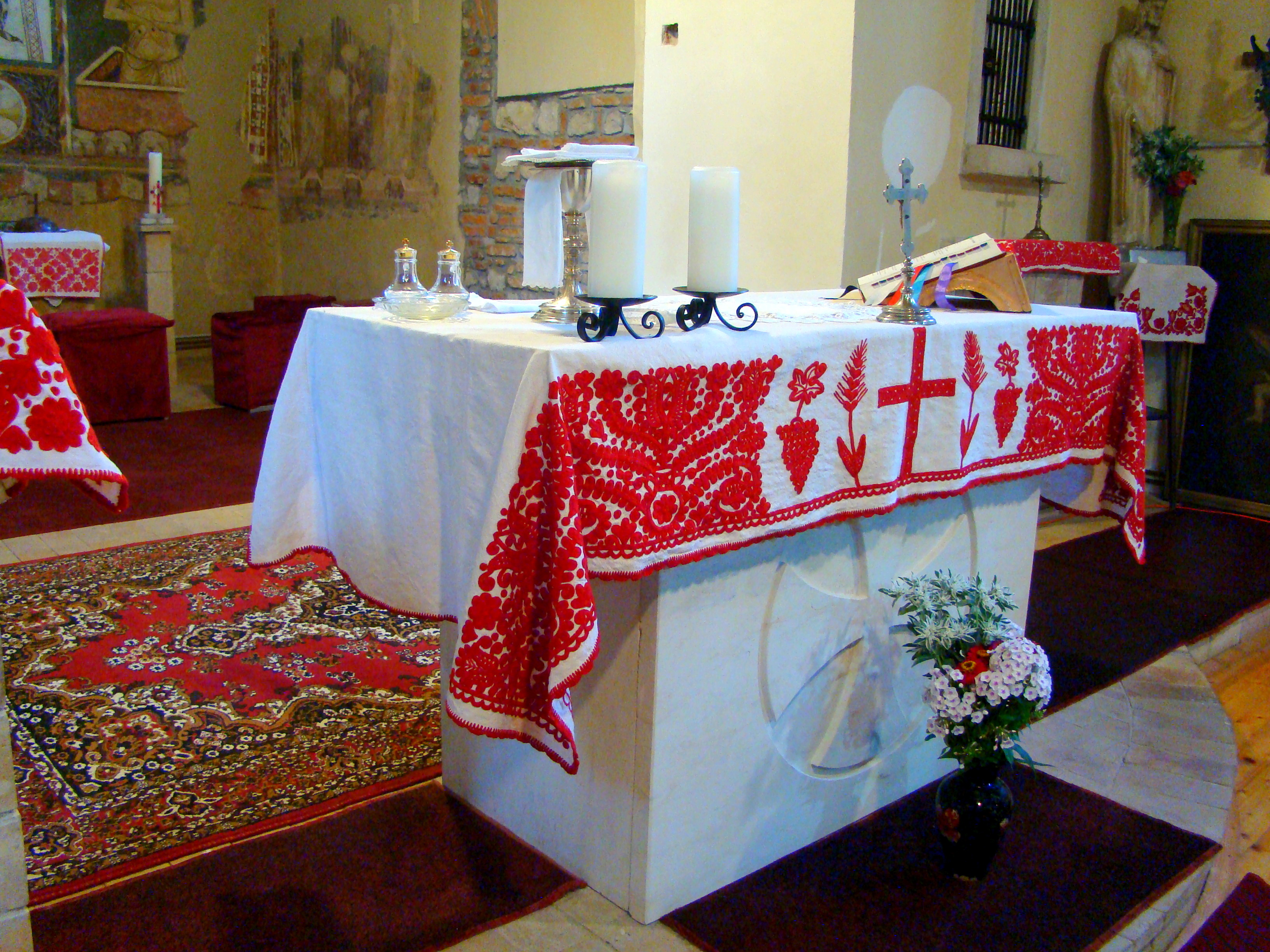
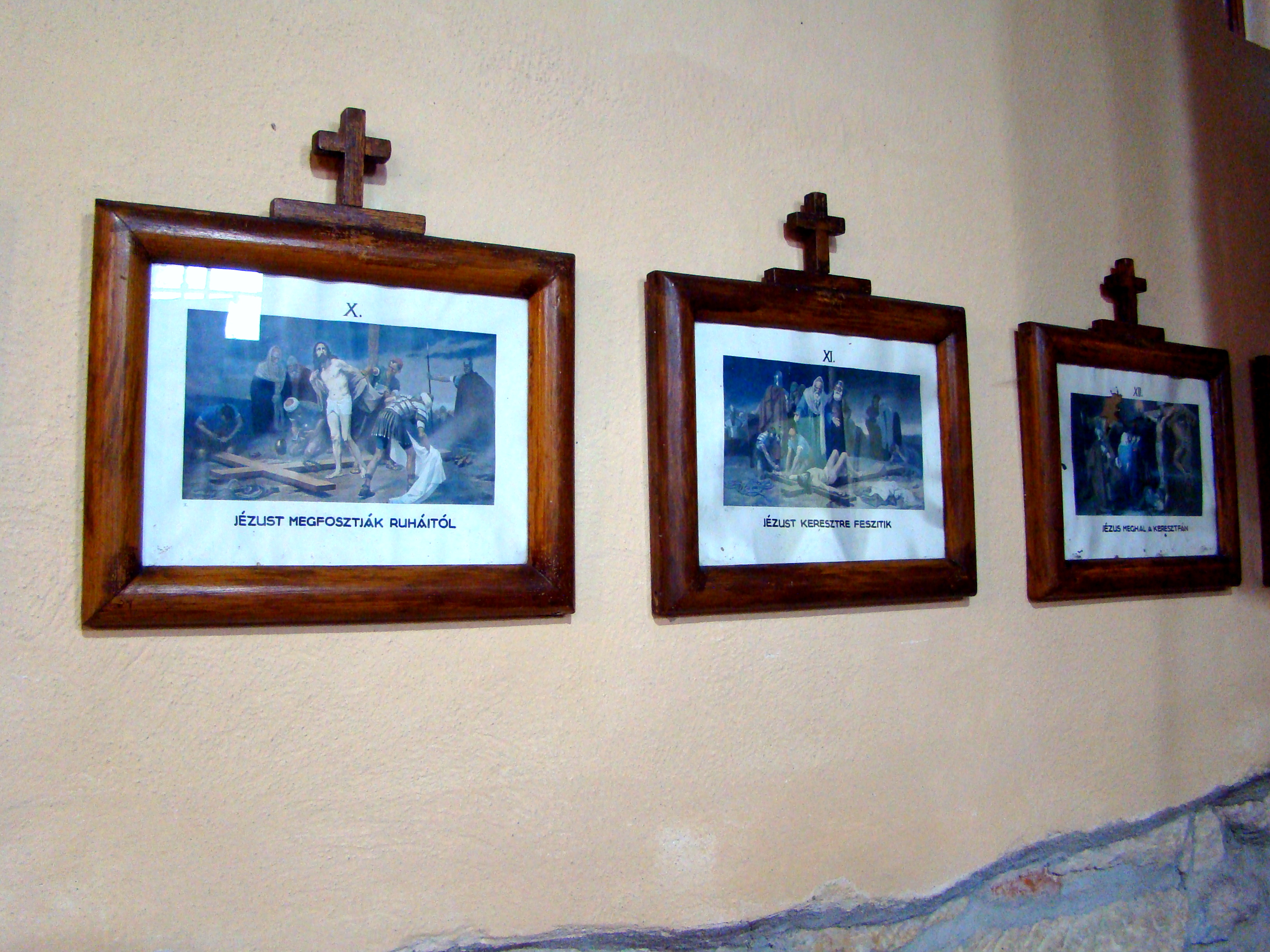
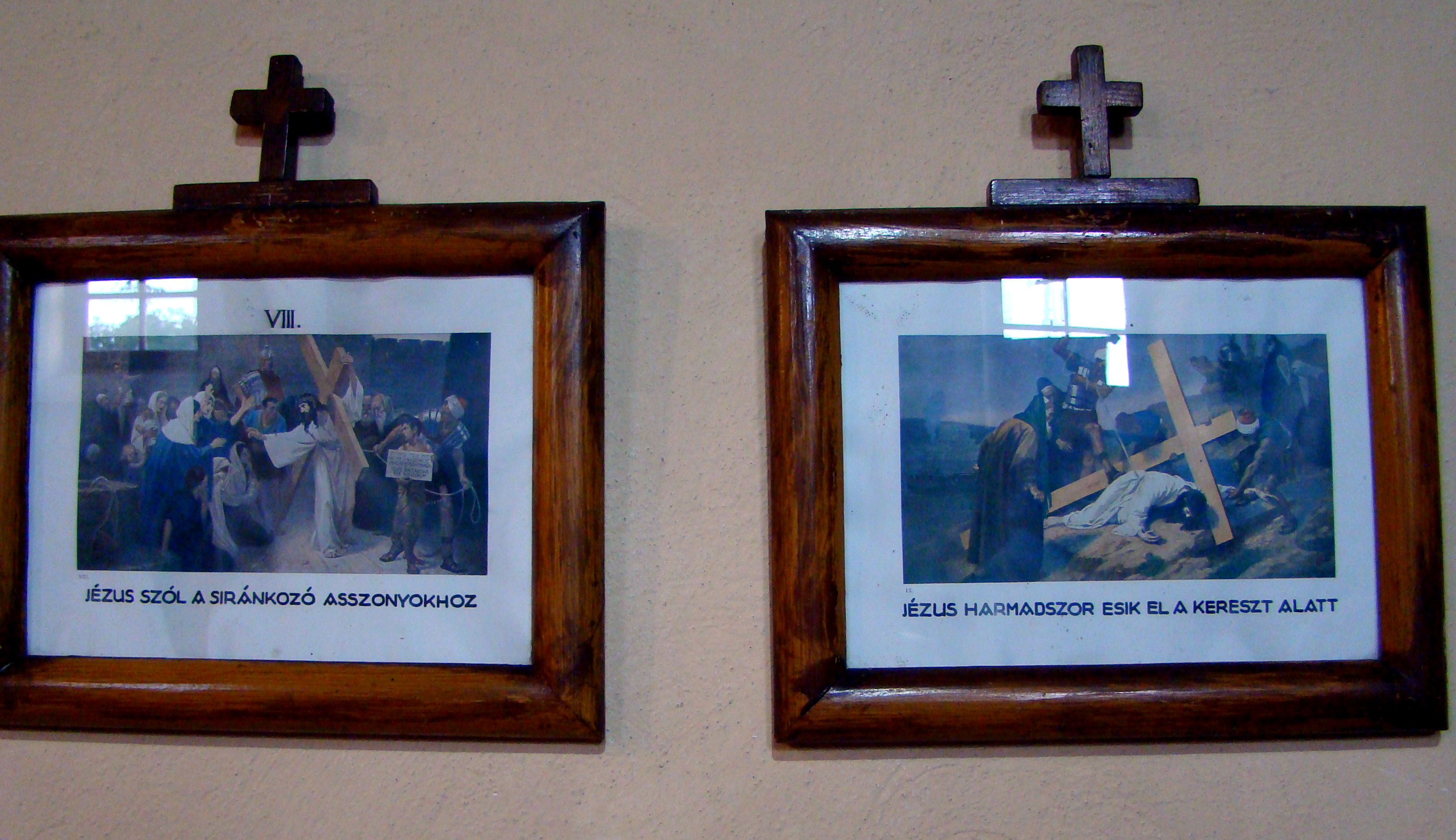
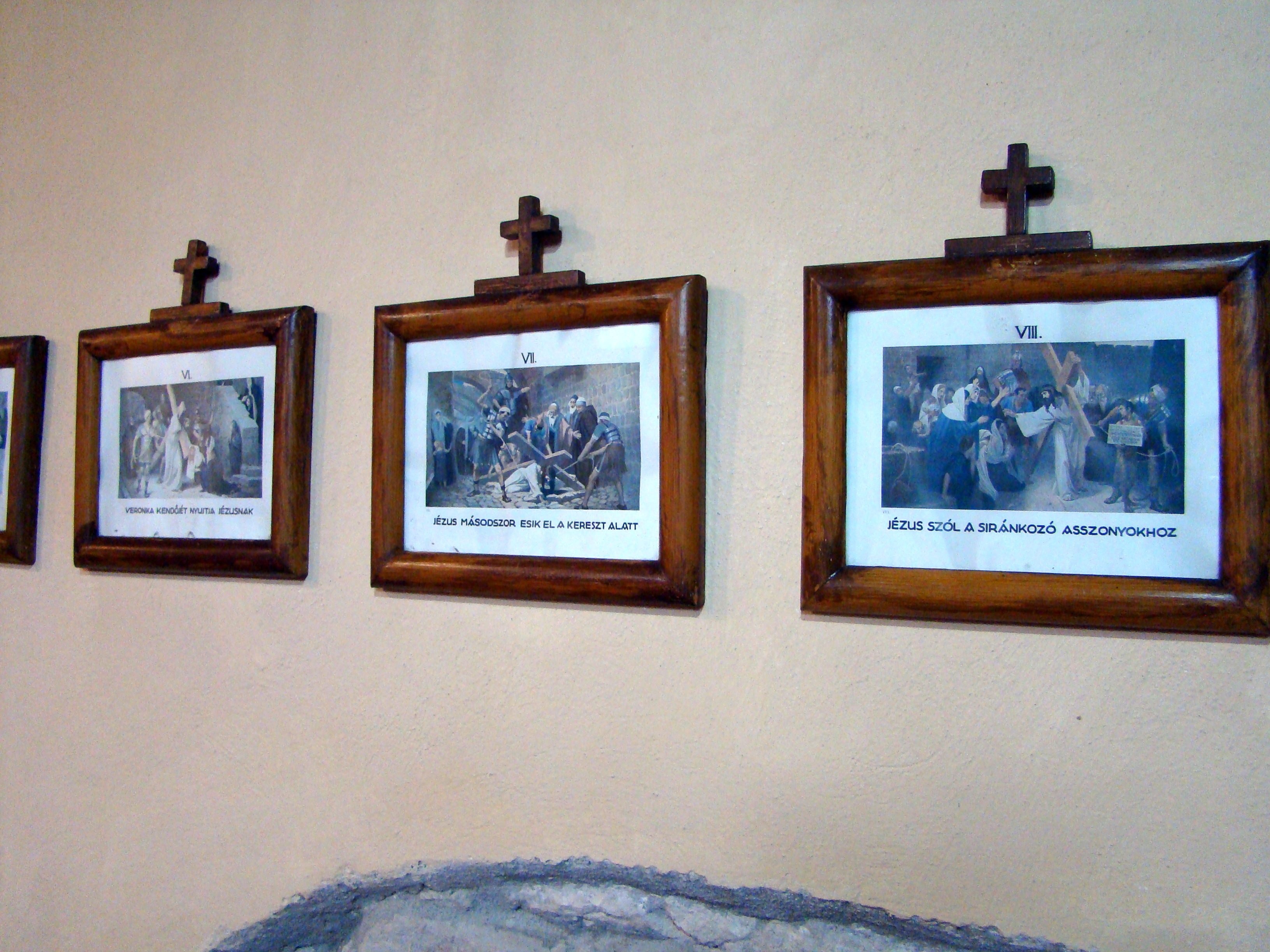
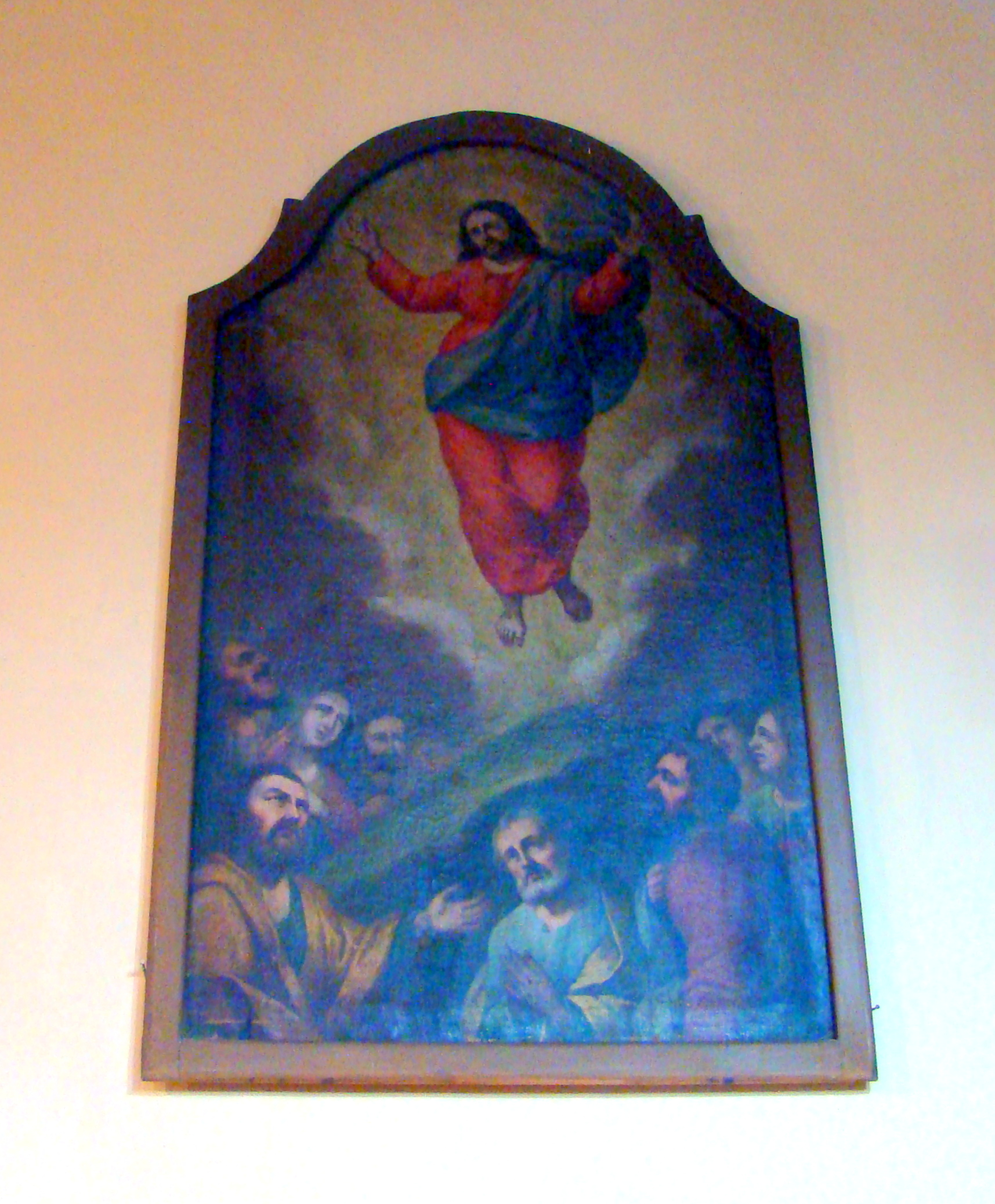
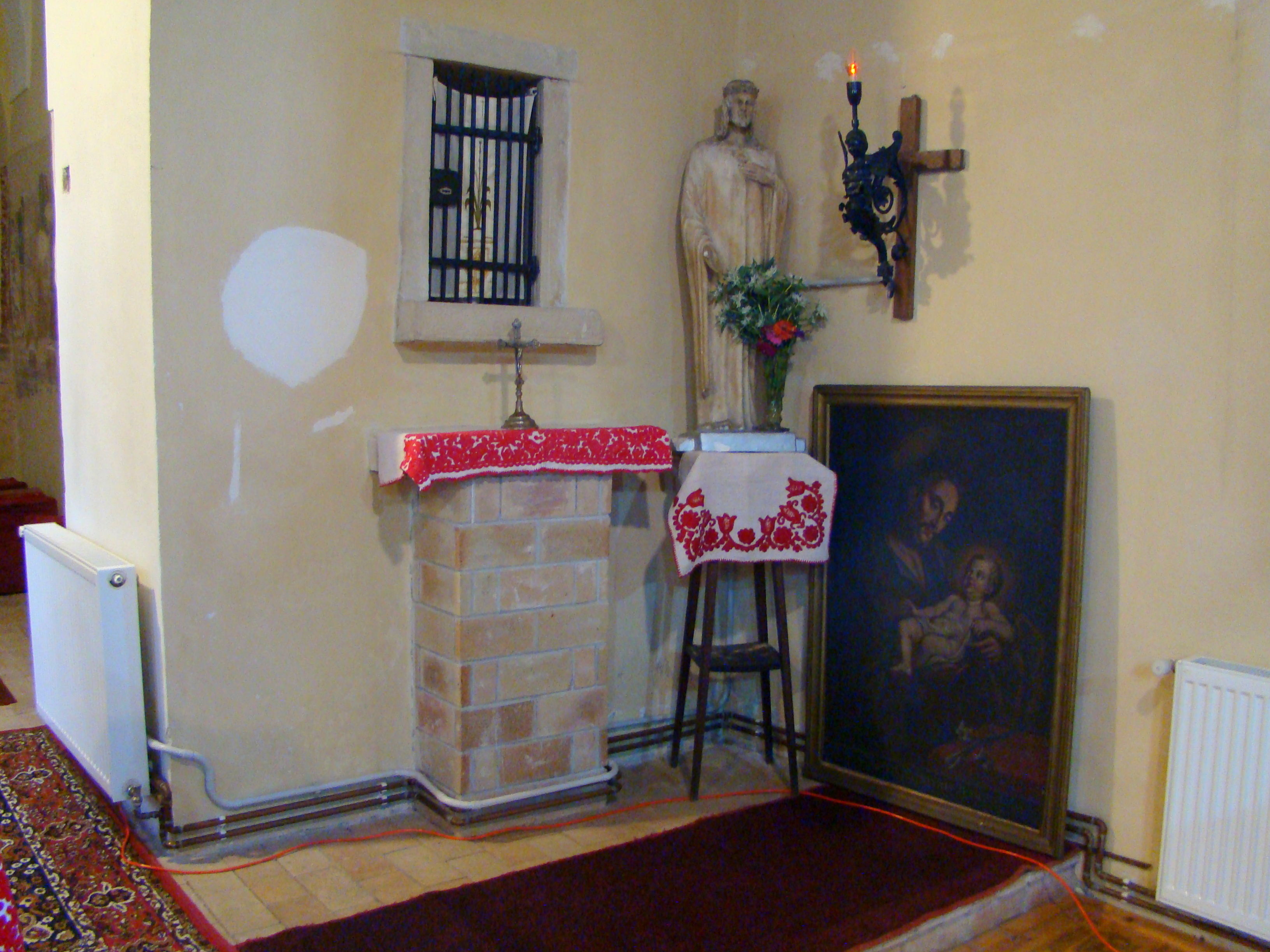
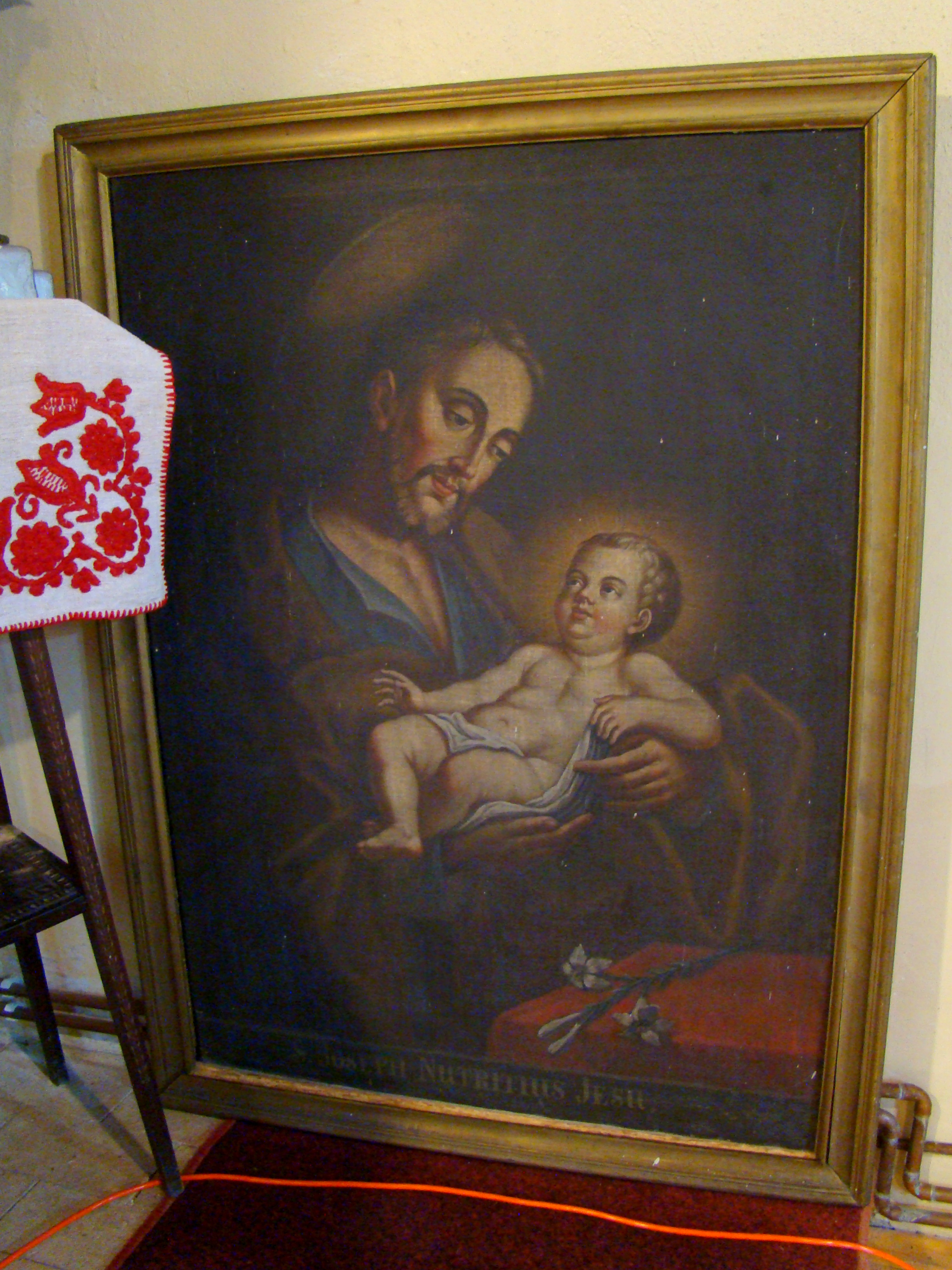
Sf. Iosif
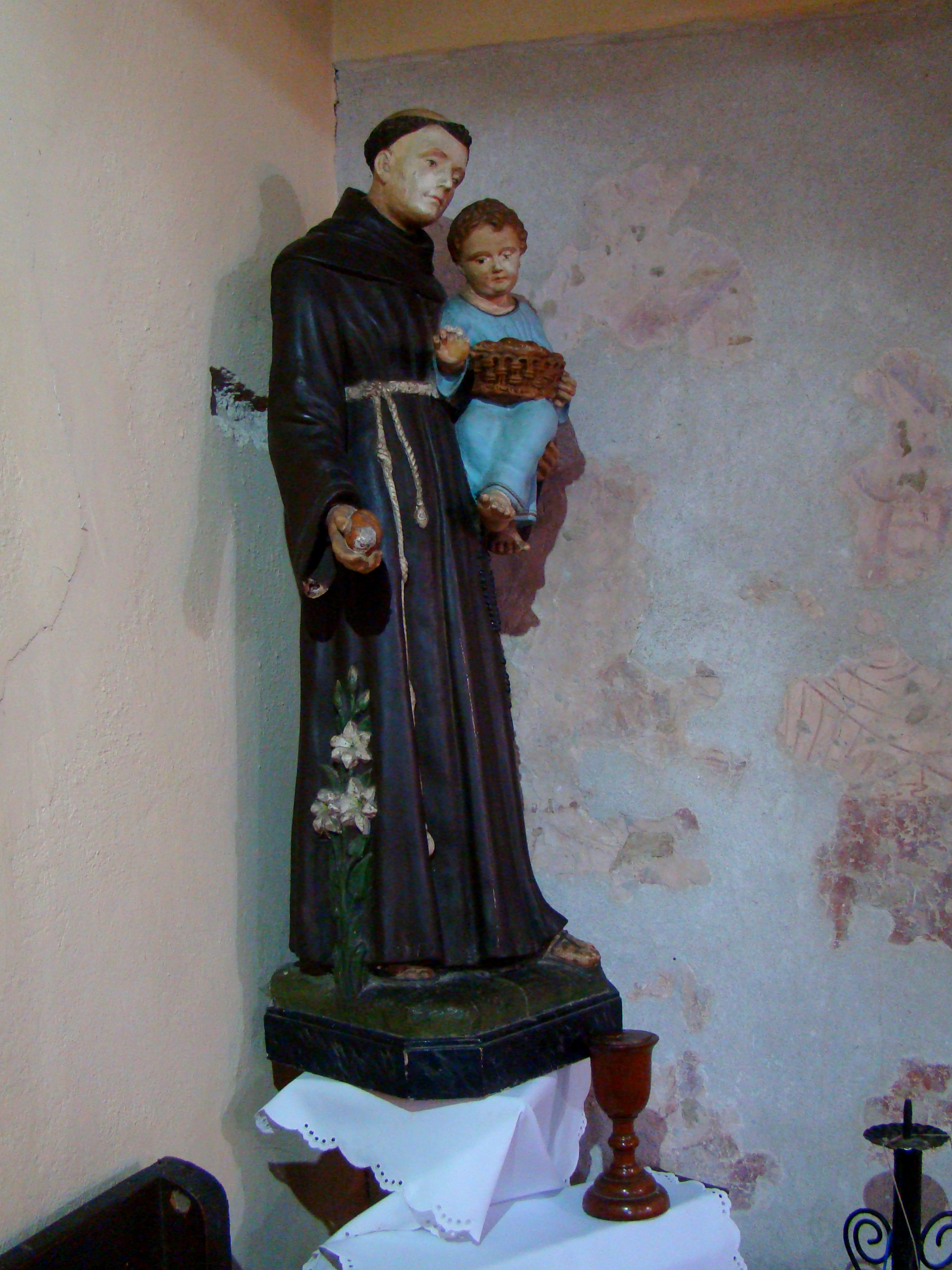
Sf. Anton de Padova cu Pruncul Isus (1)
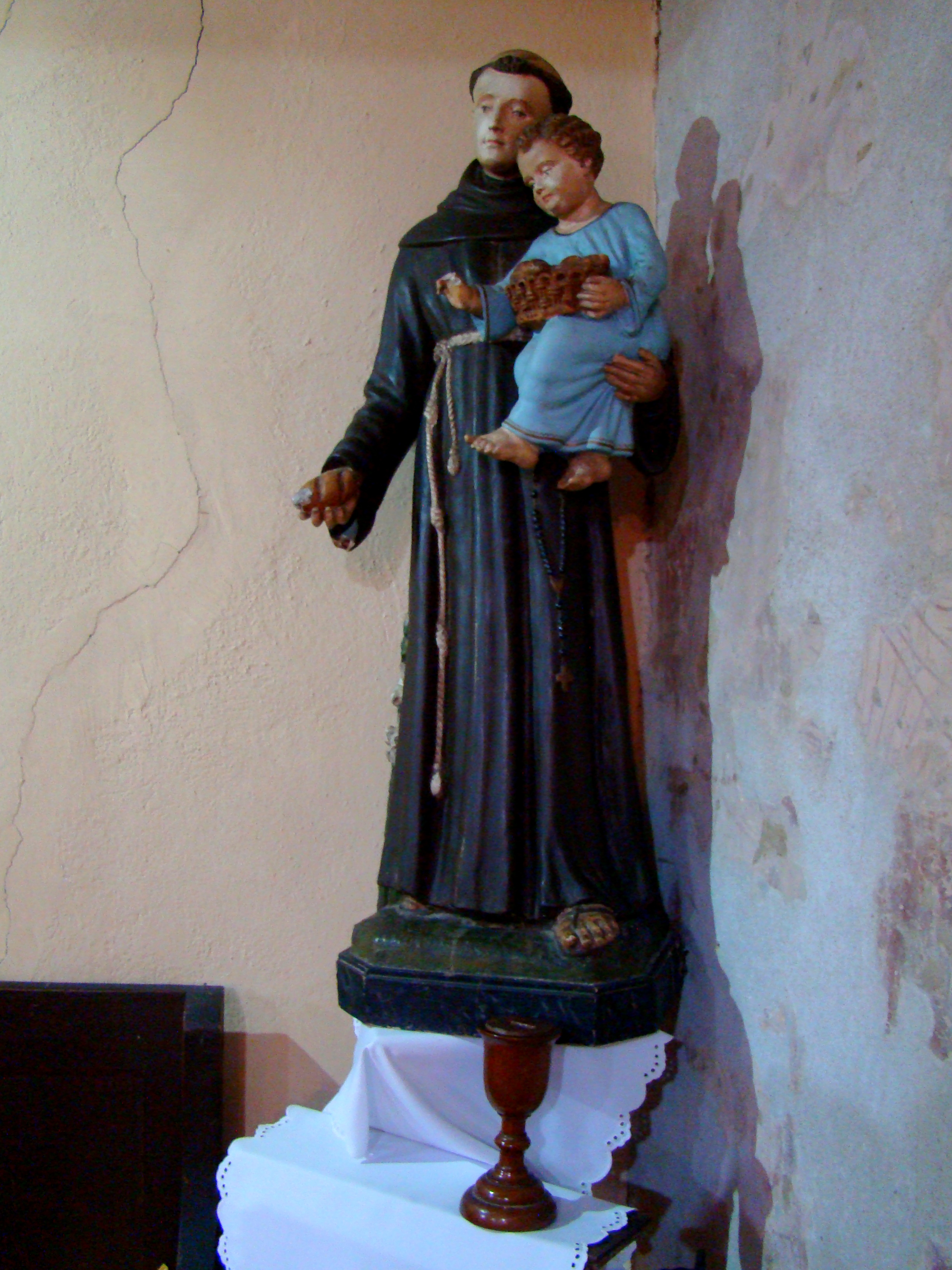
Sf. Anton de Padova cu Pruncul Isus (2)
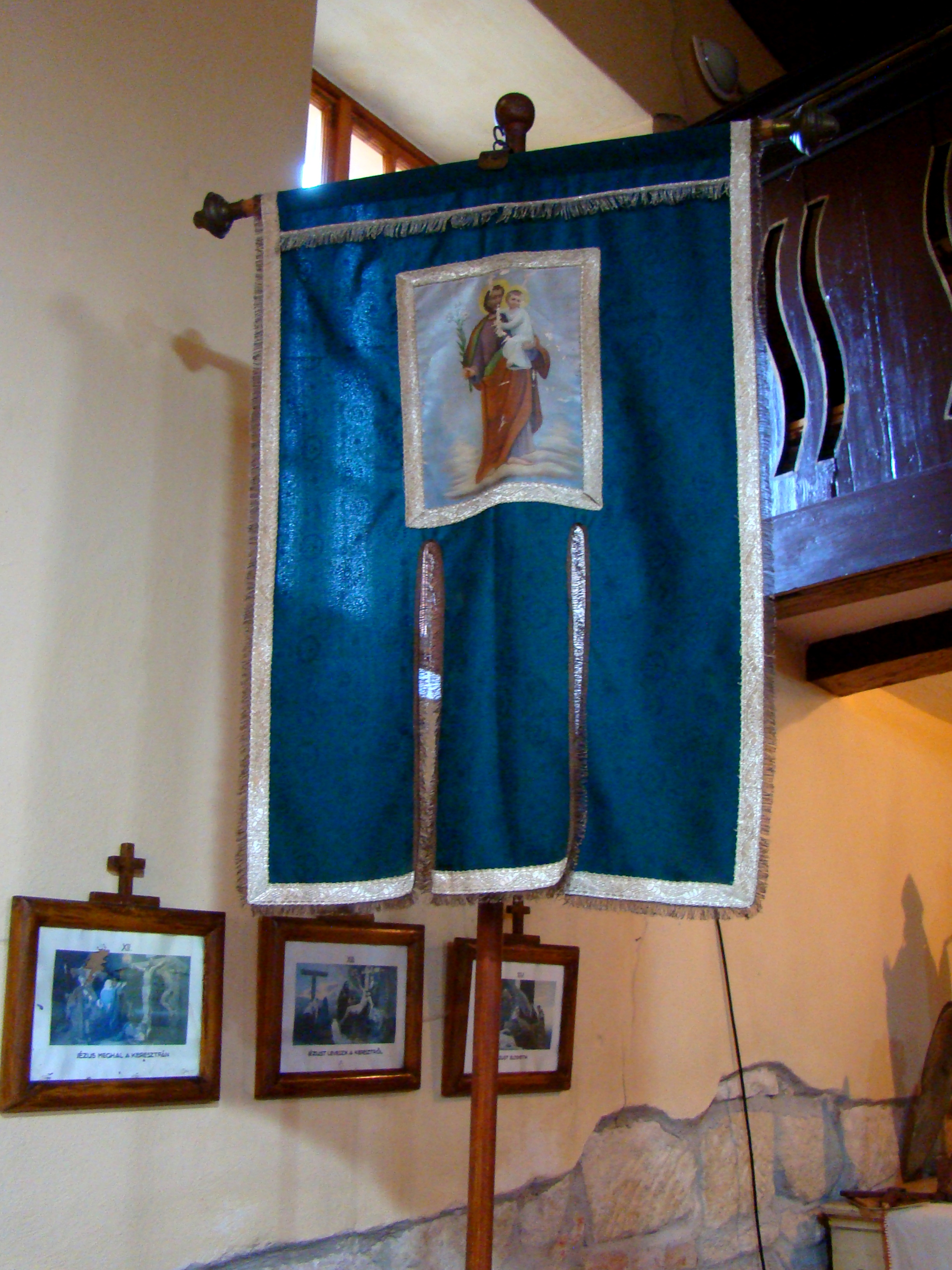
Prapur cu Sf. Iosif și Pruncul Isus
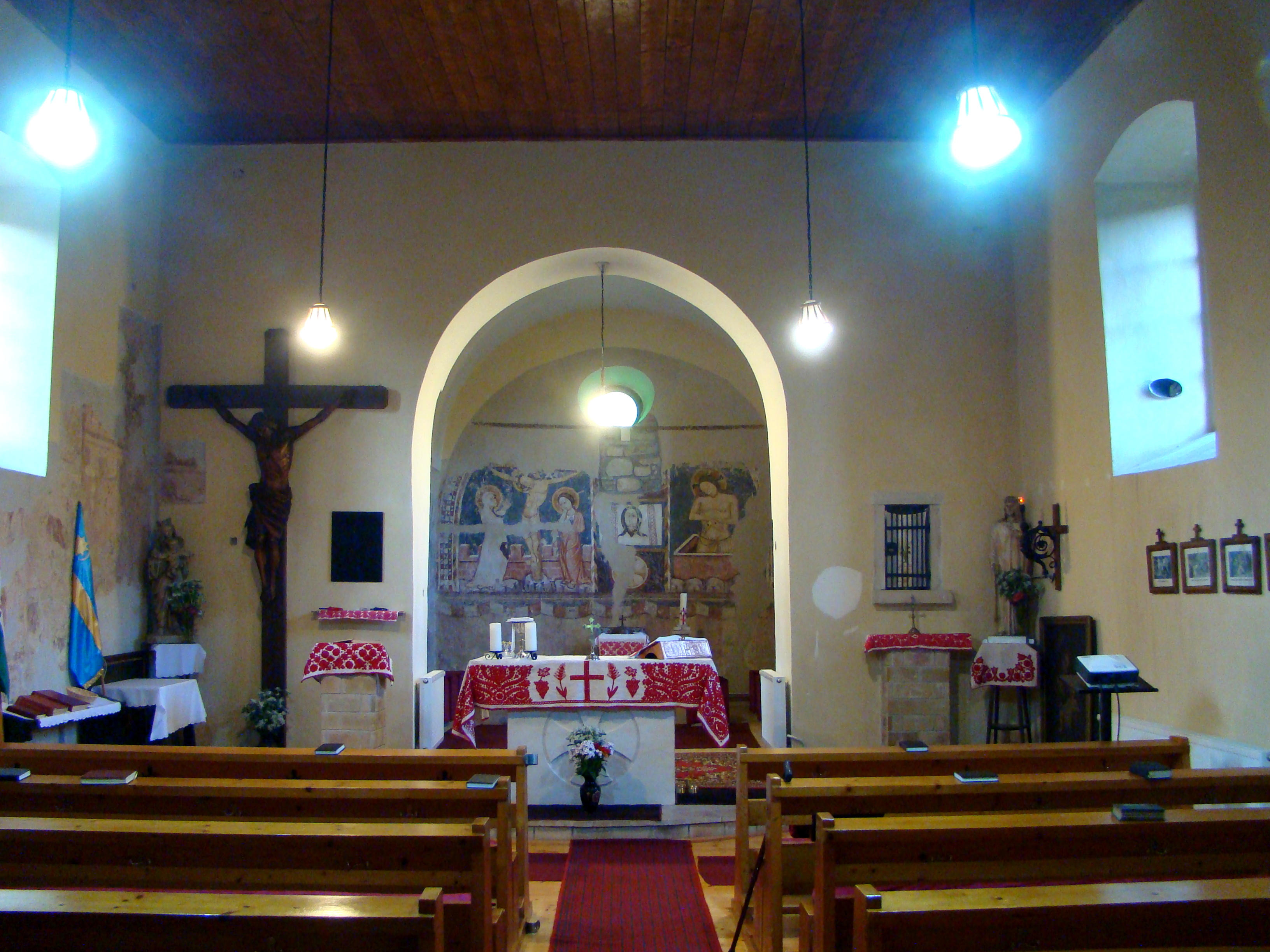
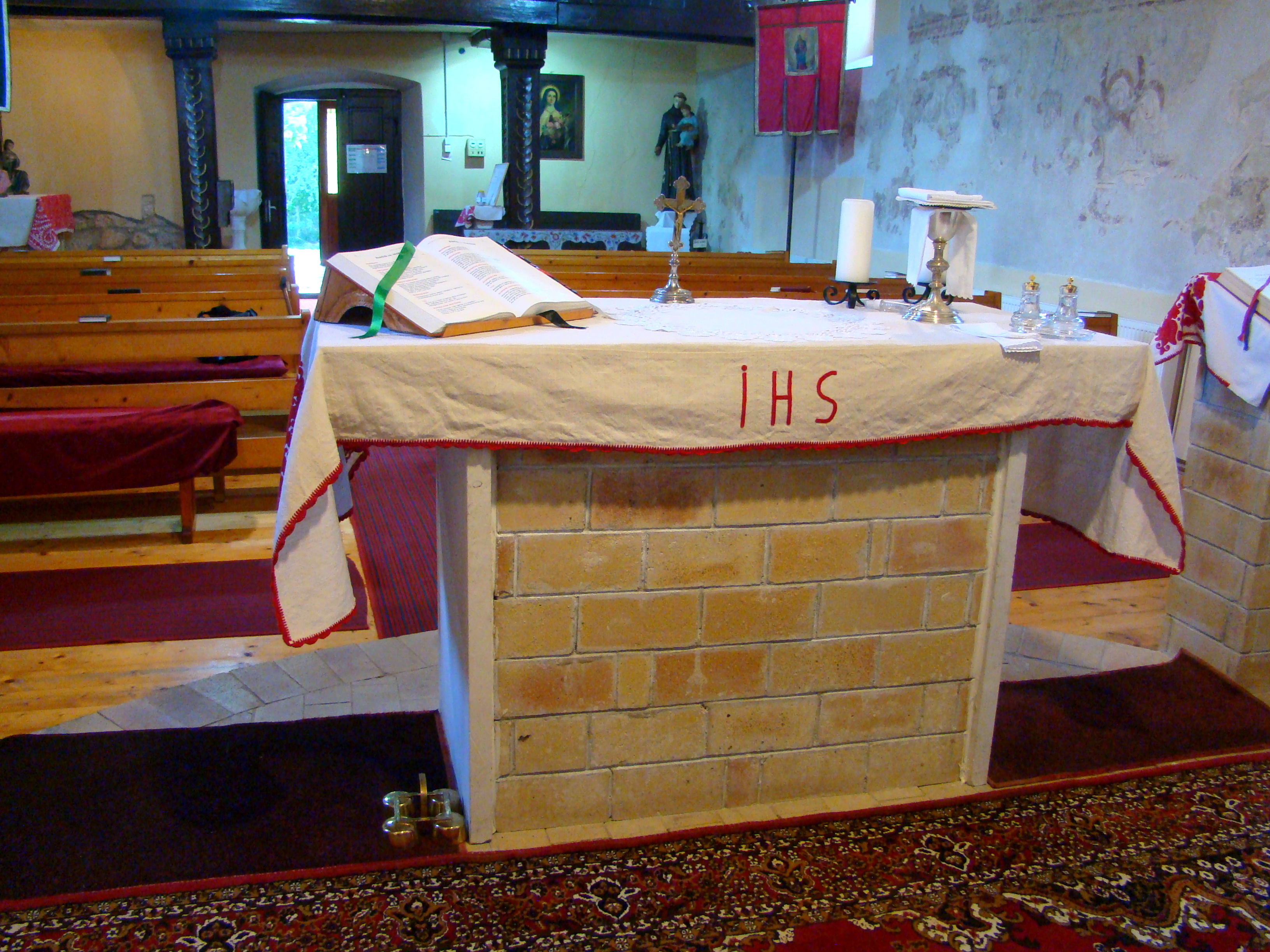
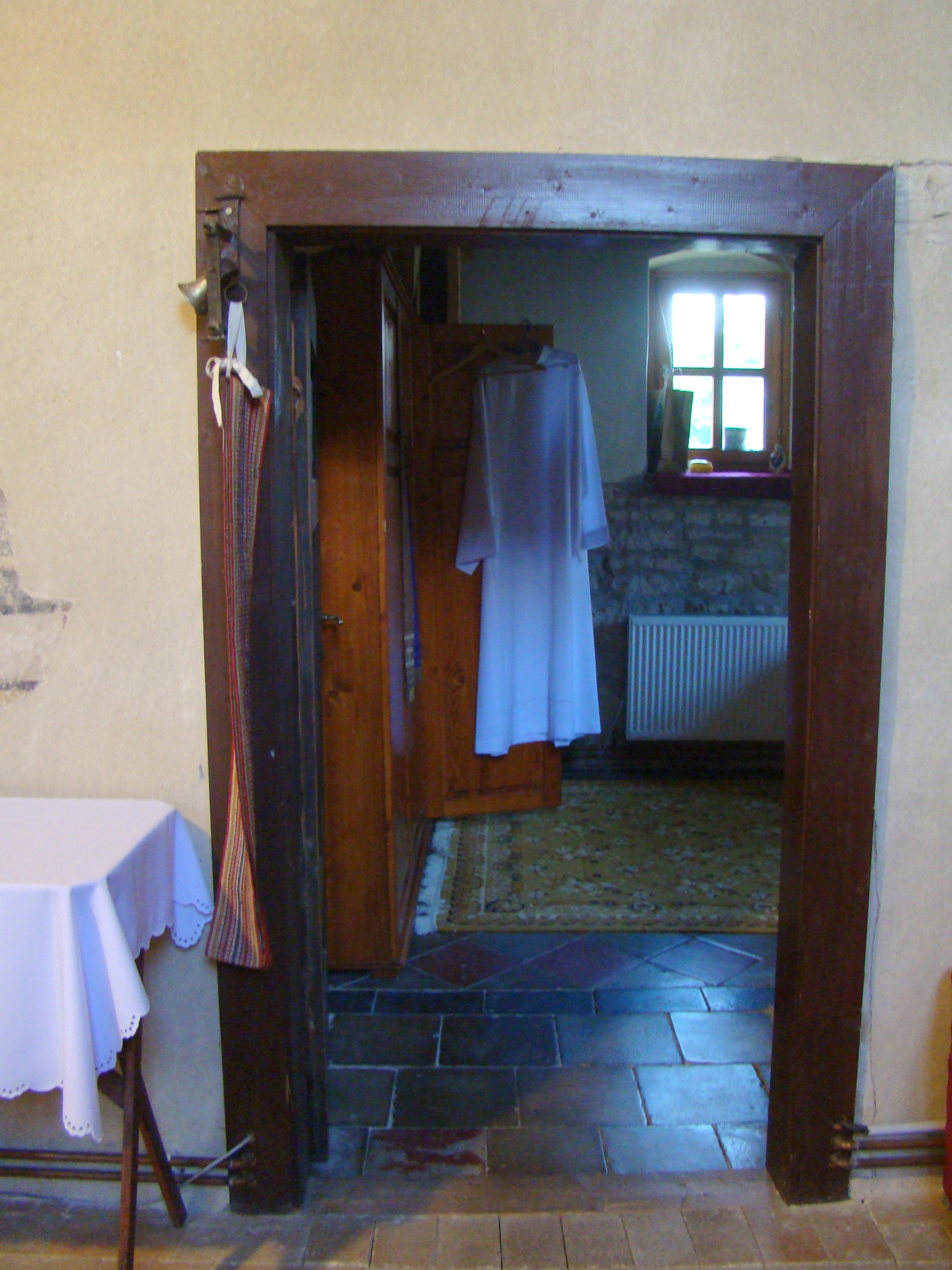
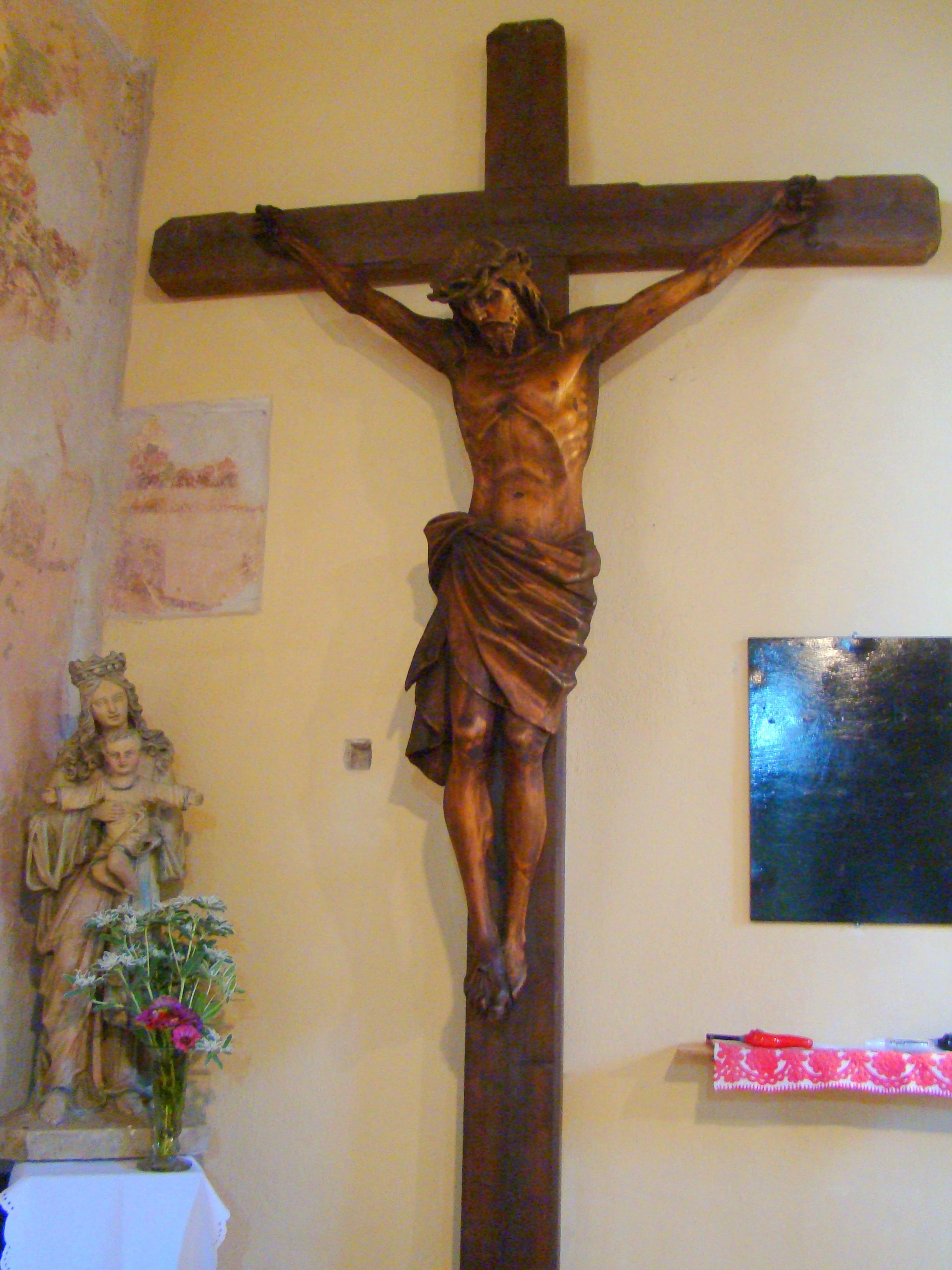
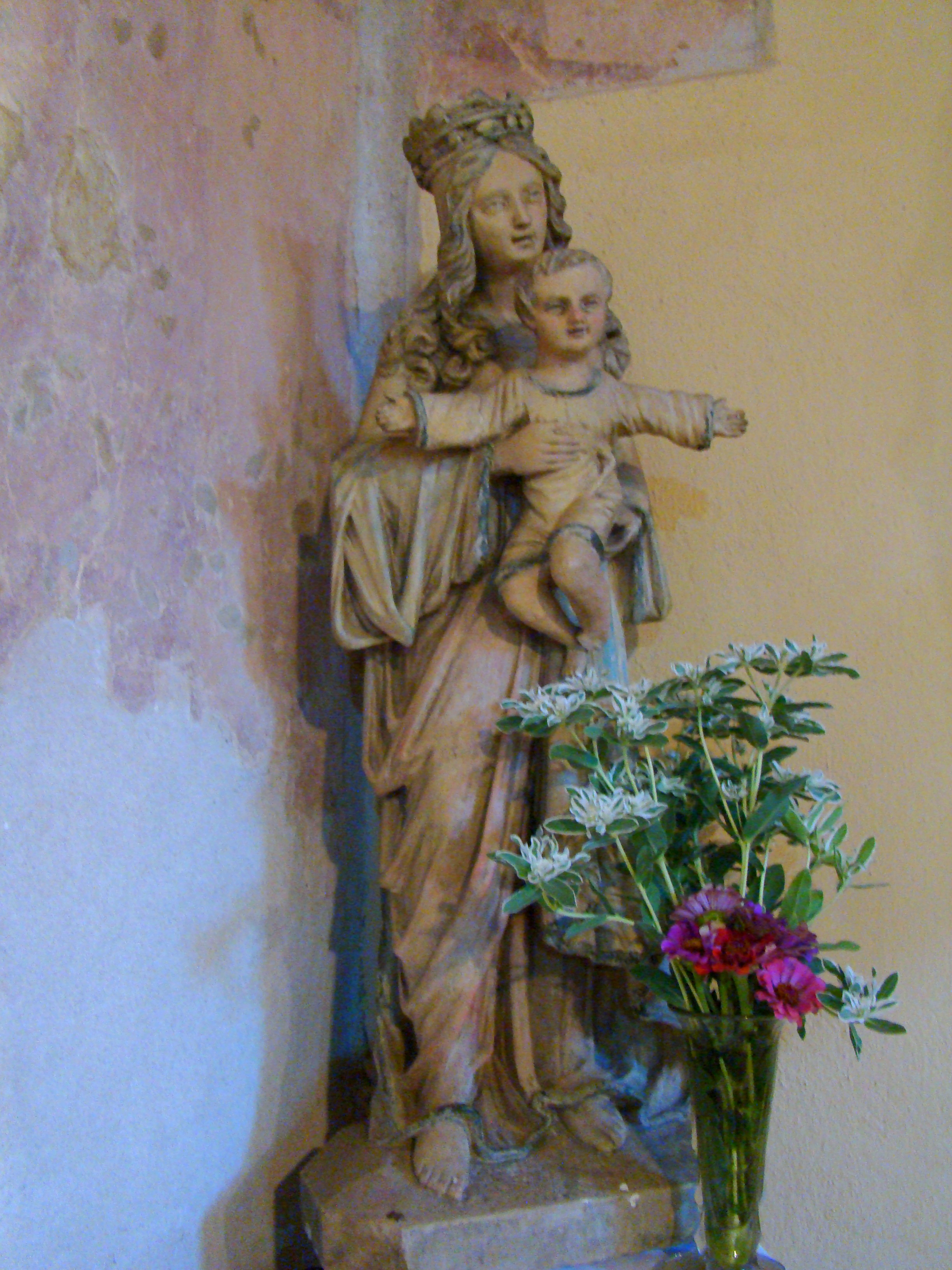
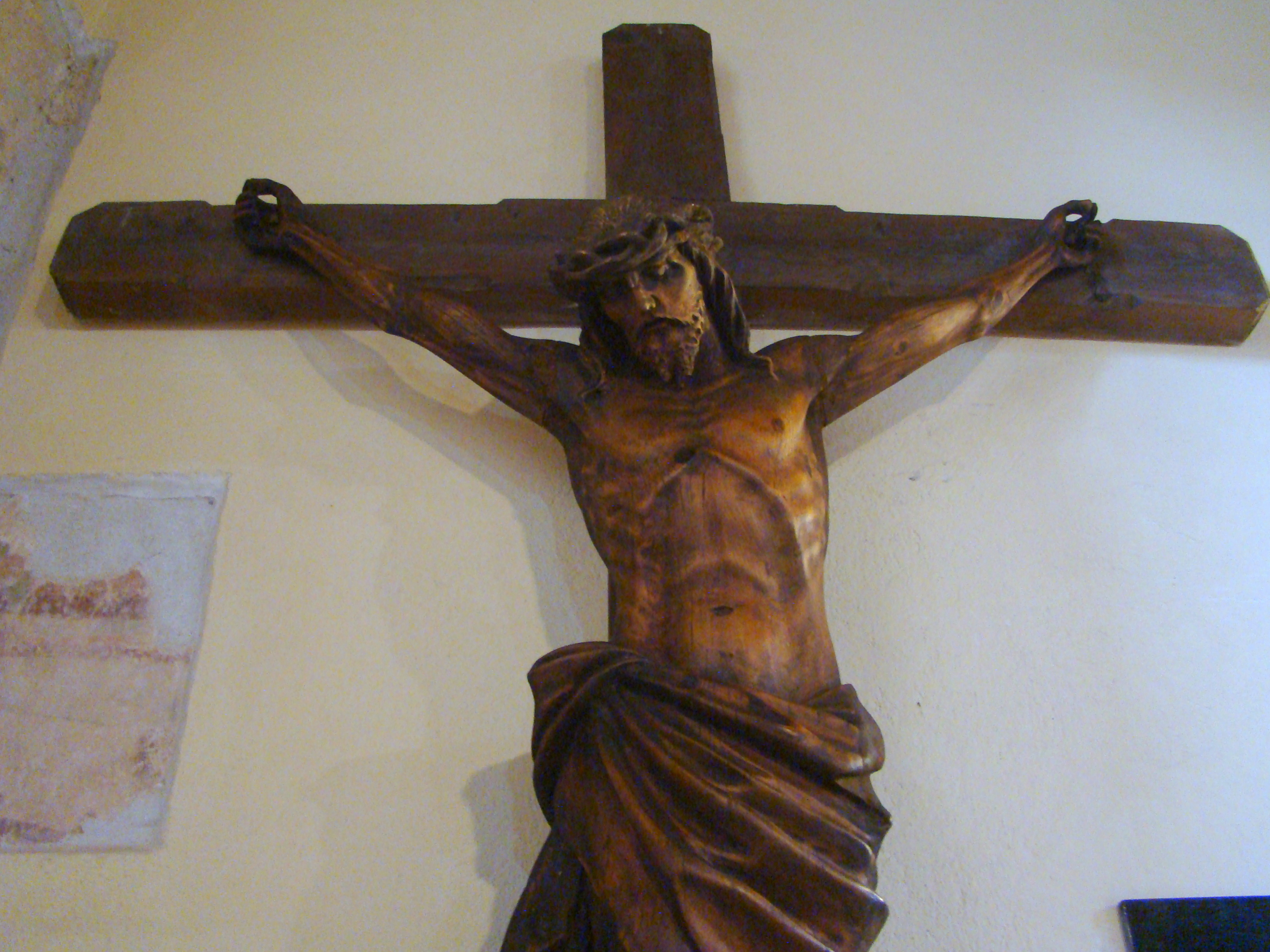
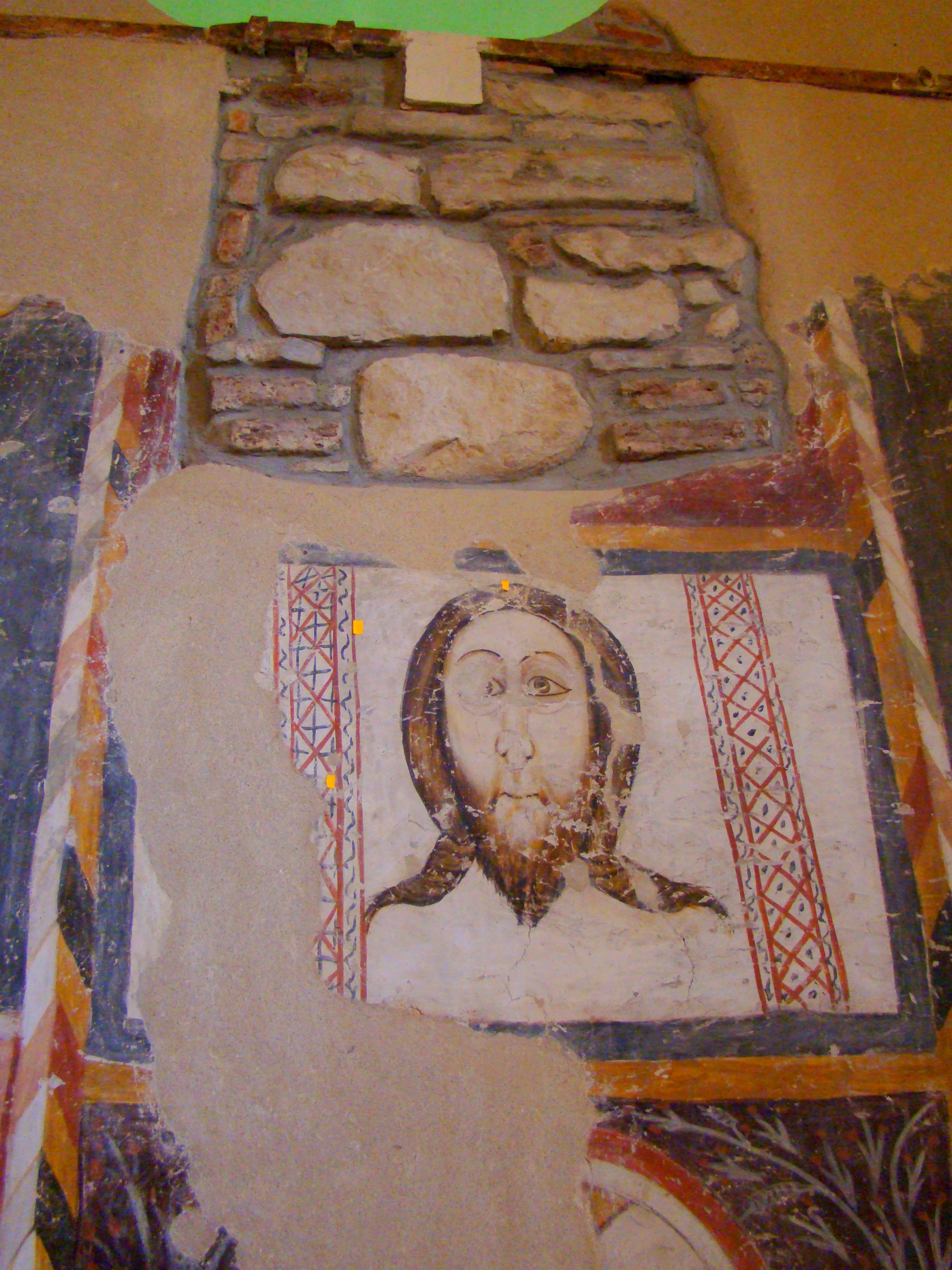
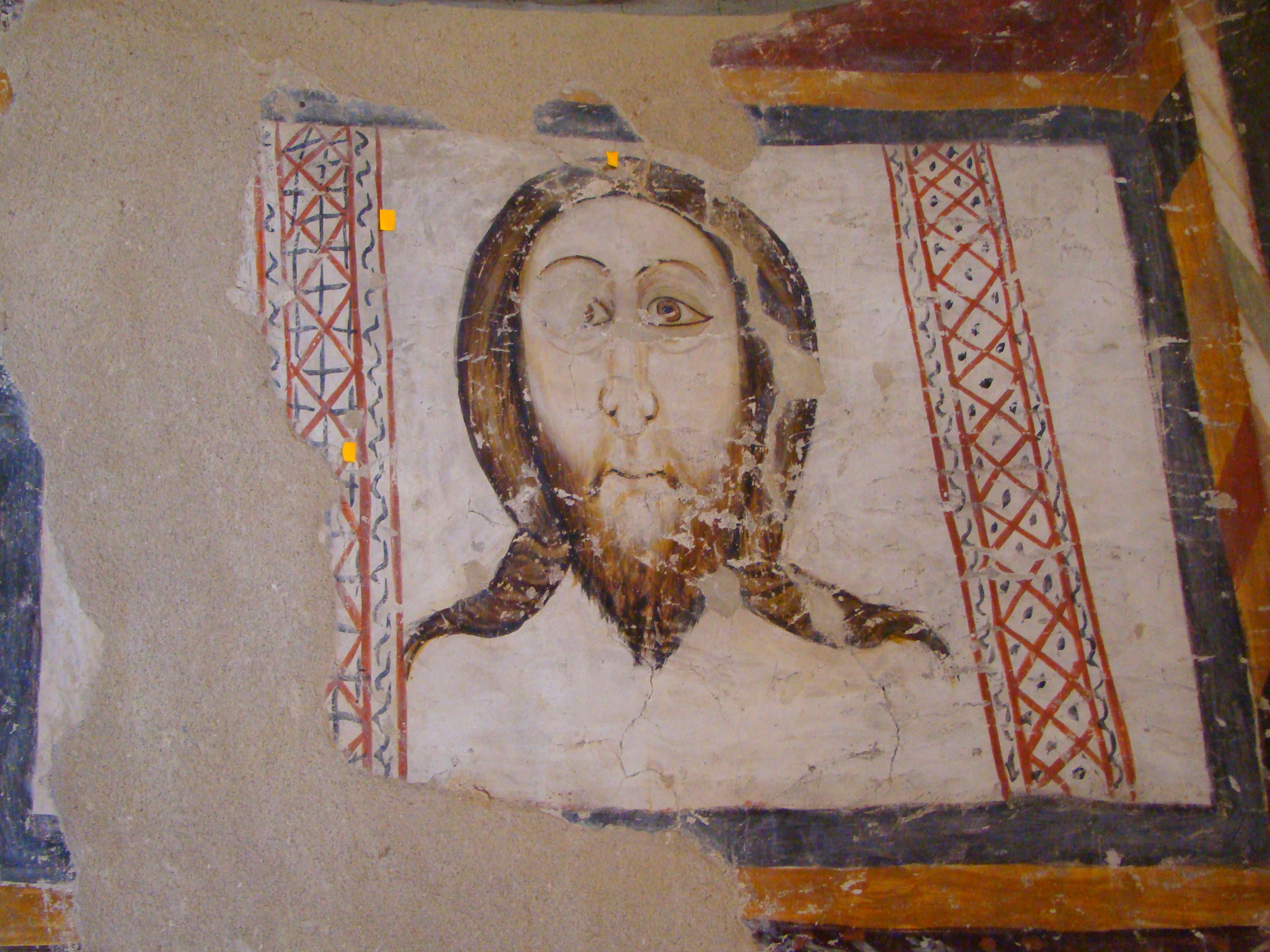
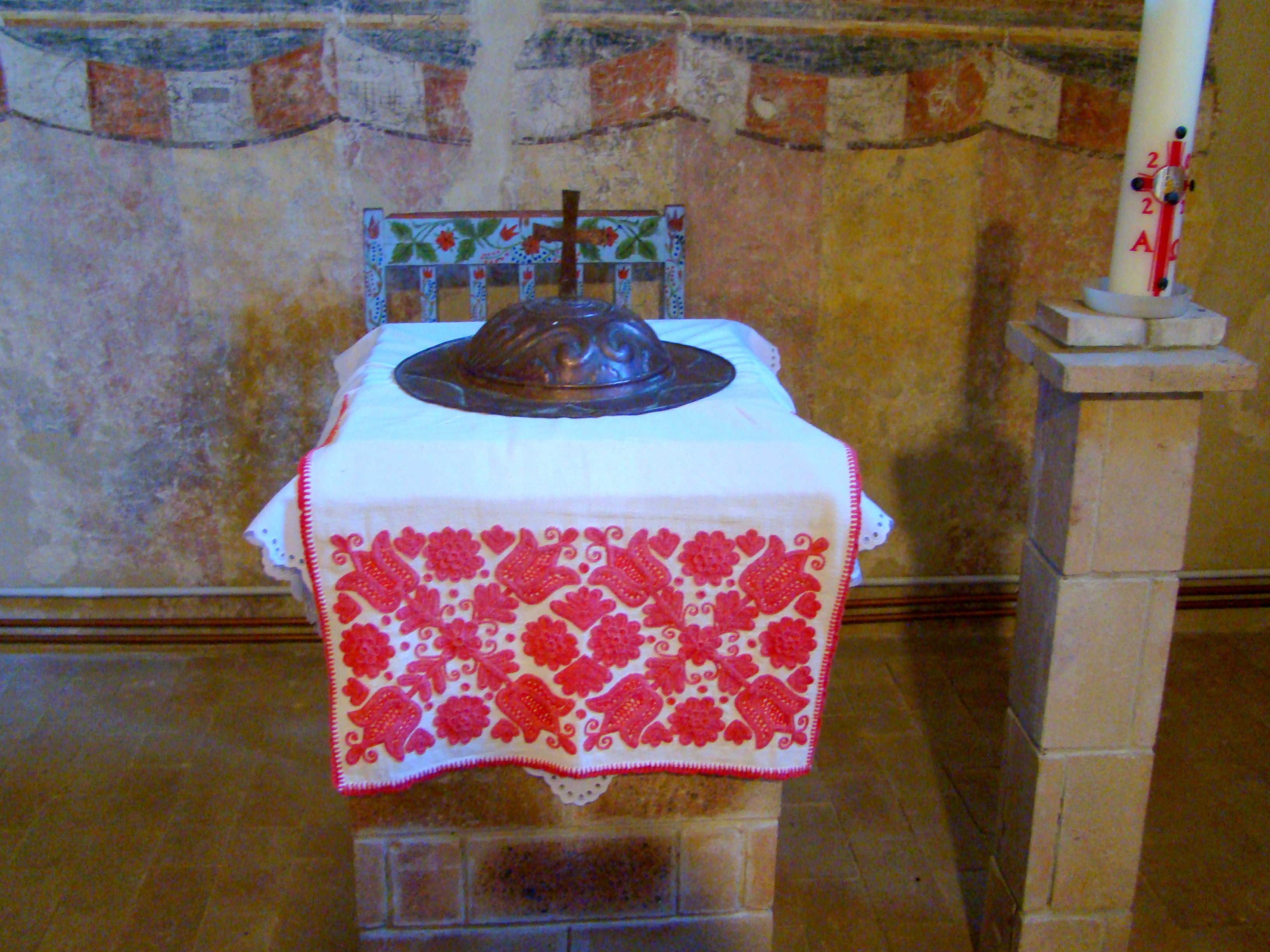
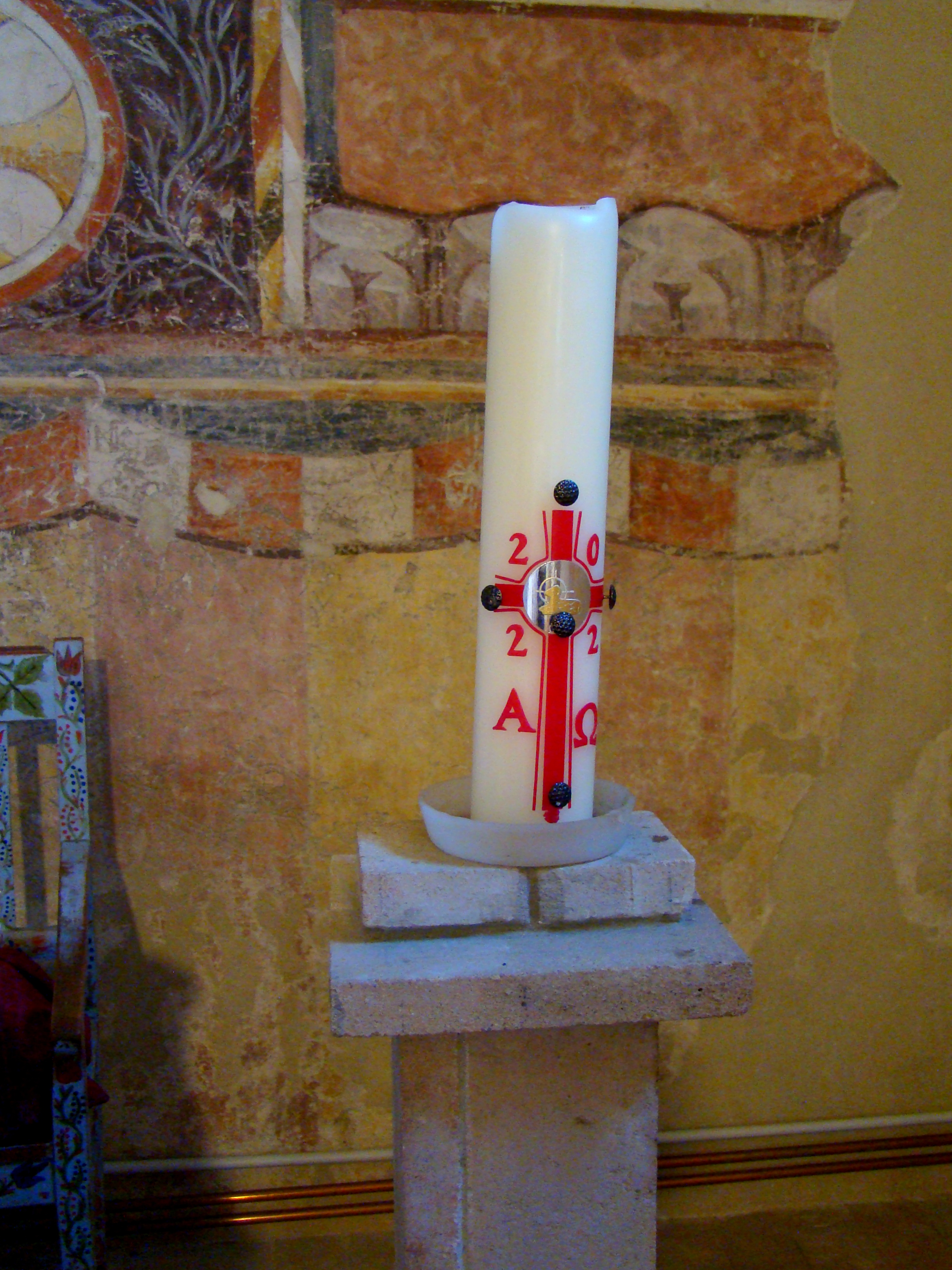
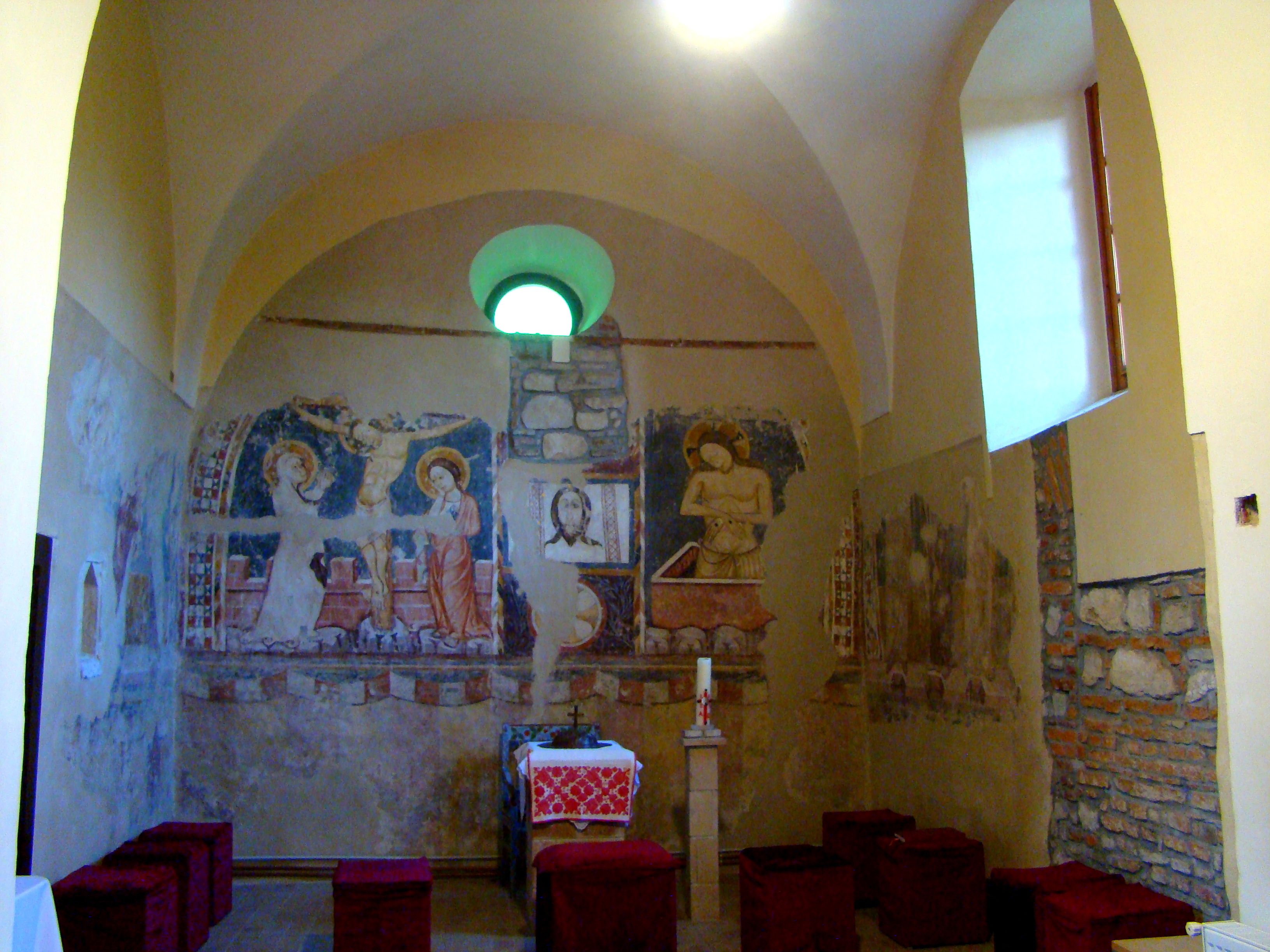
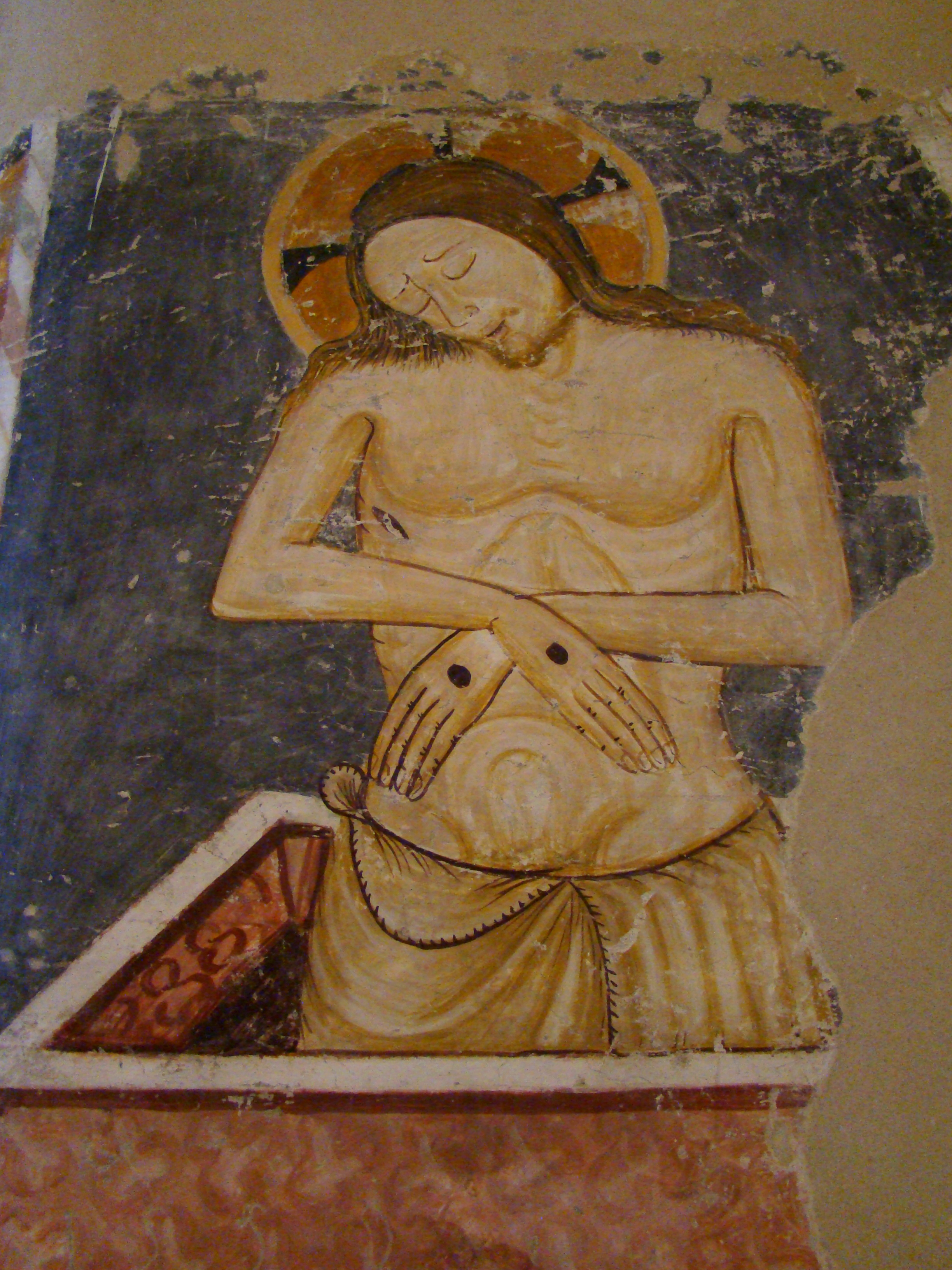
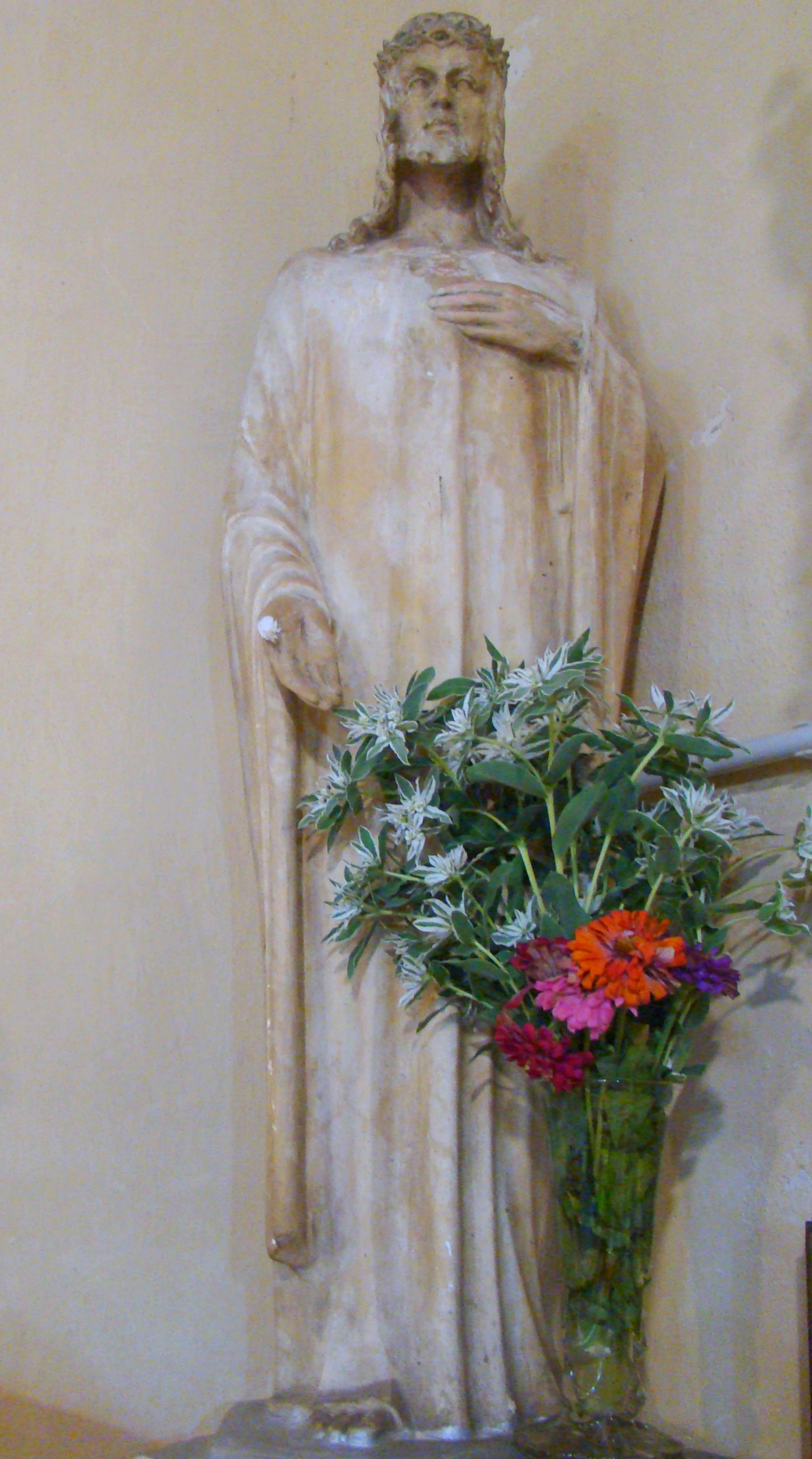
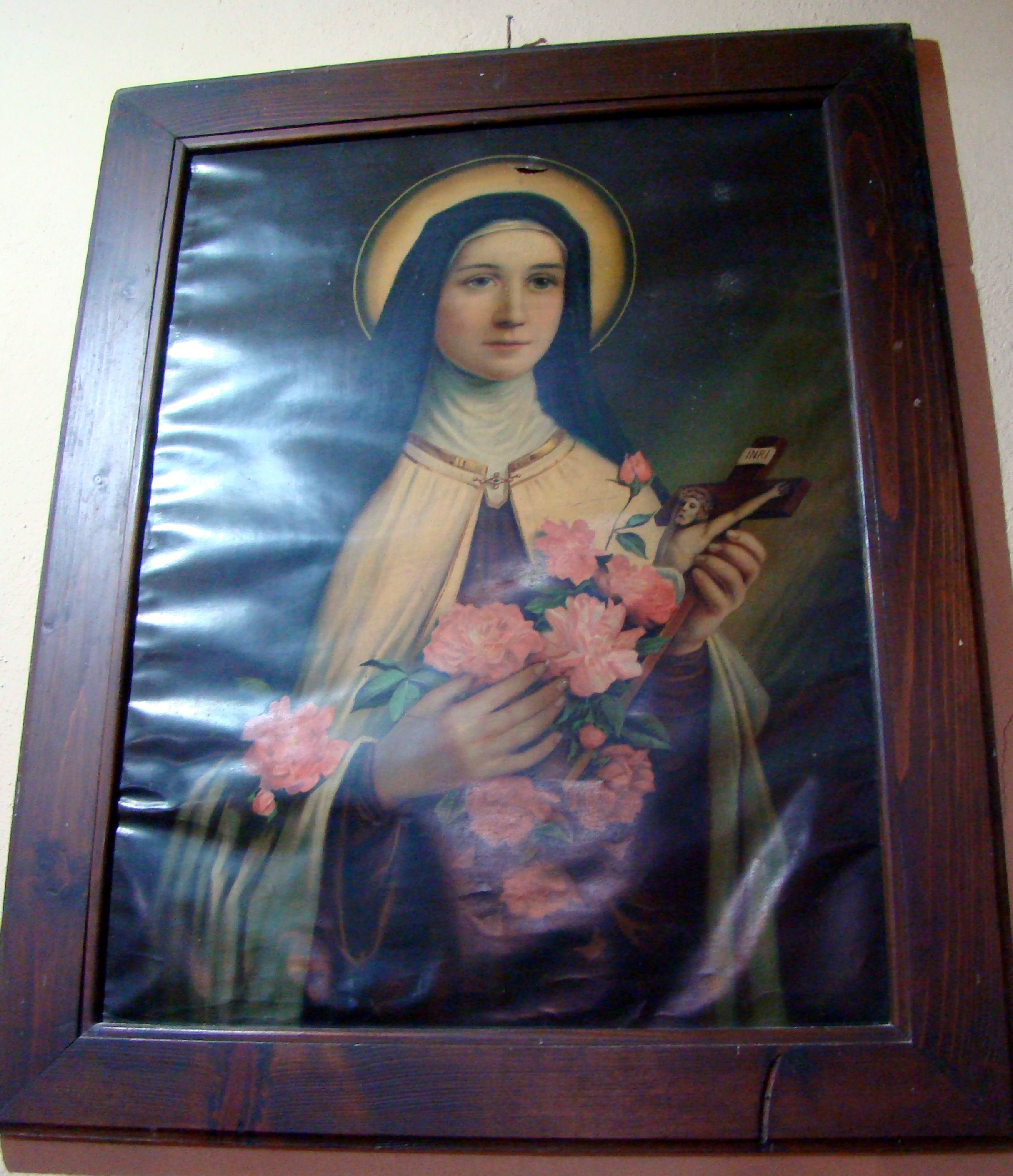
Sf. Rita de Cascia
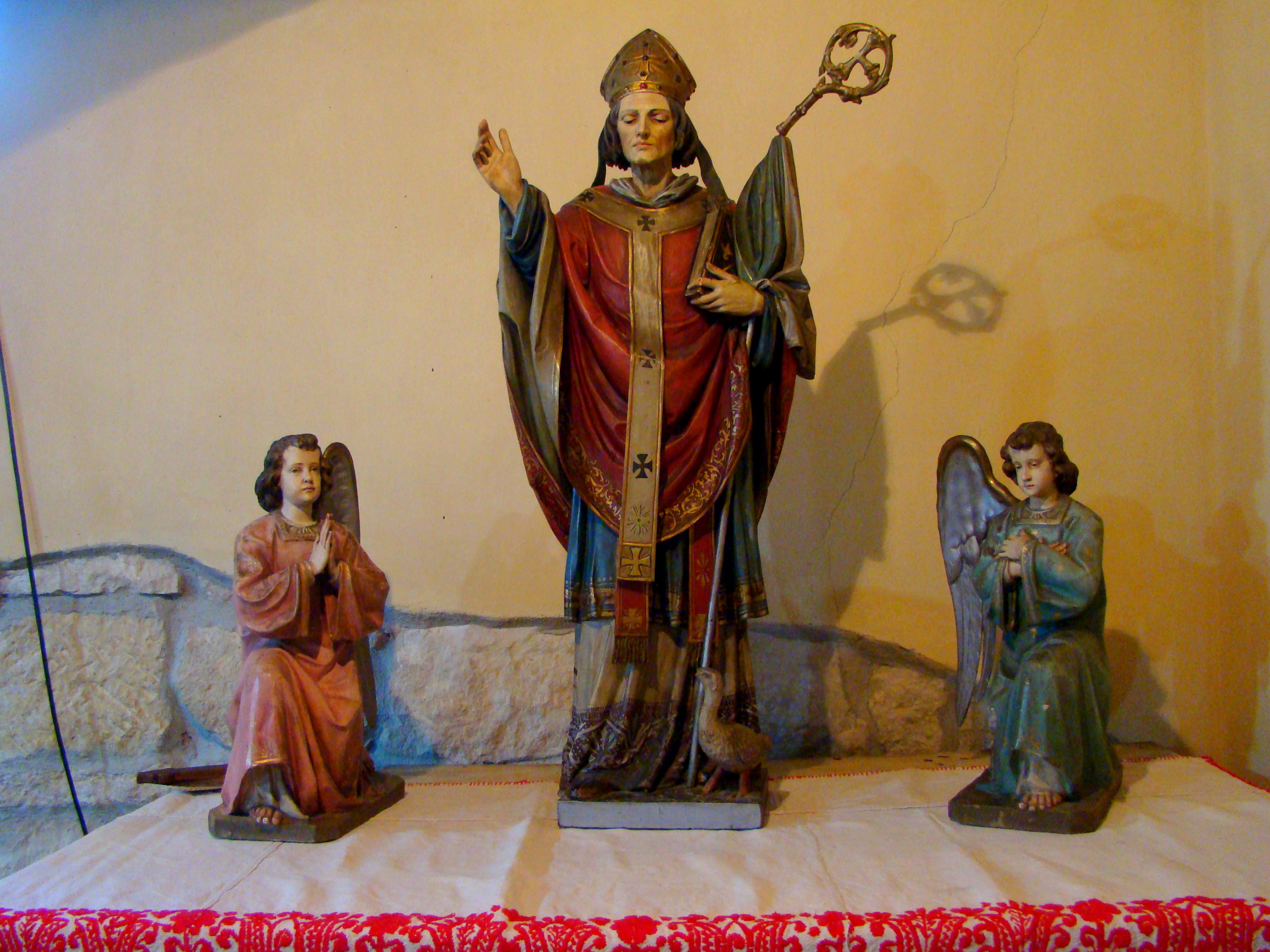
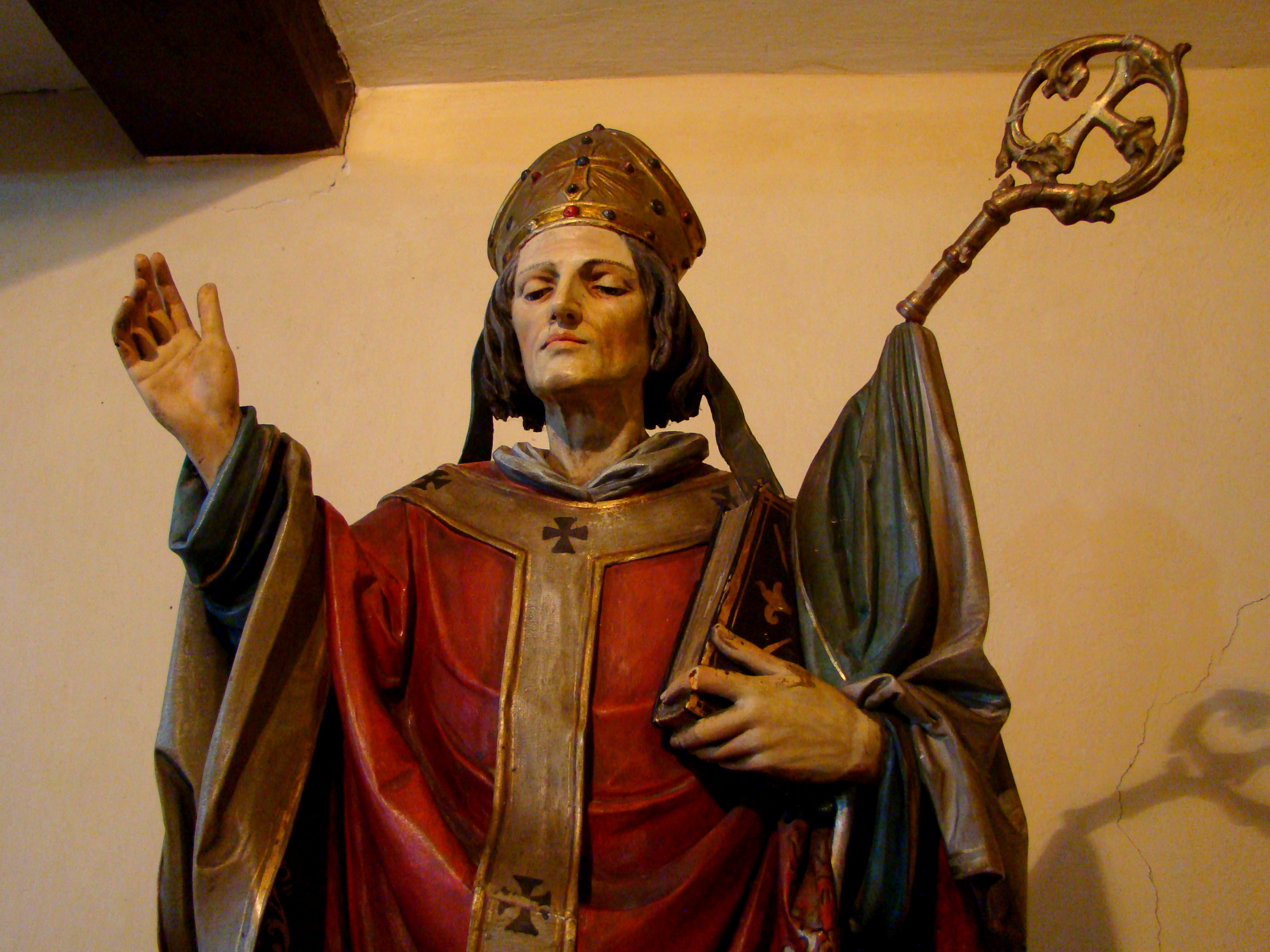
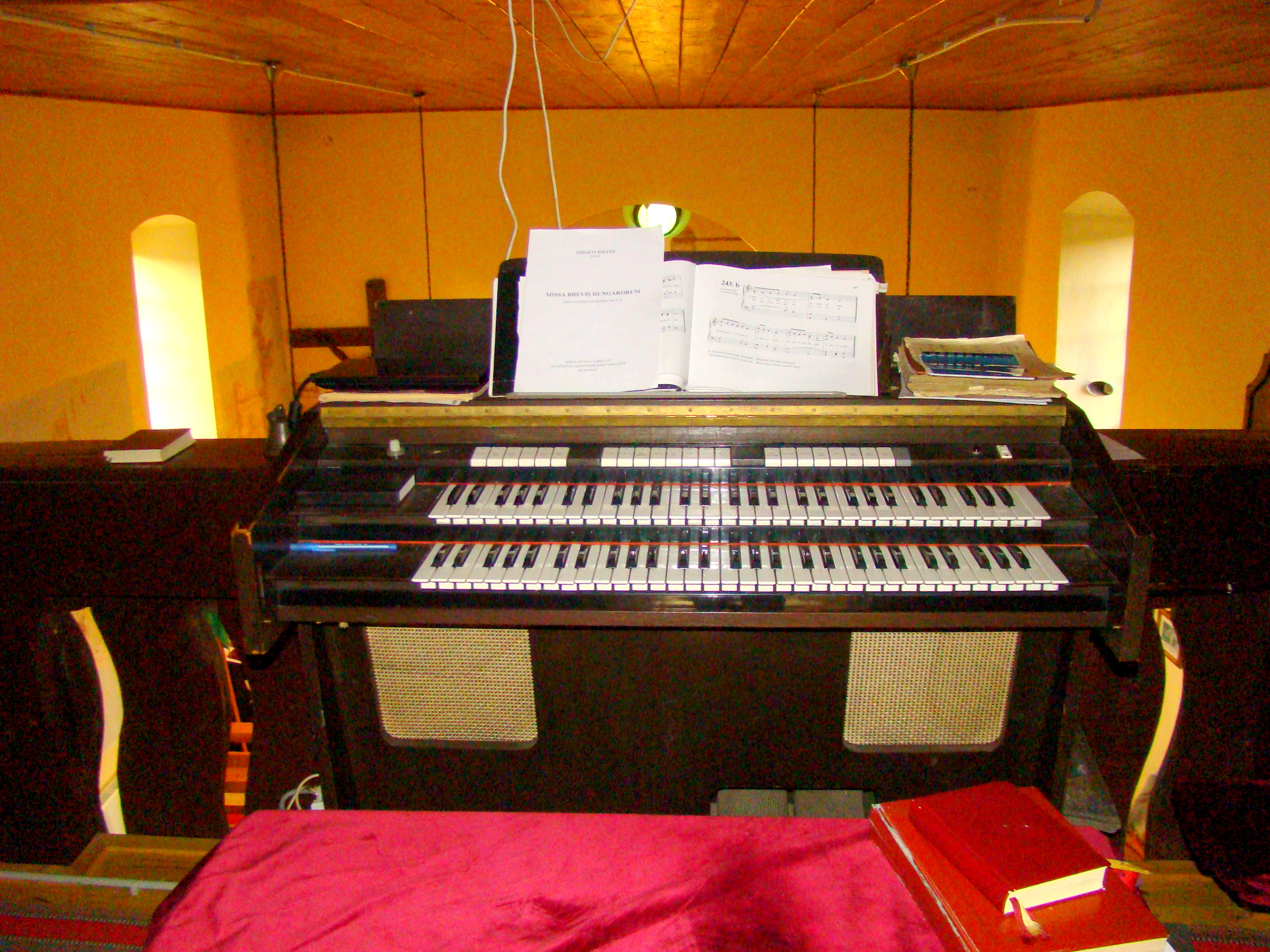
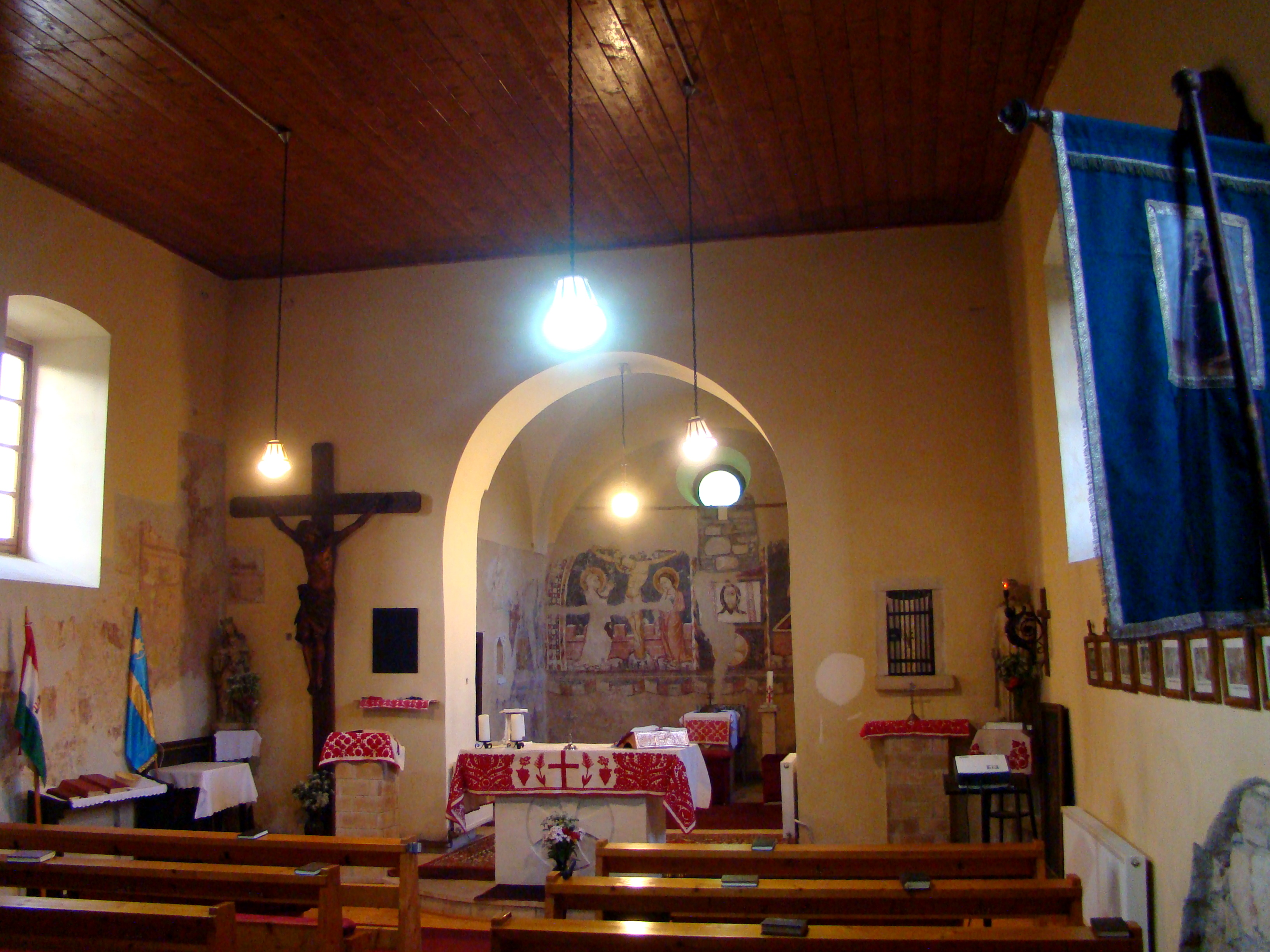
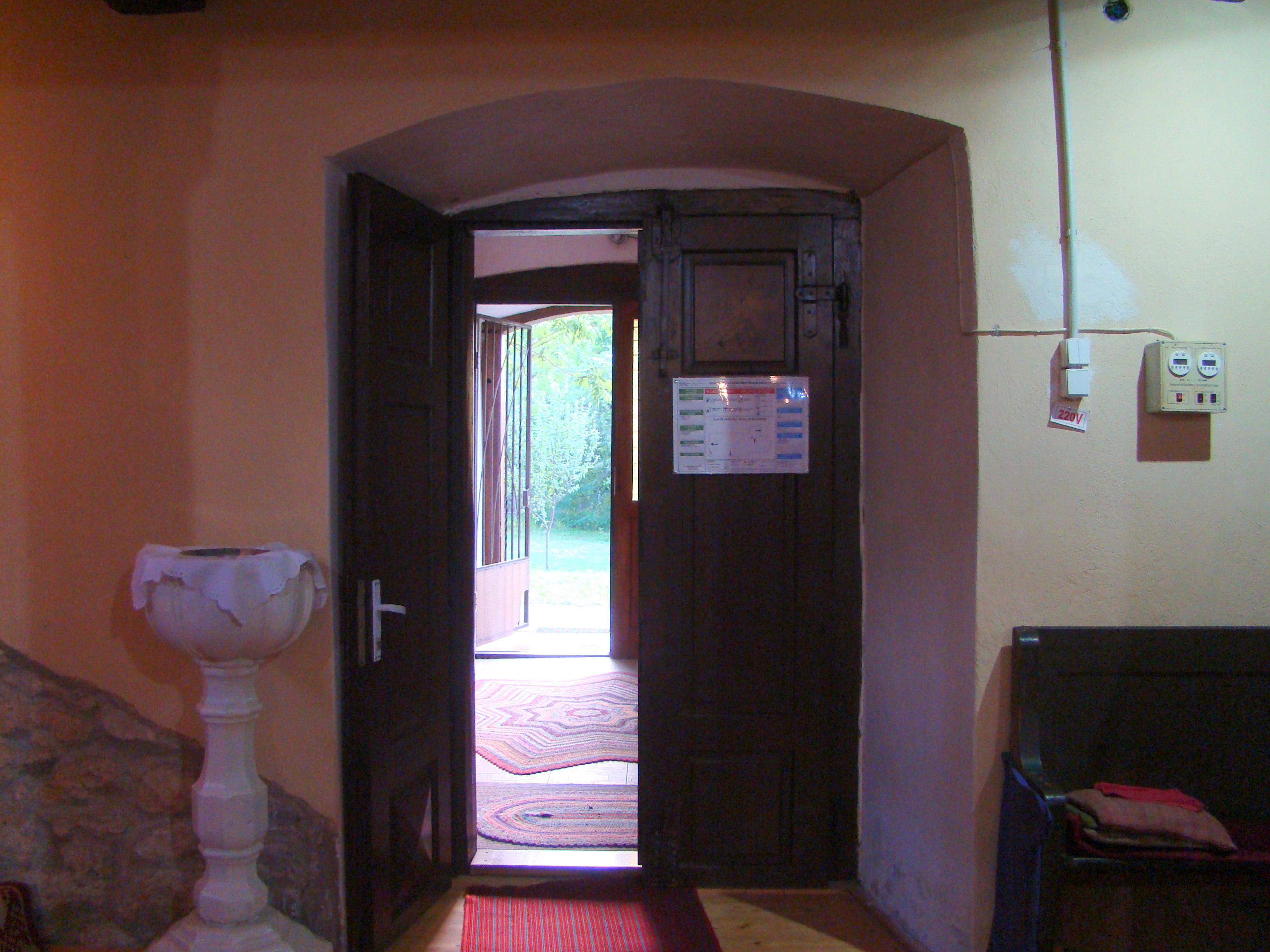